# Національний музей Прадо
Музей Прадо (ісп. Museo Nacional del Prado) — музей та галерея мистецтв, розташований в Мадриді, столиці Іспанії. «Прадо» означає «луки», «галявина для свят». Це один з великих і найзначущих музеїв європейського образотворчого мистецтва, що містить багату колекцію робіт з XII по XIX століття, засновану на колишній королівській колекції.

## Приміщення музею
Докладніше: Будівля Вільянуева музею Прадо
Ідея створити публічний музей на основі королівської колекції належить до кінця 18 століття. Але тоді вона не була реалізована. До плану створення музею звернулись в добу наполеонівських війн. Захоплена Наполеоном Іспанія виявилась цілком сприятливою для створення музею. І Луїс де Мар'яно Уркіхо у 1809 отримав підпис під наказом про створення музею. Але навіть після цього музей не був створений. Реалізація прийшлась на 1818 рік. Свій внесок зробили дві королеви Іспанії — Марія Ізабелла, а після її смерті — Марія Жосефа Амалія. Німкеня з Саксонії, Амалія, забажала мати музей на кшталт Дрезденської галереї і багато зробила для його відкриття. Датою заснування музею вважають 1819 рік.

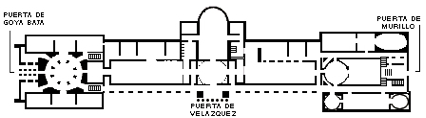
План Прадо

Для музею почали будувати окреме приміщення, будівництво тривало до 1830 року. Це головна споруда музею, яка існує і зараз. Побудована в стилі класицизм, вона еклектична і не належить до найкращих зразків пізнього класицизму чи ампіру, які є у Франції, Британії, Росії.

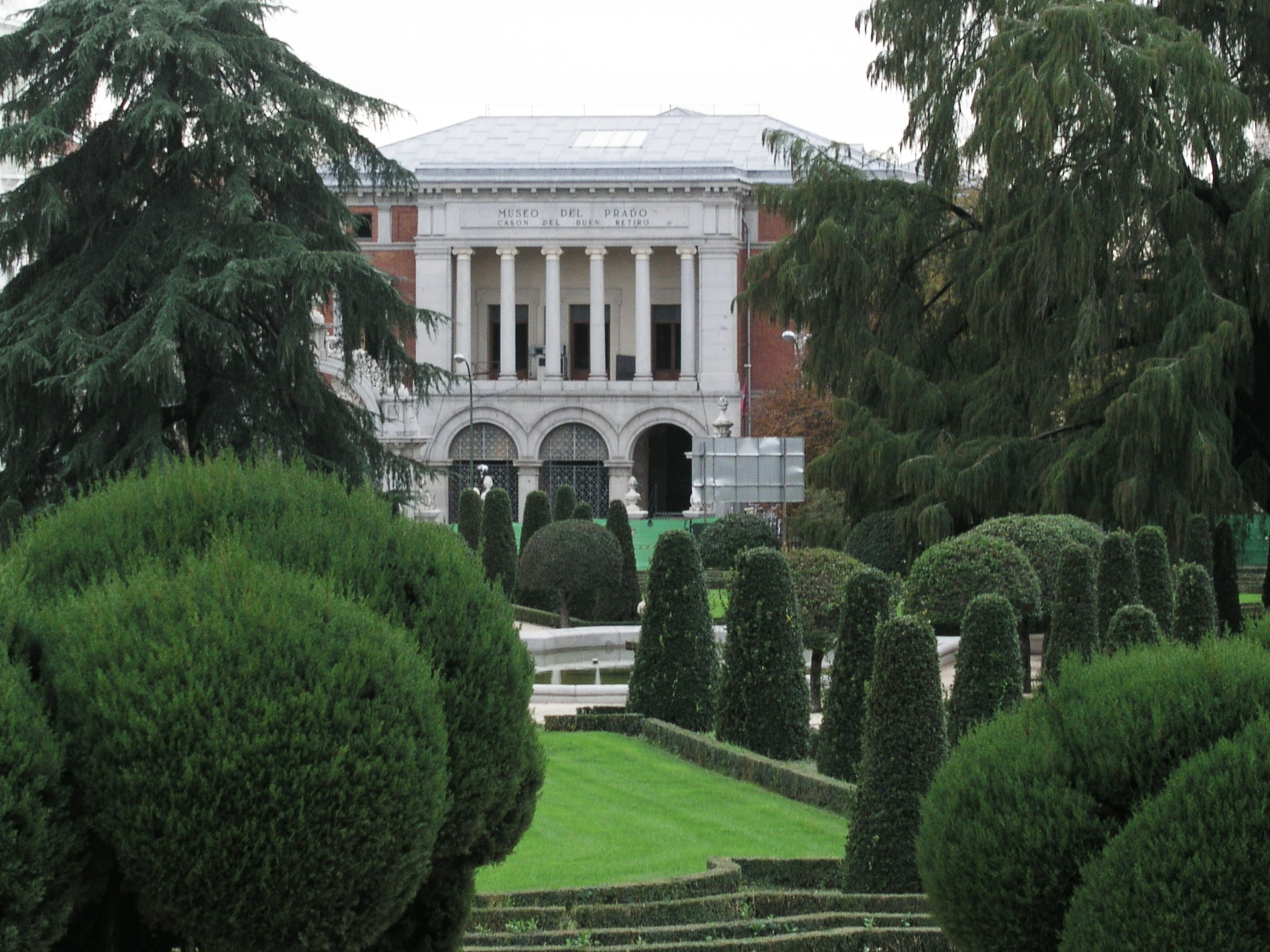
Сад і палац Буен Ретіро, філія Прадо.
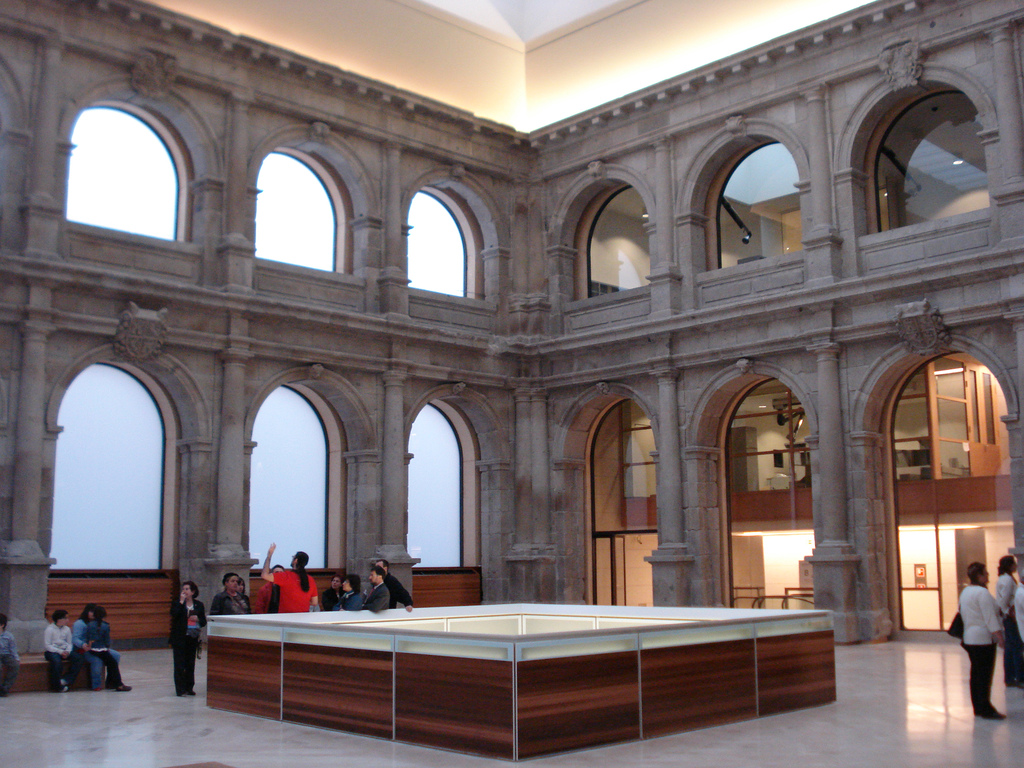
Крита галерея Св. Єроніма, внутрішній дворик.
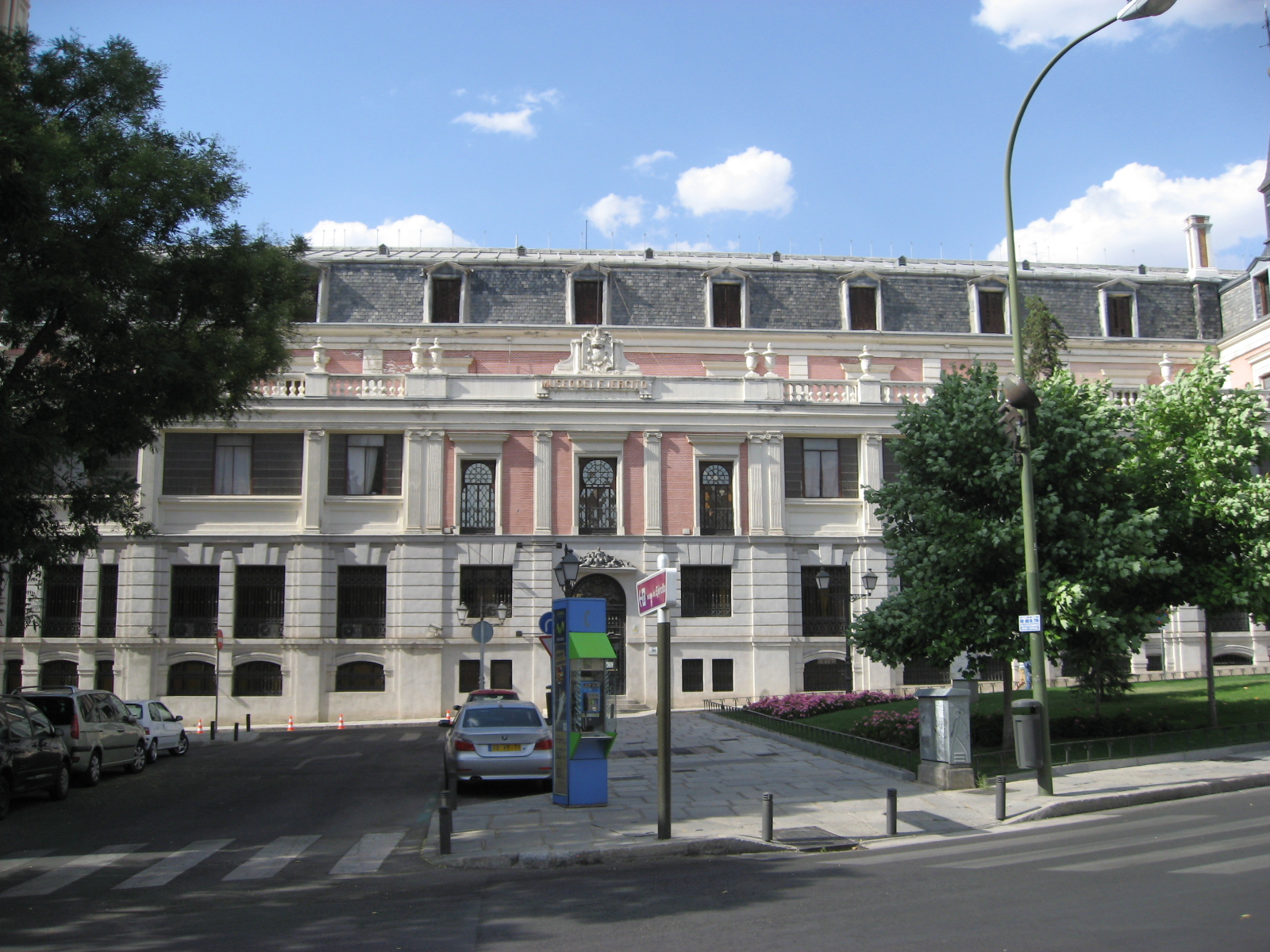
Військовий музей, філія музею Прадо.
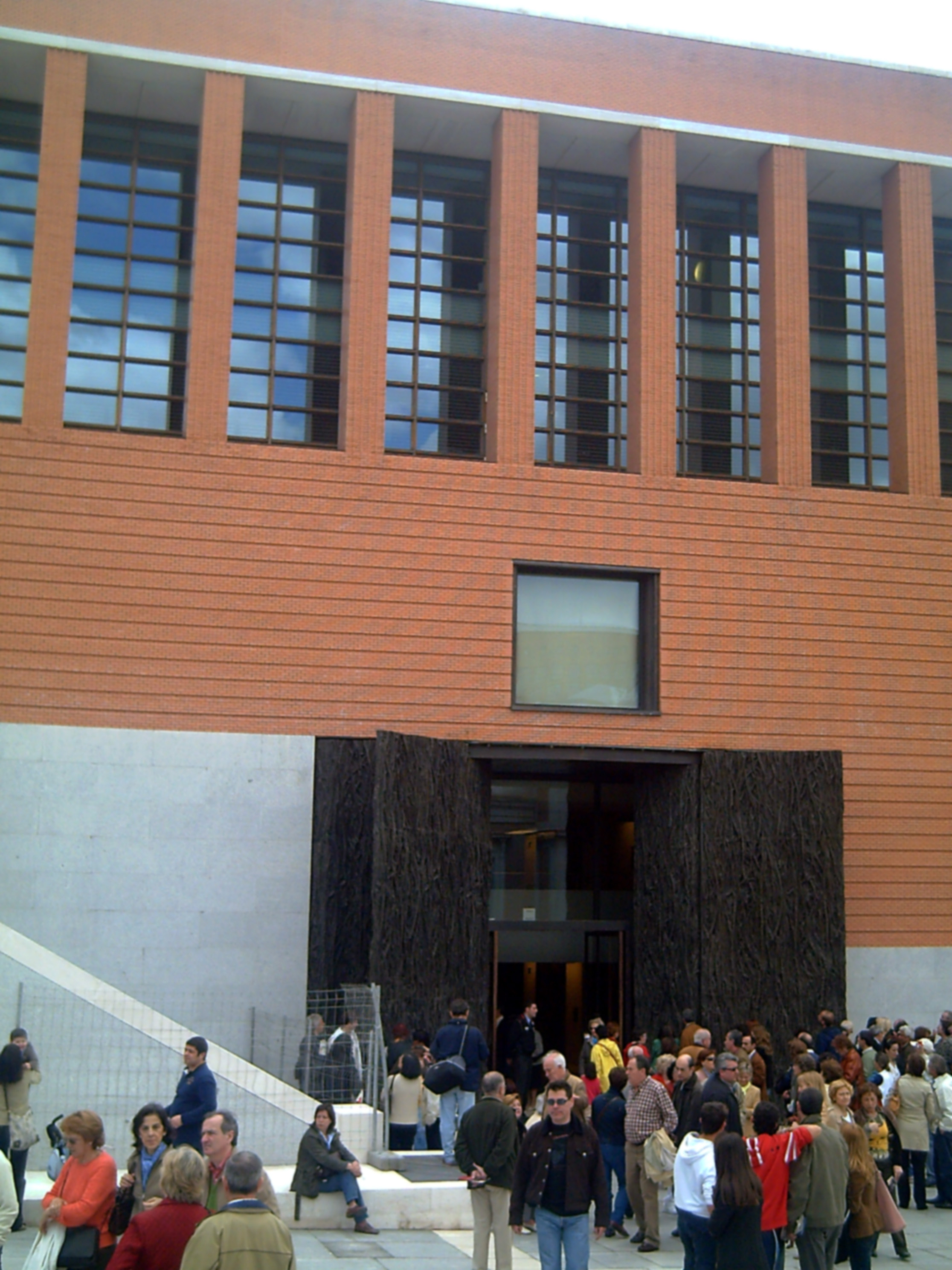
Новий головний вхід.

У 19 і 20 століттях музей зазнав декілька реконструкцій. Тоді і отримав поповнення з інших королівських палаців та Ескоріала, які мало відвідували туристи. До музею передали і твори мистецтва з закритих церков і монастирів тих орденів, діяльність яких була заборонена в країні. Серед відділів музею — відділ античних скульптур, скульптури доби маньєризму і бароко, меблі, гобелени тощо.
Музей дожив до збільшення власних площ за рахунок нових споруд. Йому передали палац Буен Ретіро, будівлю Військового музею, криту галерею ордена Святого Єроніма. 1999 року пройшла презентація 1-ї стадії розширення музею. За планом музей матиме п'ять приміщень, серед яких і сучасна будівля Офісу музею, створена окремо.

## Історія комплектування

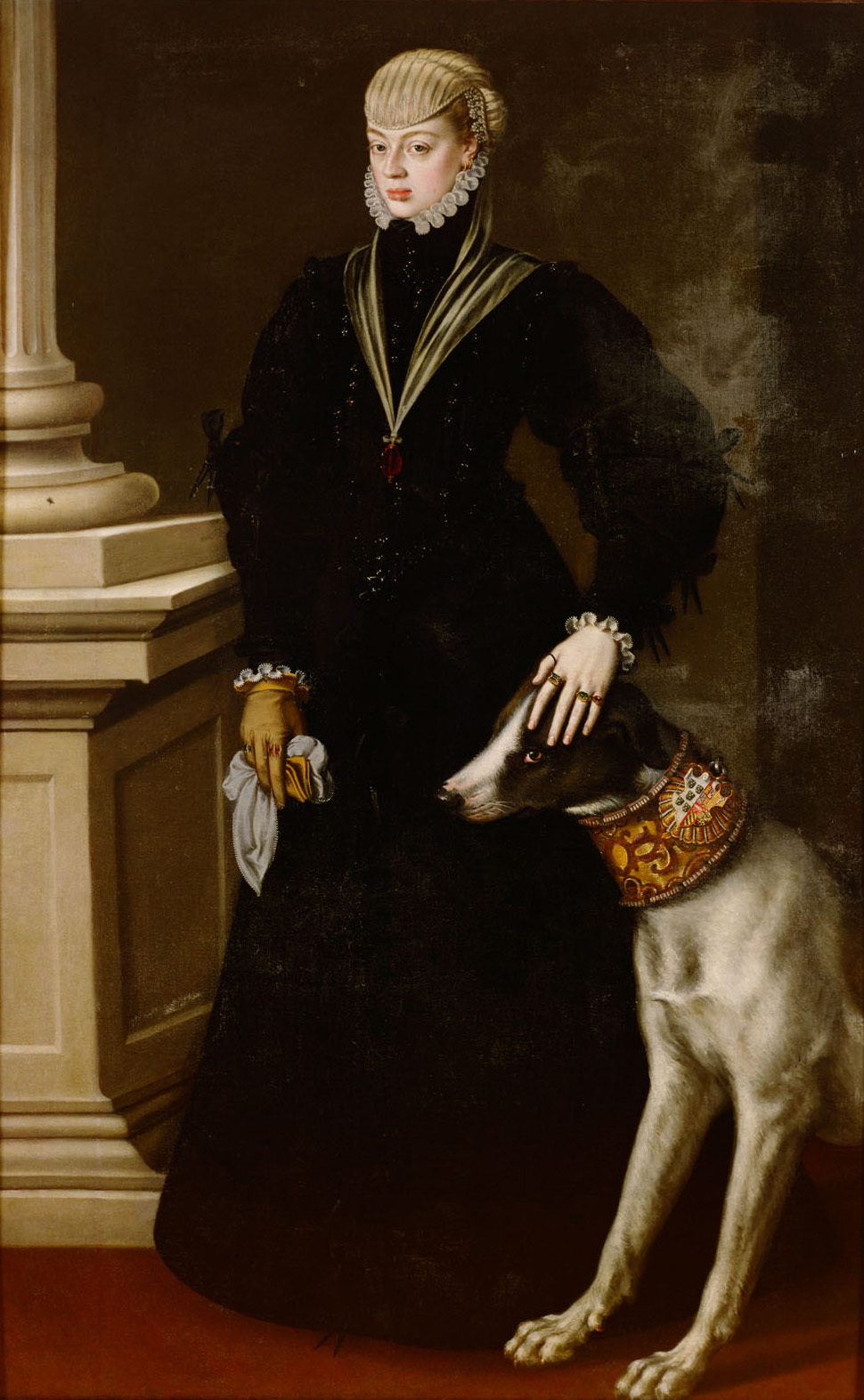
Алонсо Санчес Коельо, Дона Хуана, принцеса Португальська

Історія комплектування музейної збірки сягає у сиву давнину. Вона розпочалася в ті роки, коли Іспанія почала перетворюватись на супердержаву і імперію, що мала володіння у Нідерландах, Неаполі, Америці.
Значним колекціонером був імператор Карл V, що народився і жив у Фландрії. При ньому почали купувати картини значних майстрів Нідерландів та Італії. А відомого живописця з Венеції на ім'я Тиціан імператор зробив своїм придворним художником.
Потреба королівського двору в великій кількості портретів обумовила замови як іноземним, так і іспанським майстрам. Серед портретистів, що обслуговували іспанських королів та аристократів протягом 300 років — Тиціан, Антоніс Мор, Ель Греко, Хуан Пантоха де ла Крус, Алонсо Санчес Коельо, Веласкес, Рубенс, Гойя, ціла низка другорядних майстрів (Хуан Кареньо де Міранда, Бартоломе Естебан Мурільйо, Бартоломе Гонселес і Серрано, Франсіско Камілло, Жан Ранк, Антон Рафаель Менгс тощо).

## Веласкес і придбання картин

Рафаель Санті, портрет кардинала, Прадо

Велику послугу для поповнення королівської колекції картин зробив Веласкес. Він двічі перебував у відрядженні в Італії і купував картини значних майстрів — Тиціана, Хосе де Рібера, шість картин Тінторетто, Веронезе.
Частку картин королям подарували віце-королі Неаполя, що обумовило значну кількість високоякісних картин неаполітанської школи в музеї Прадо (Массімо Станціоне, Джордано Лука, Джузеппе Рекко тощо).
Цікаві твори різних майстрів придбали на аукціоні-розпродажу колекції короля Англії Карла І після його страти (Мантенья, Веронезе, Ван Дейк тощо) та посмертному розпродажу збірки картин Рубенса. Унікальні витвори ювелірного мистецтва і декілька картин подарувала іспанському двору екс-королева Швеції Христина Шведська (вироби з срібла, свій кінний портрет пензля Себастьяна Бурдона тощо).

## Кінні портрети

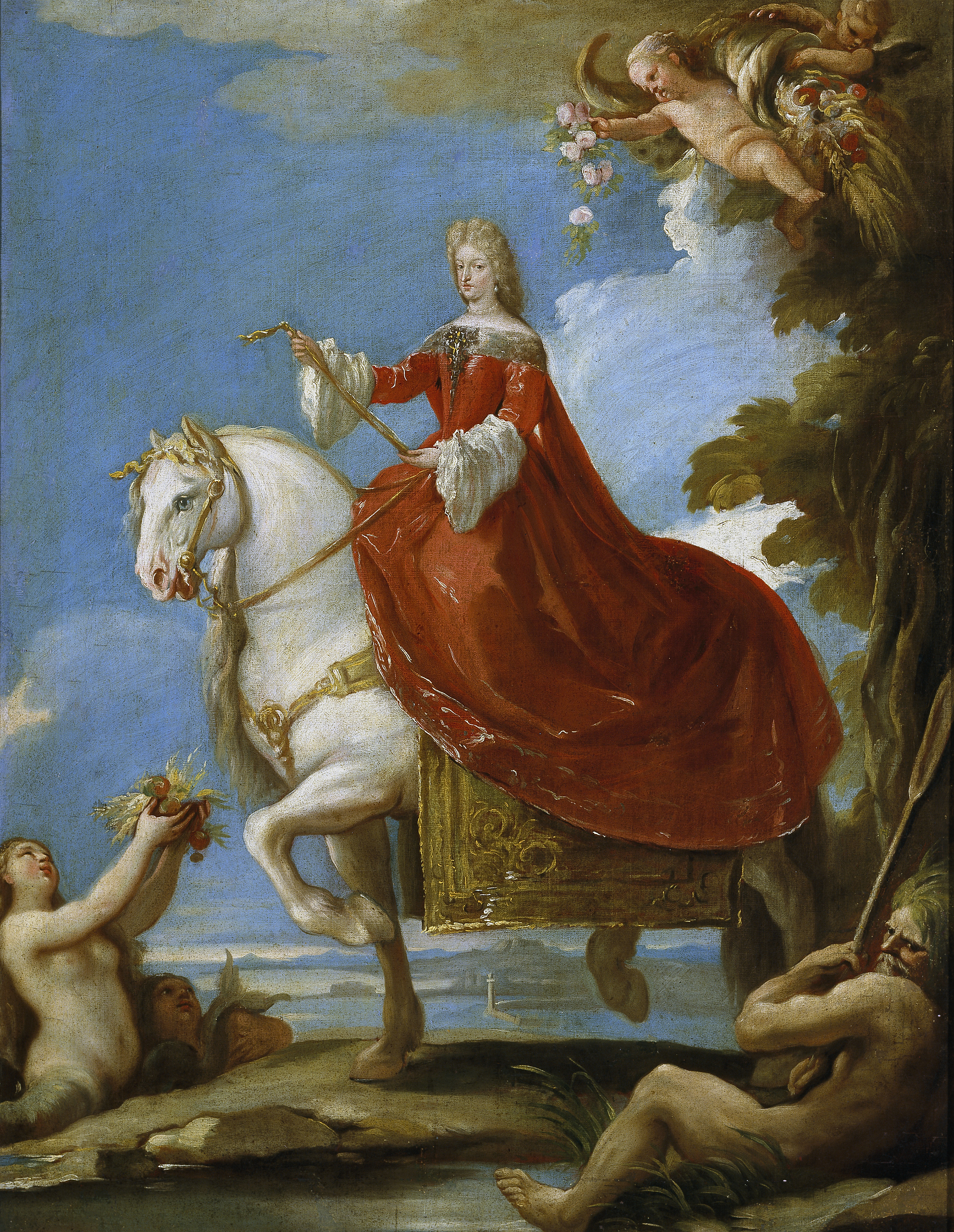
Лука Джордано, «Донна Маріанна де Необунго верхи», до 1694
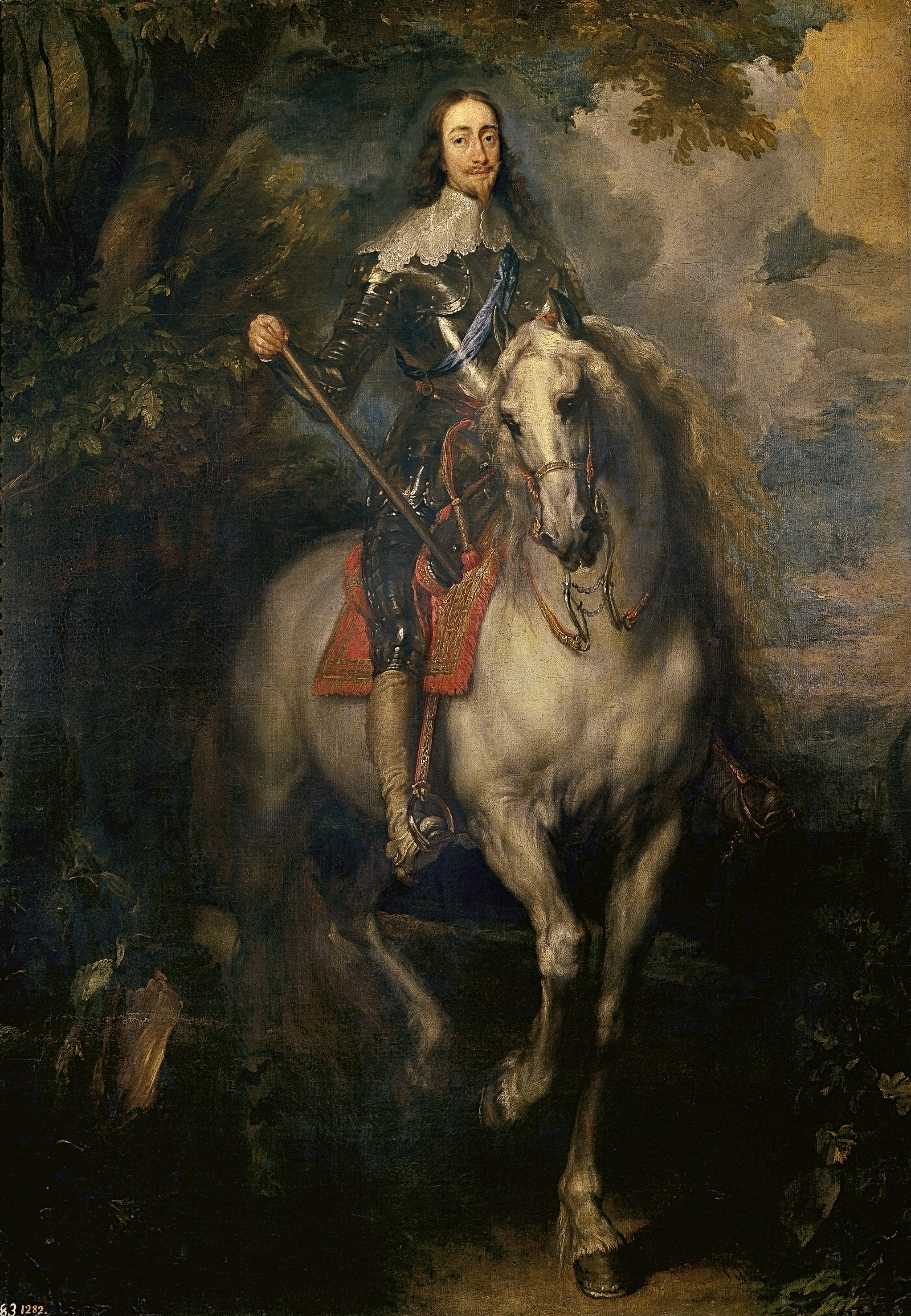
Антоніс ван Дейк, «Король Англії Карл I»
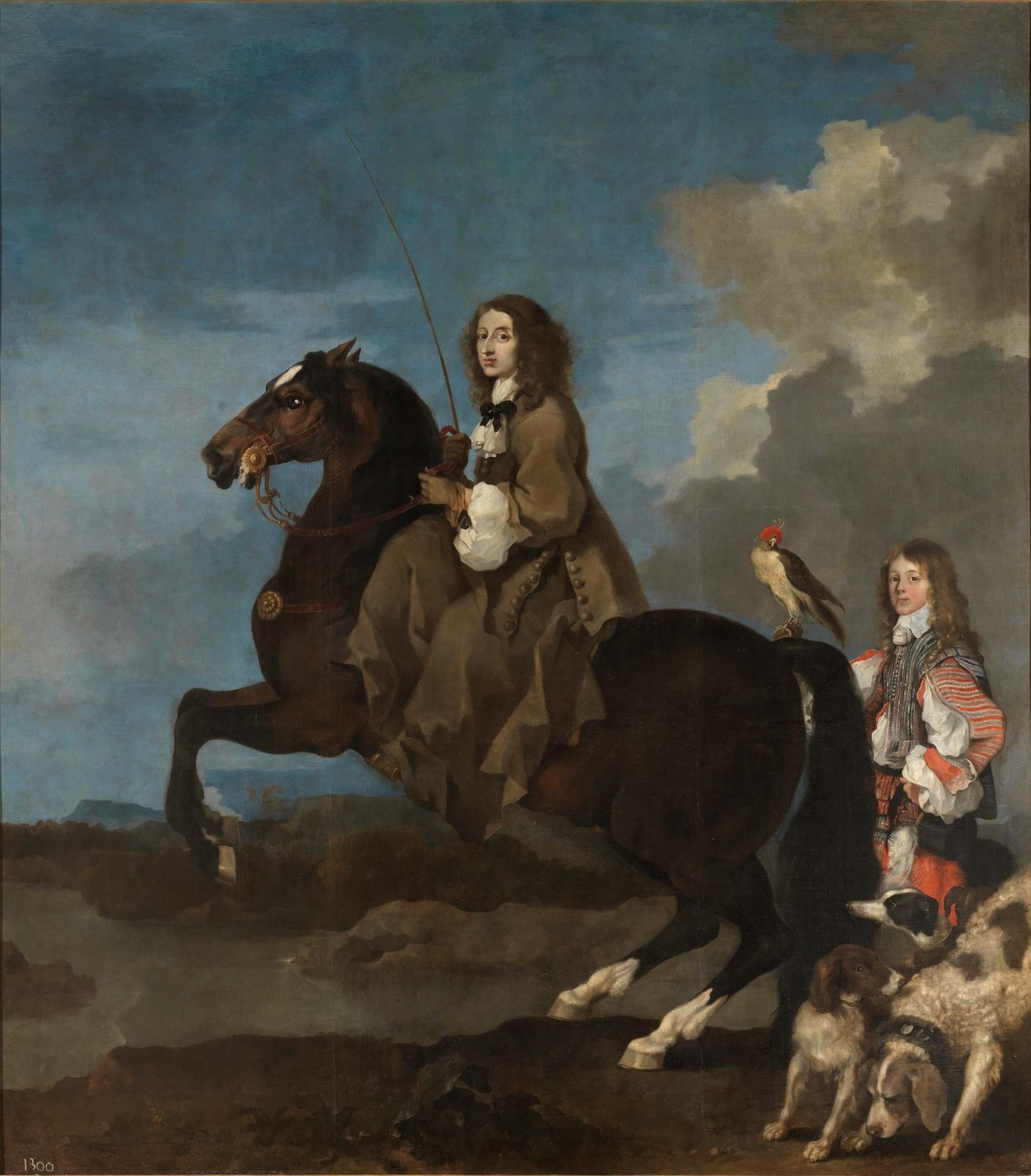
Себастьян Бурдон, «Королева Христина Шведська»

## Колекція нідерландських майстрів Прадо

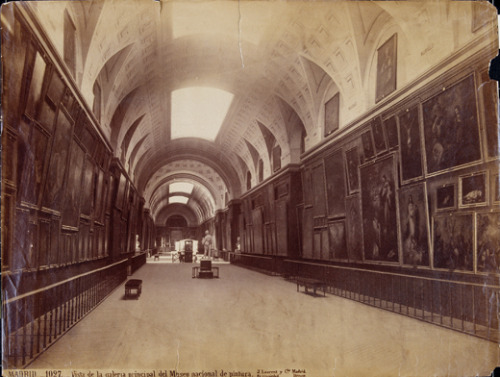
Музей Прадо експозиція на історичному фото у 19 ст. Фотограф J. Laurent y Cia.
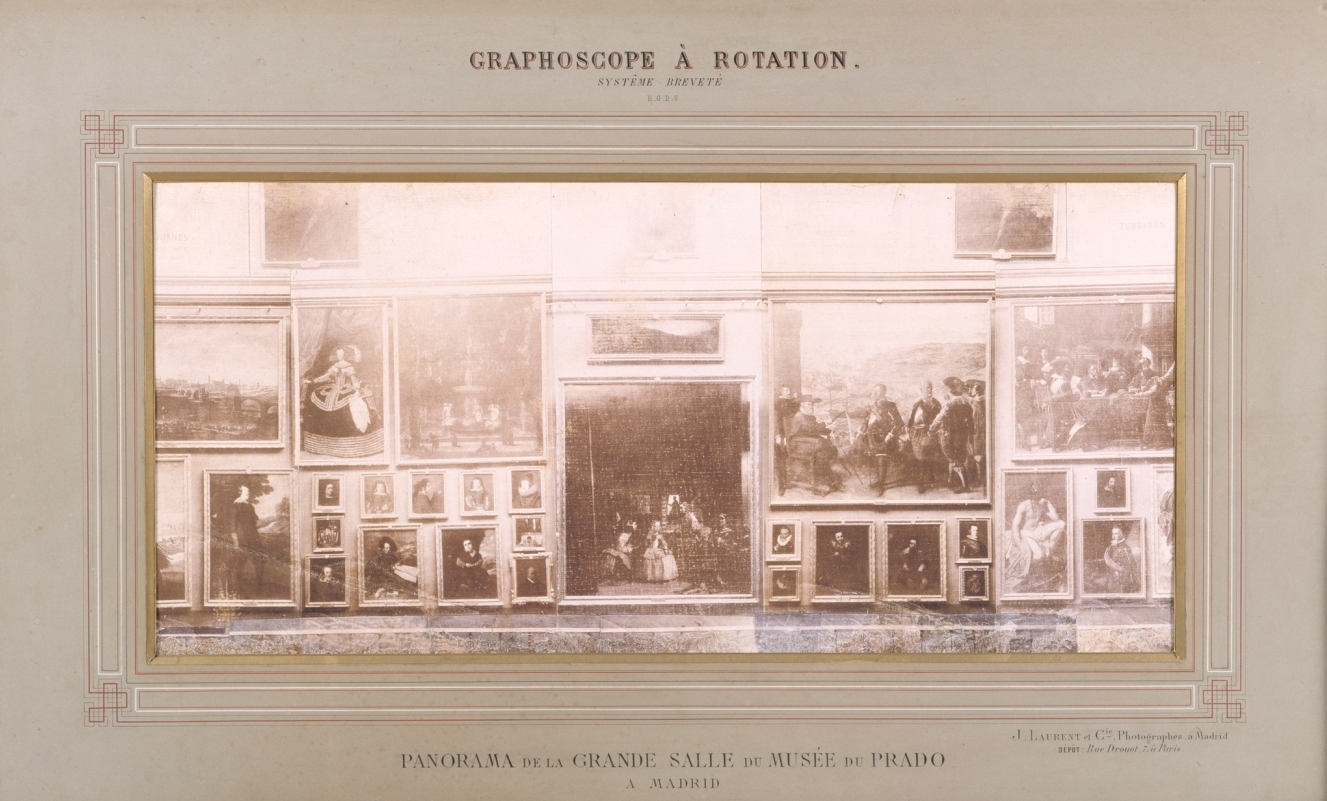
Експозиція на історичному фото у 19 ст. Музей Прадо. Фотограф J. Laurent y Cia

Всесвітню славу має колекція нідерландських майстрів Прадо. Володарі Іспанії десятиліттями вивозили з Нідерландів усе, на що були багаті нідерландські землі — гобелени, ювелірні вироби, картини. Майже всі великі нідерландські художники є в збірці Прадо. Деякі представлені кількома картинами, серед яких шедеври, що найповніше характеризують і самих майстрів, і історичну добу (Робер Кампен, Рогір ван дер Вейден, Герард Давід, Пітер Брейгель Старший, Якоб Йорданс, Рубенс, Ван Дейк).
Колекція картин Єроніма Босха (повне ім'я Ієронімус Босх) найбільша у світі і найкраща за межами Нідерландів.

Про дещо грабіжницький характер комплектування музейної збірки добре знають і в Іспанії. У своїй роботі «Привиди музею Прадо» Хосе Маріо Салаверья пише: 
| Ліві лапки | Іспанська історія - майже ганебний вантаж у пам'яті людства... Якби у Іспанії була б тільки її історія, вона б потонула в забутті. Але у Іспанії є величний музей, і світ пам'ятатиме про Іспанію. | Праві лапки |

## Гордість музею Прадо— іспанські художники
Тільки в Іспанії можна створити повну і всебічну уяву про історію мистецтв і творчість іспанських майстрів. Досить повна колекція художників Іспанії в Прадо має всесвітню славу, хоча деякі зразки мистецтва давно покинули межі країни й прикрасили інші зібрання в інших країнах (портрети Ель Греко, релігійні образи Хосе де Рібера, натюрморти Котана, релігійні картини Сурбарана, портрети і оголена натура Веласкеса, портрети Гойї, картини Сулоага та Пікассо тощо).

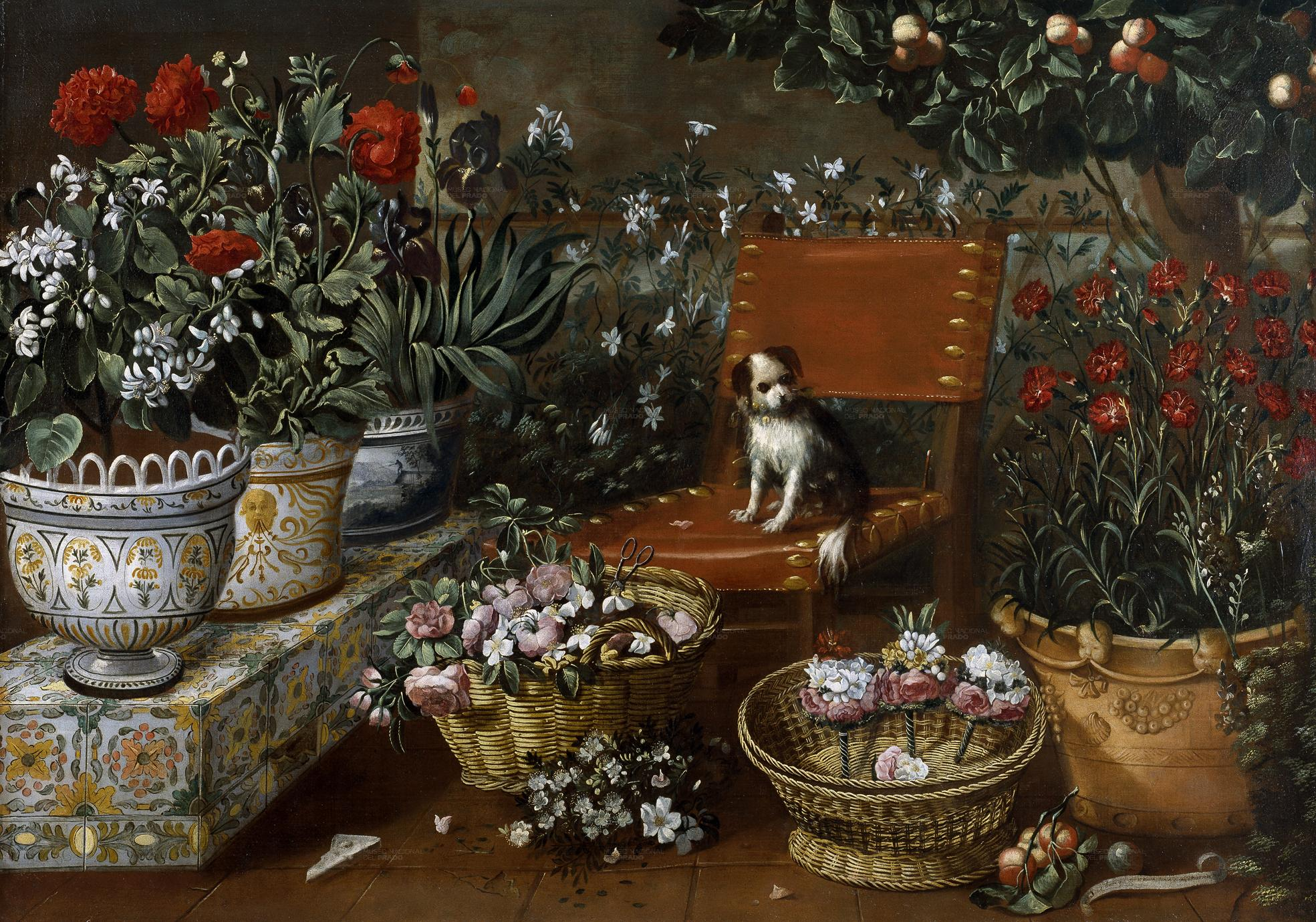
Томас Єпес. «Куточок парка», бл. 1660. Національний музей Прадо, Мадрид
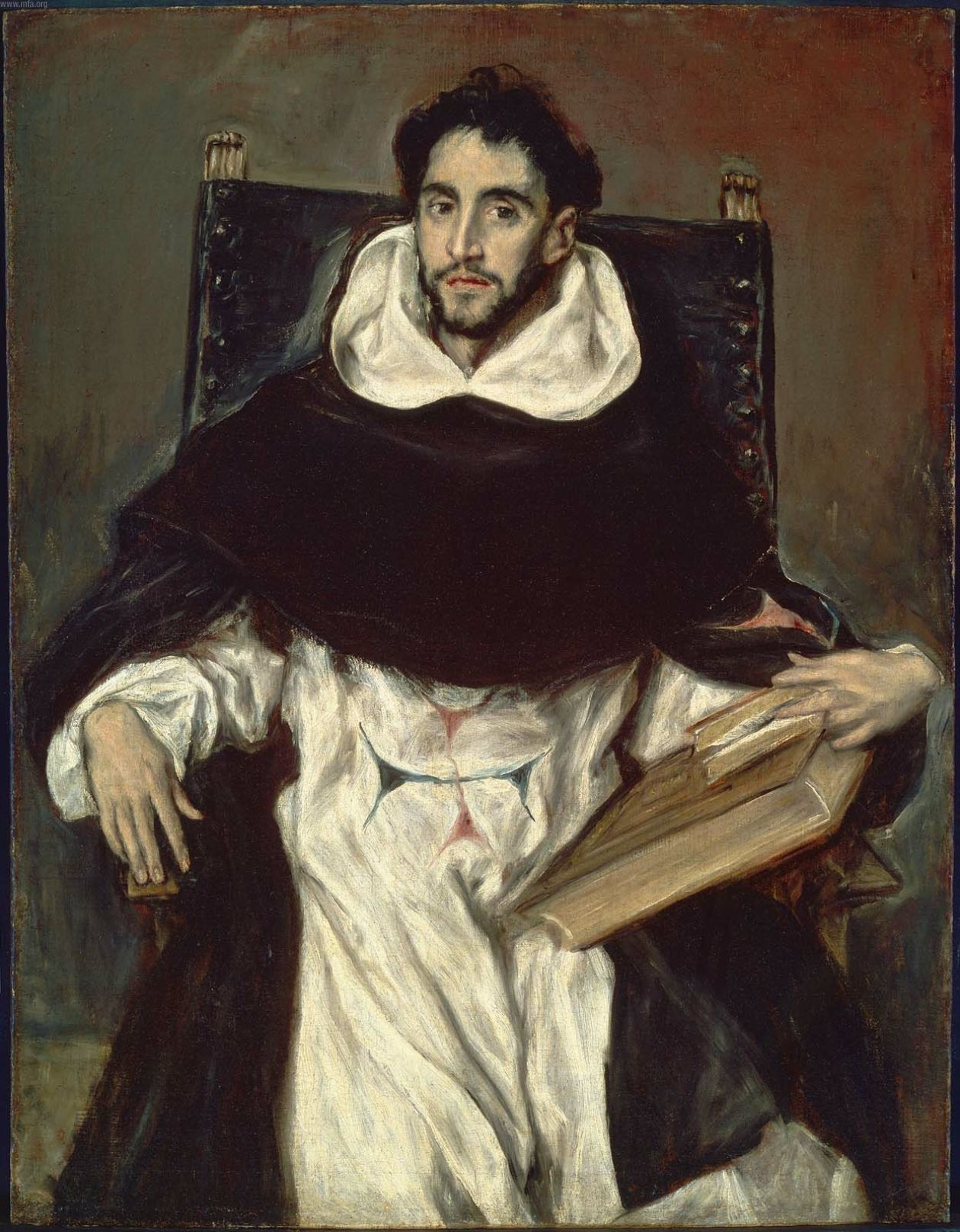
Ель Греко, Портрет Паравісіно, Бостон, США
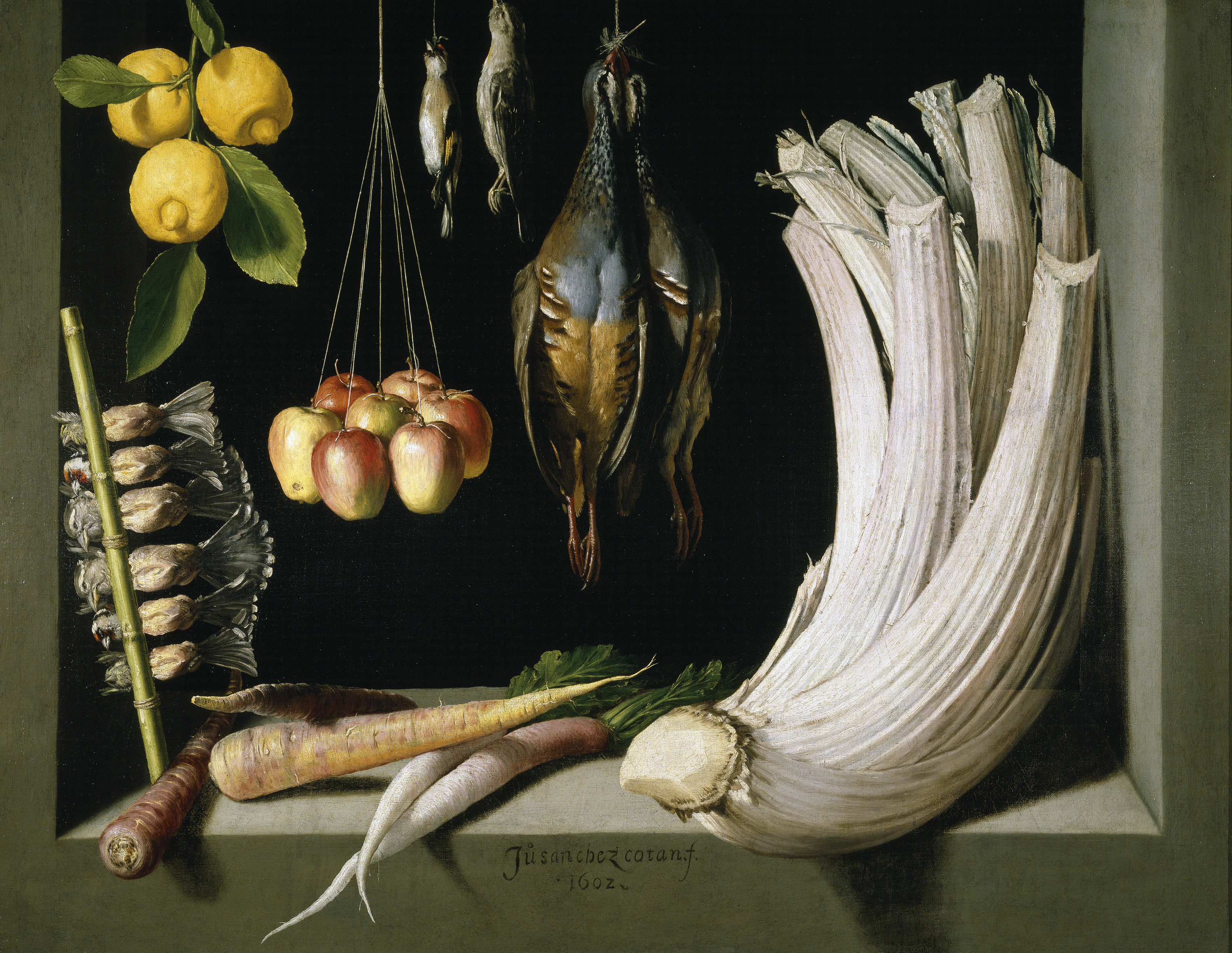
Хуан Санчес Котан, «Натюрморт з дичиною, овочами і фруктами», 1602
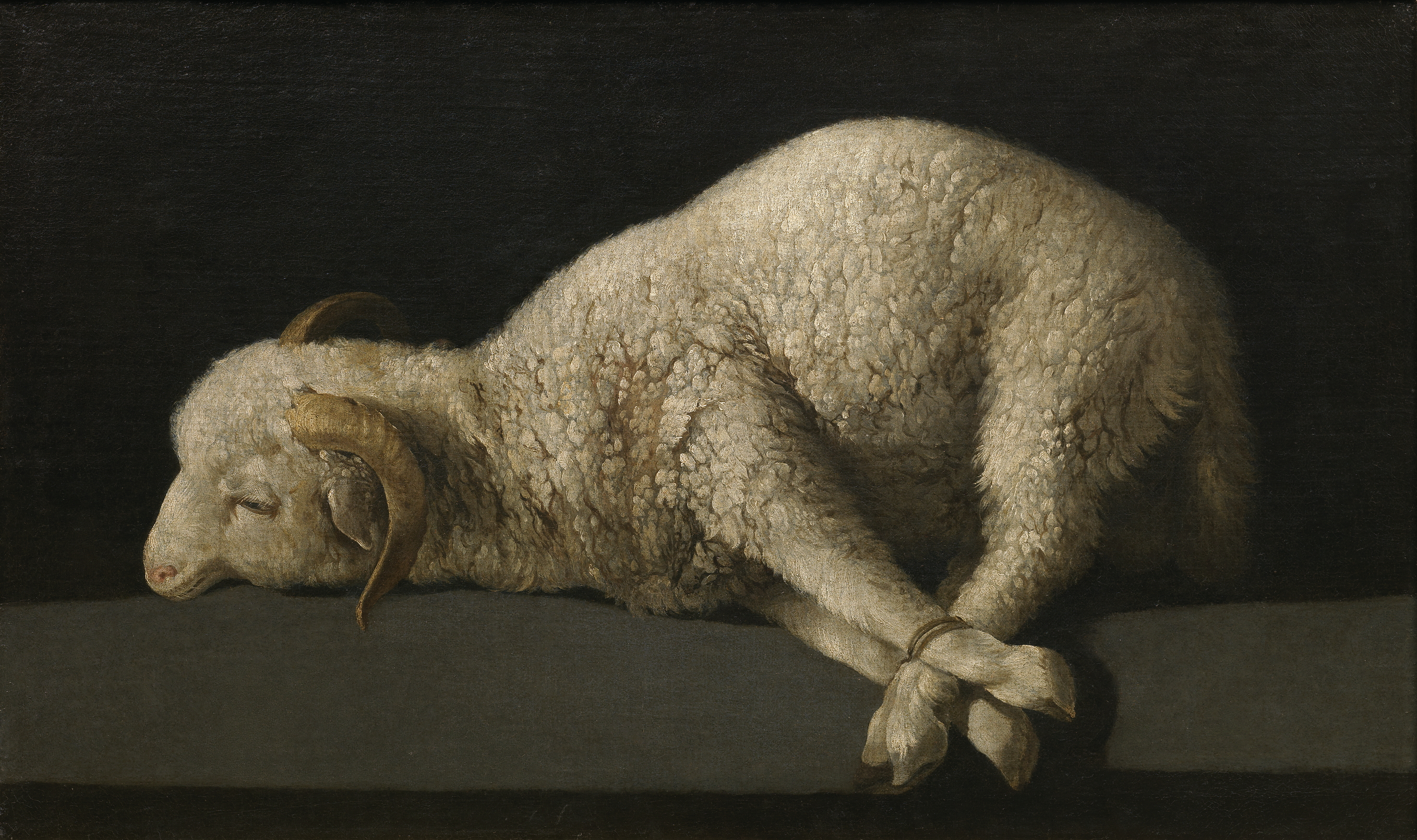
Франсіско де Сурбаран, «Агнець Божий», 1635—1640
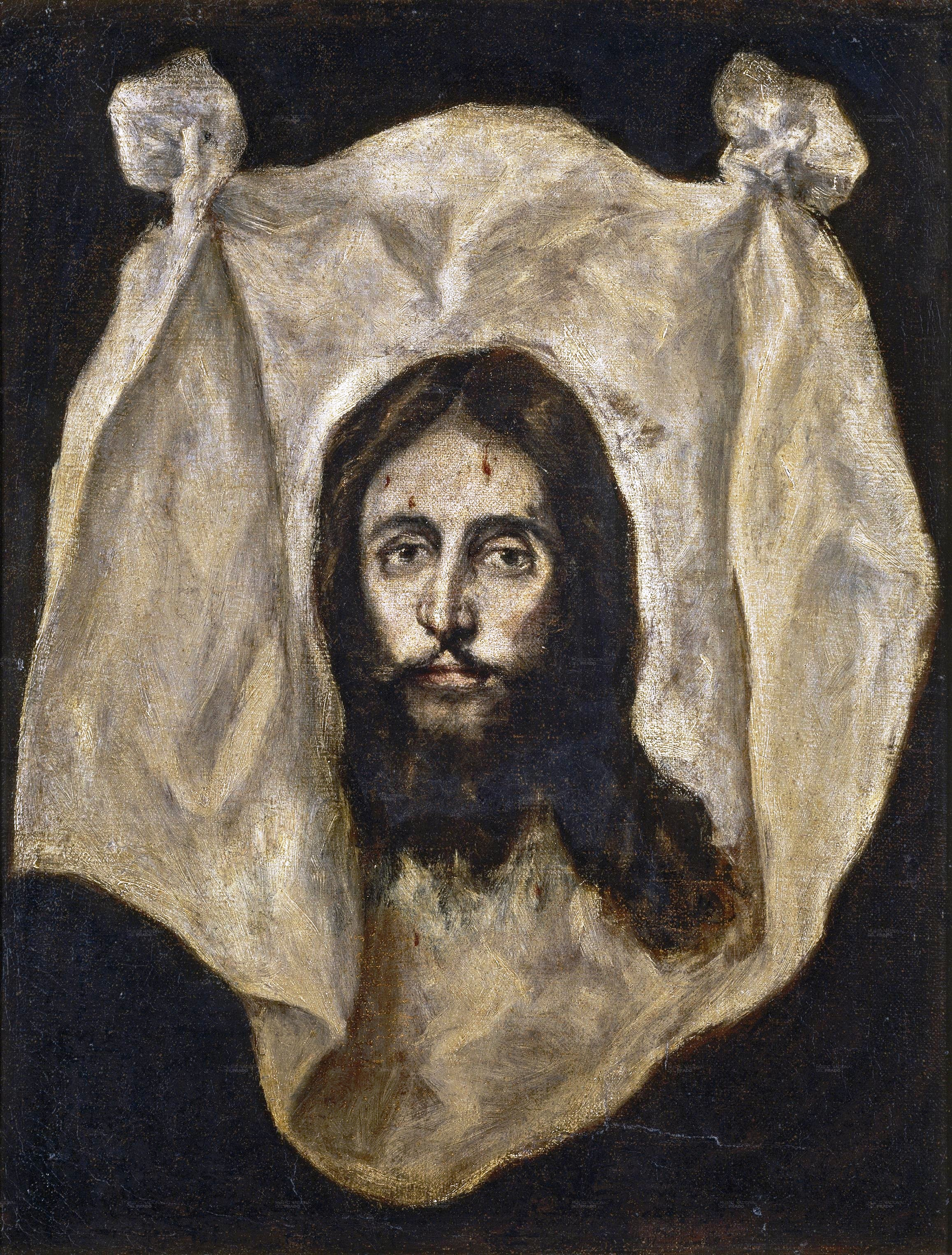
Ель Греко, Плат Вероніки
Дієго Веласкес, Меніни (придворні дами), 1656-1657
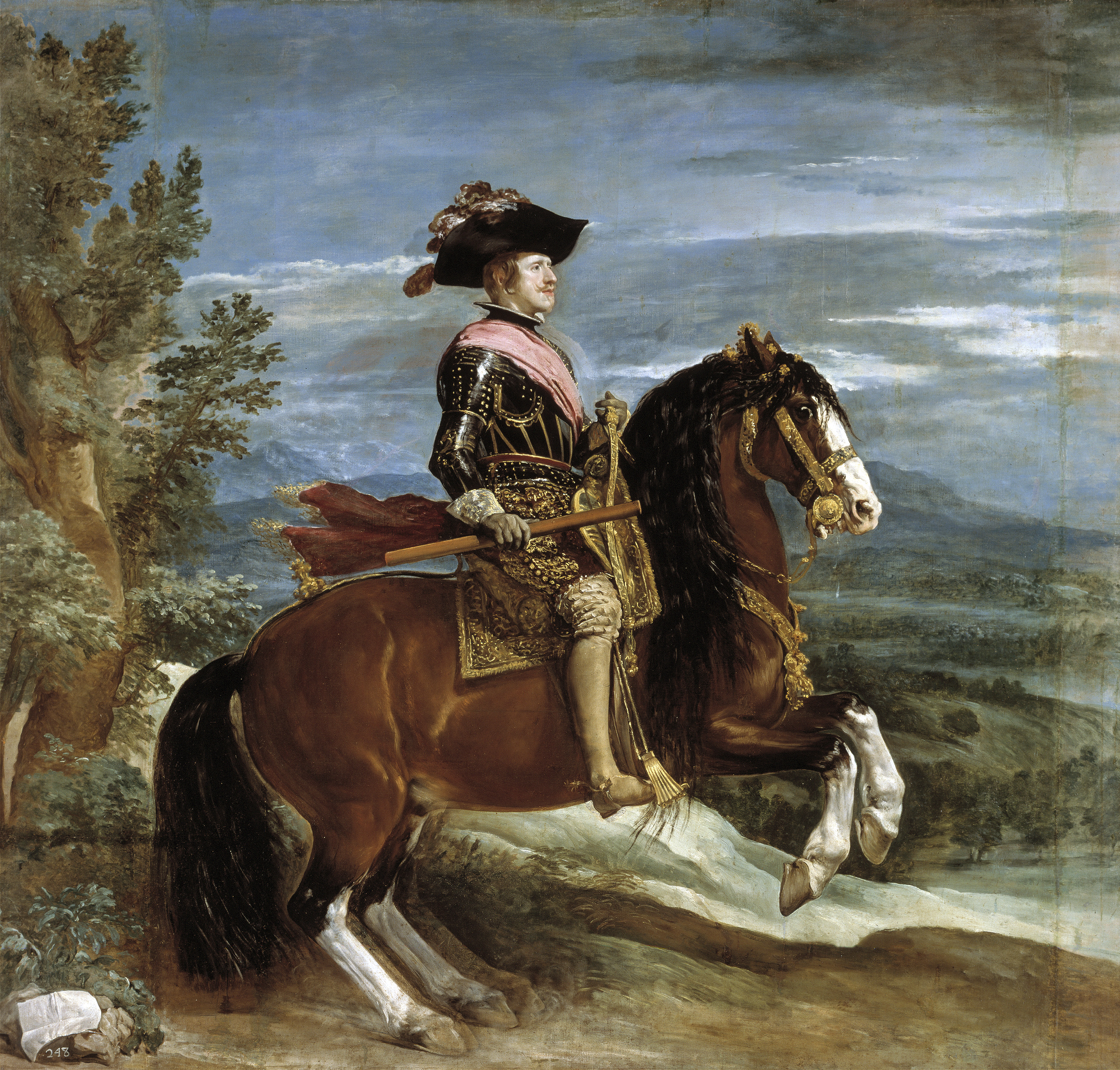
Дієго Веласкес, Портрет короля Філіппа IV, 1634-1635
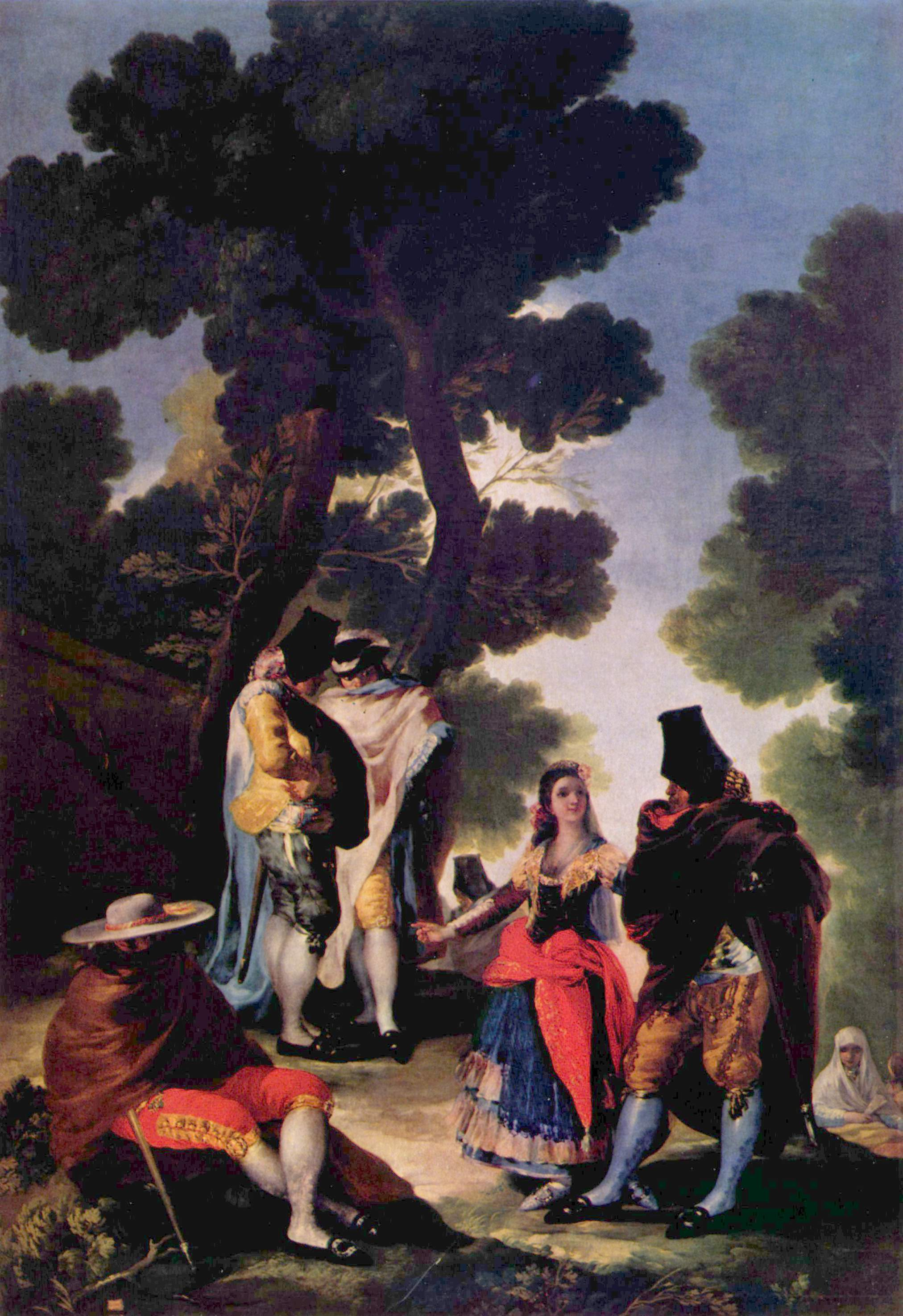
Франсіско Гойя. «Маха на прогулянці», 1777. Національний музей Прадо
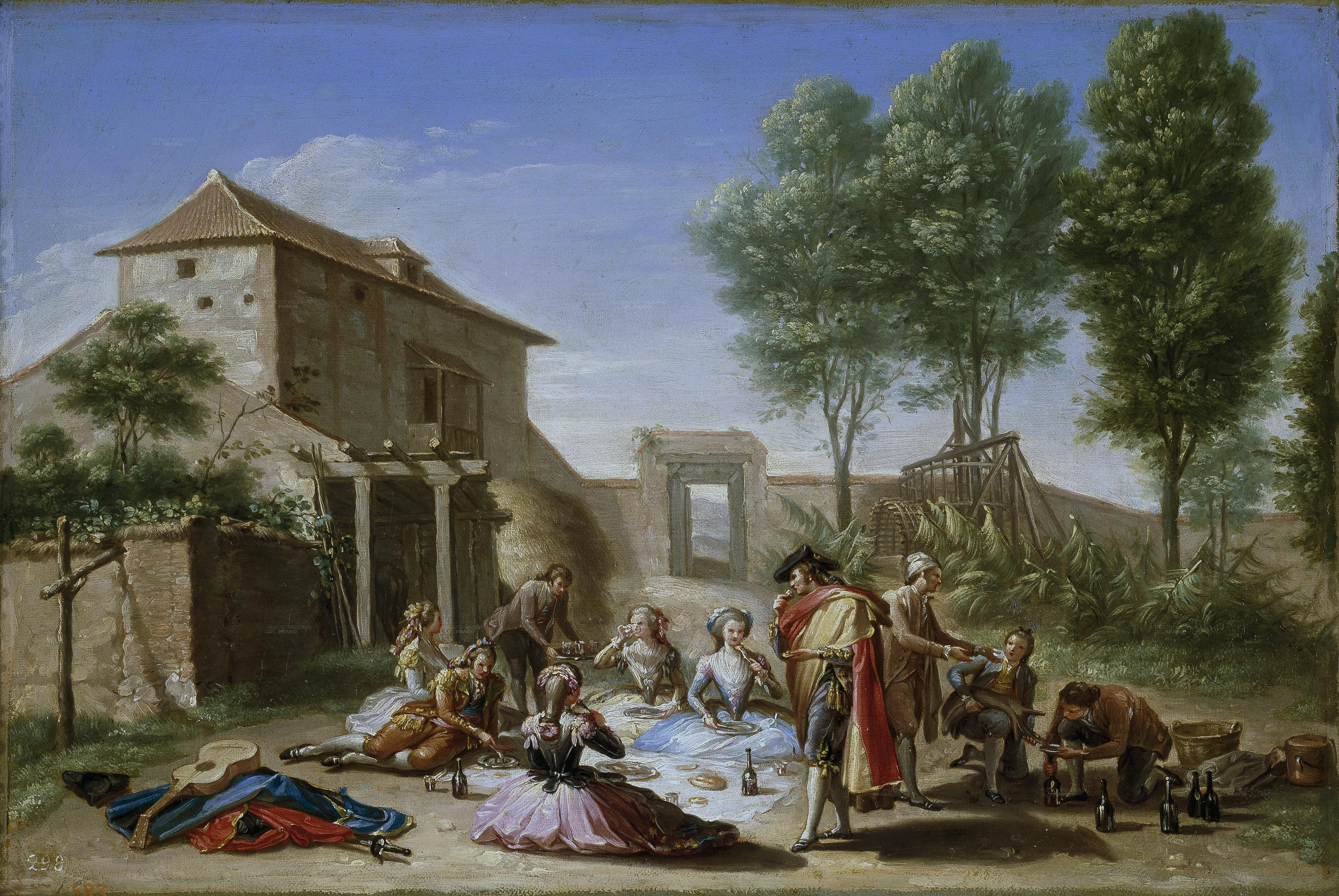
Франсіско Байєу. «Відпочинок за містом», 1784. Національний музей Прадо
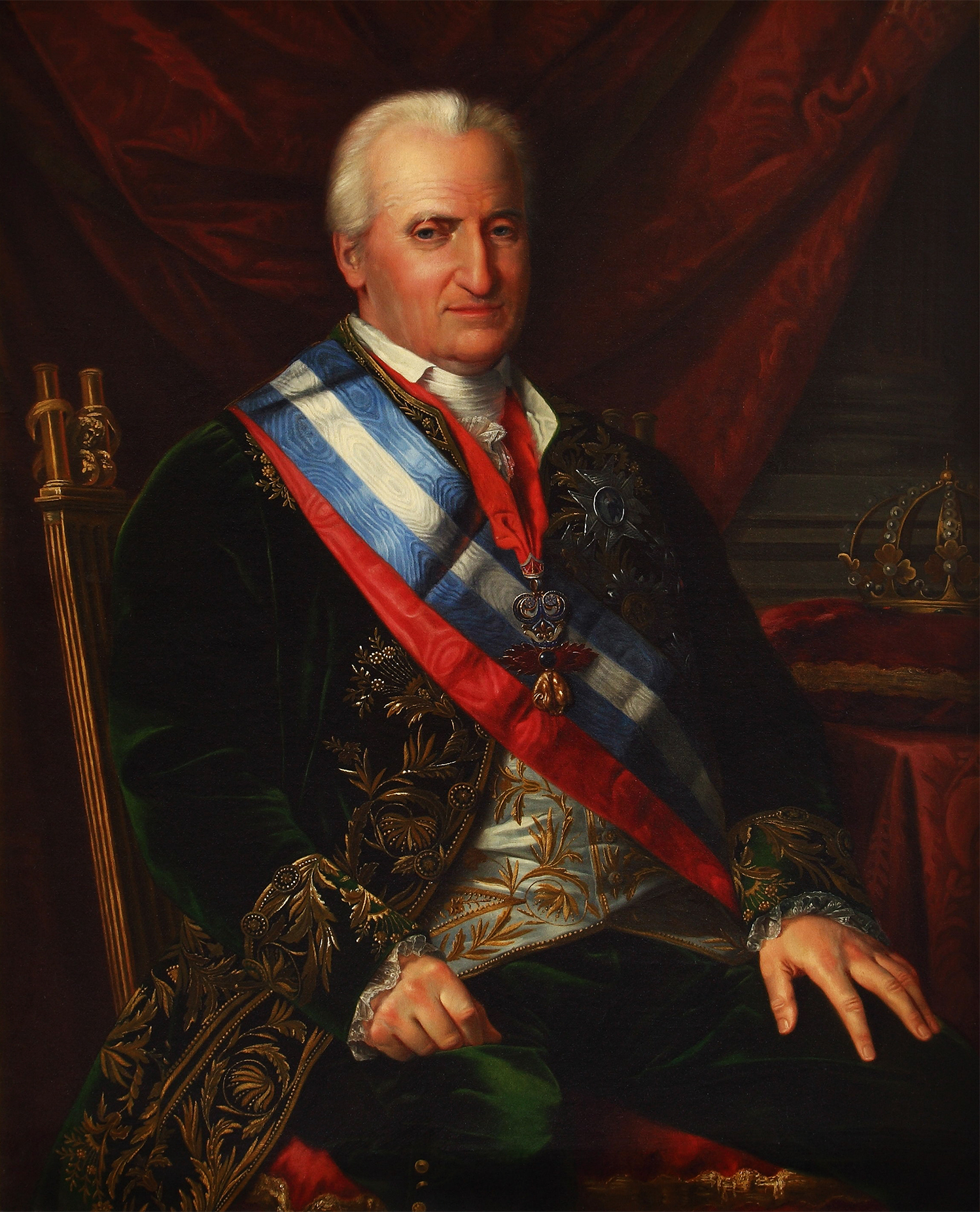
Хосе Мадрасо. «Іспанський король Карлос IV у похилому віці».
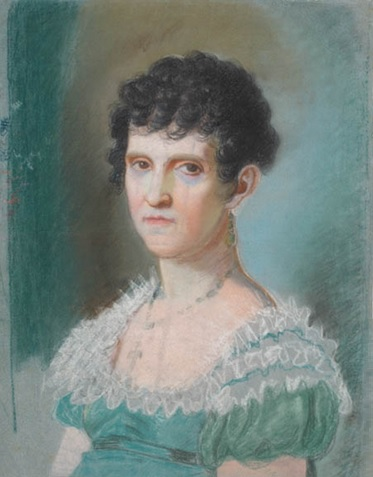
Хосе Мадрасо. «Королева Марія Луїза Пармська, дружина Карлоса IV», ескіз, пастель, Національний музей Прадо, Мадрид
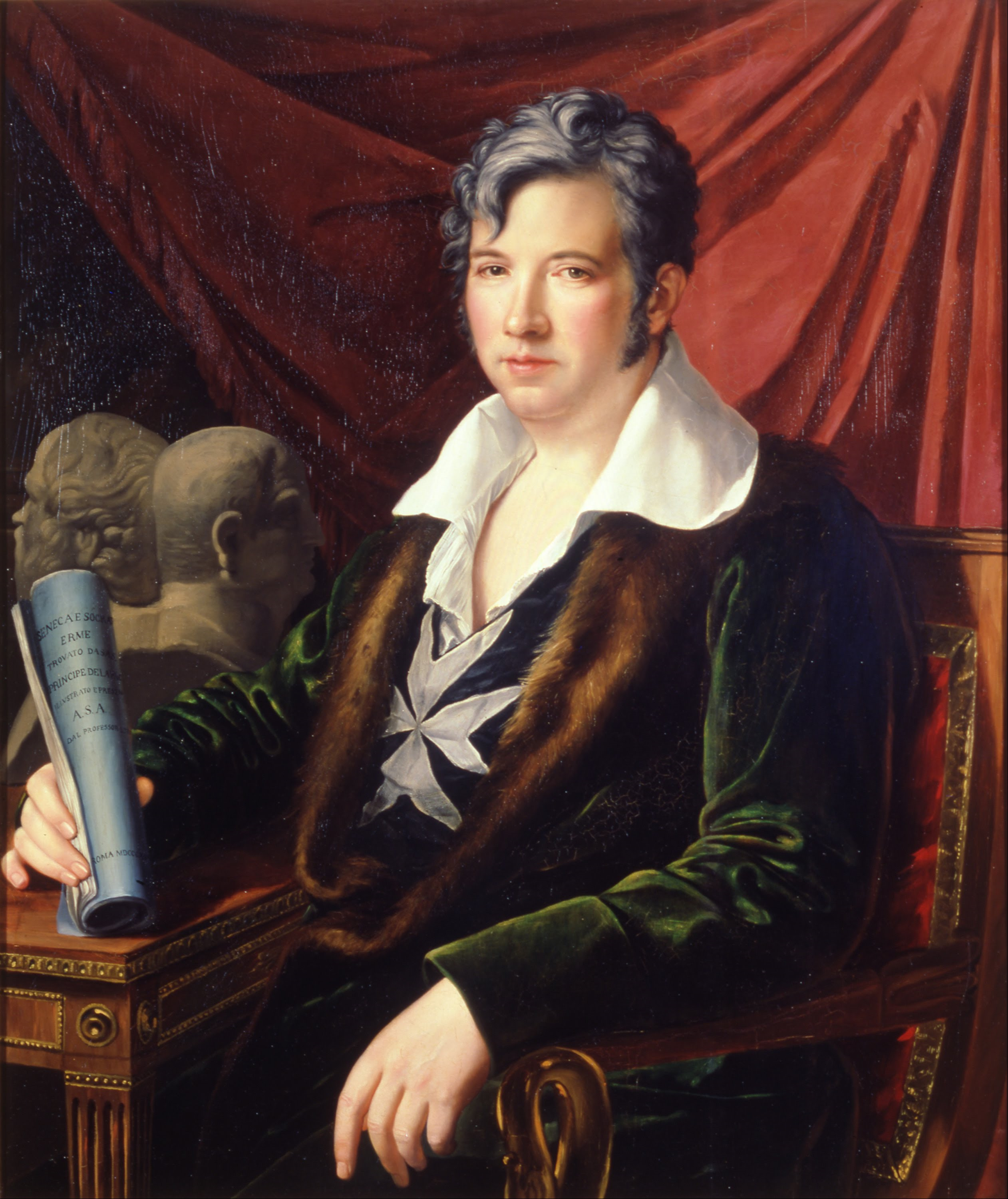
Хосе Мадрасо. «Мануель Годой», 1816
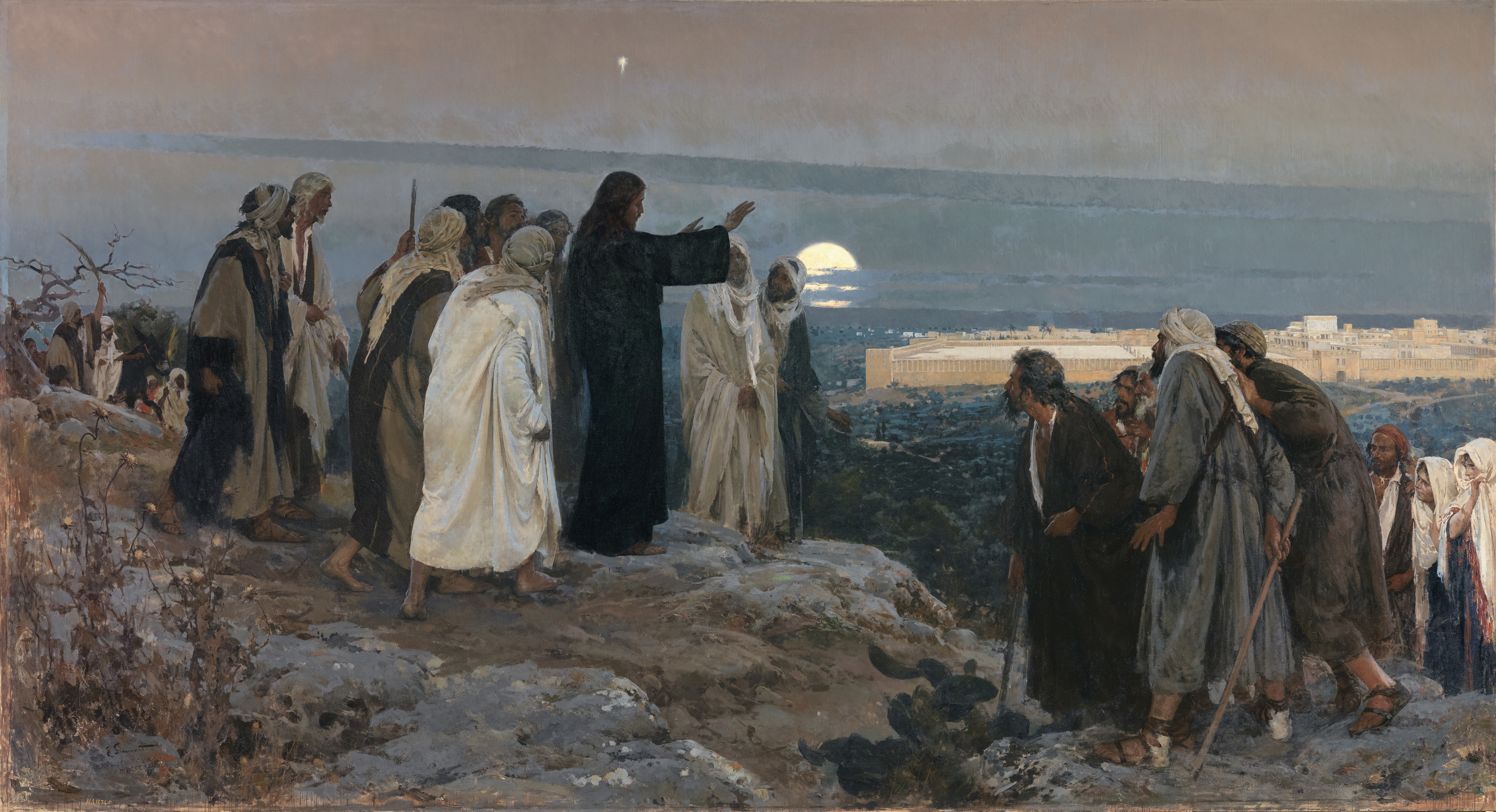
Енріке Сімоне. «Христос наблизився до Єрусалима», 1892, Національний музей Прадо, Мадрид
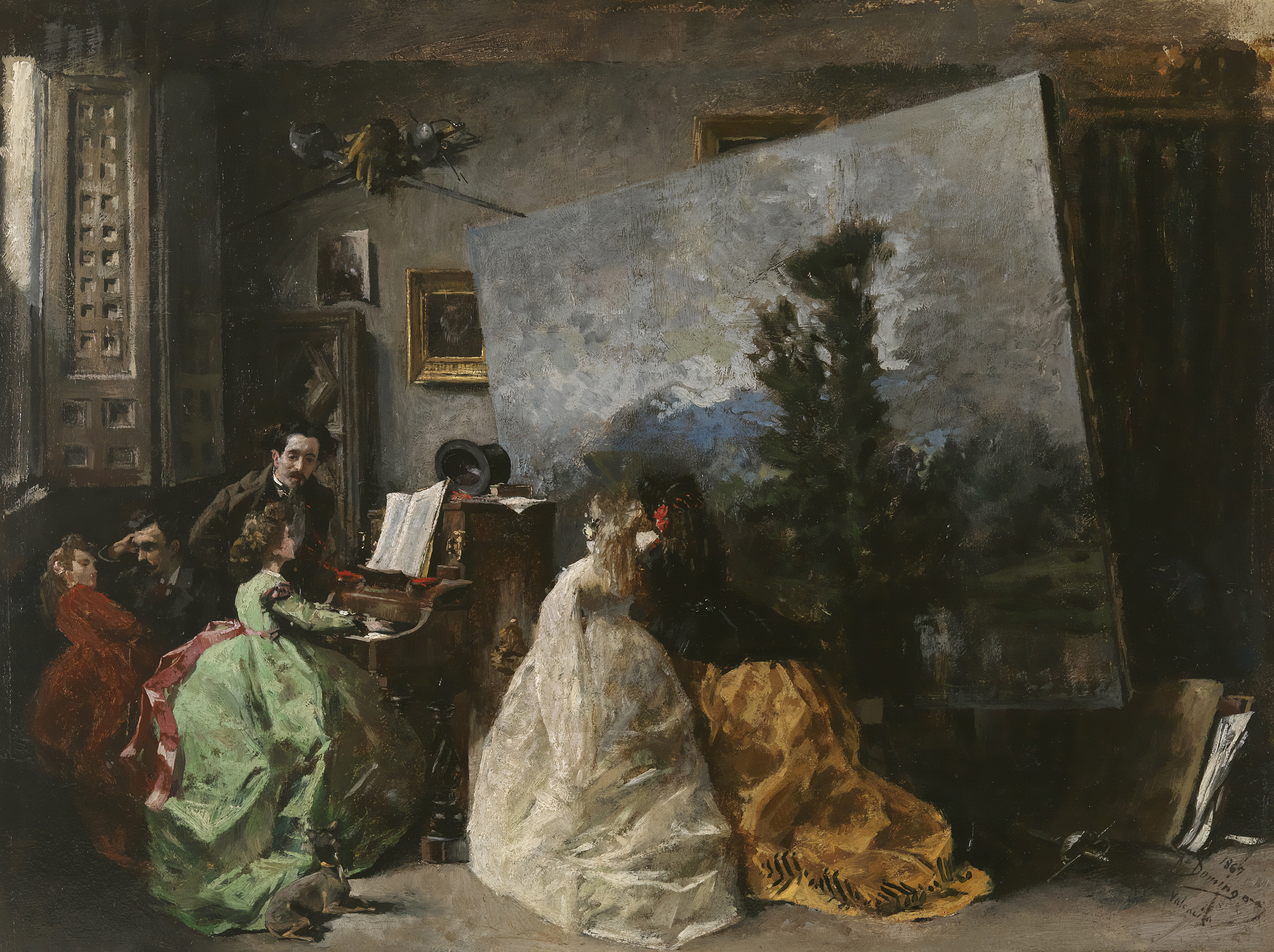
Худ. Франсіко Домінгес Маркес. «Майстерня Антоніо Муньйоса Деграна у Валенсії». 1867. Національний музей Прадо
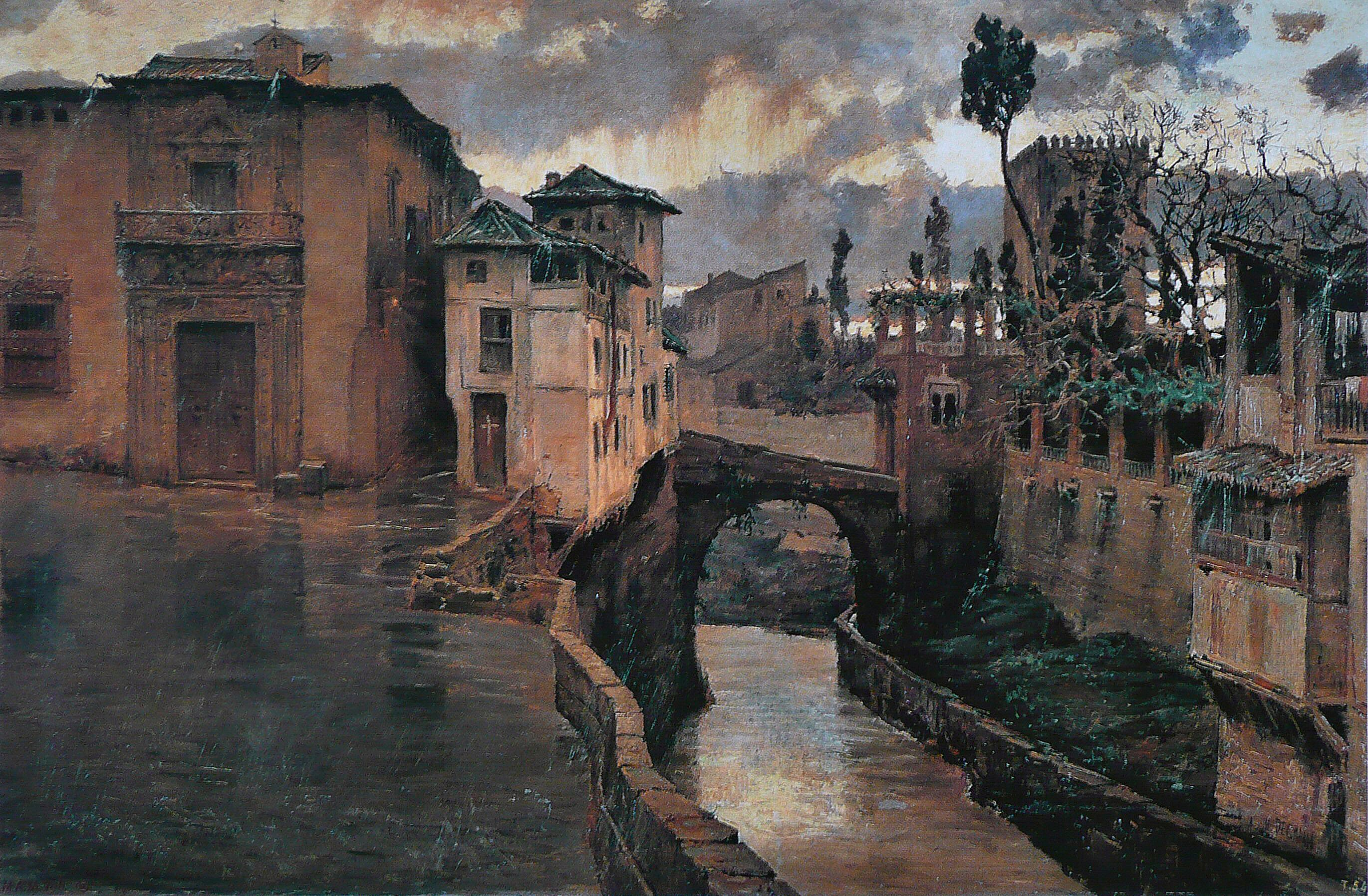
Антоніо Муньйос Дегран. «У Гранаді йде дощ», Національний музей Прадо, друга половина 19 ст.
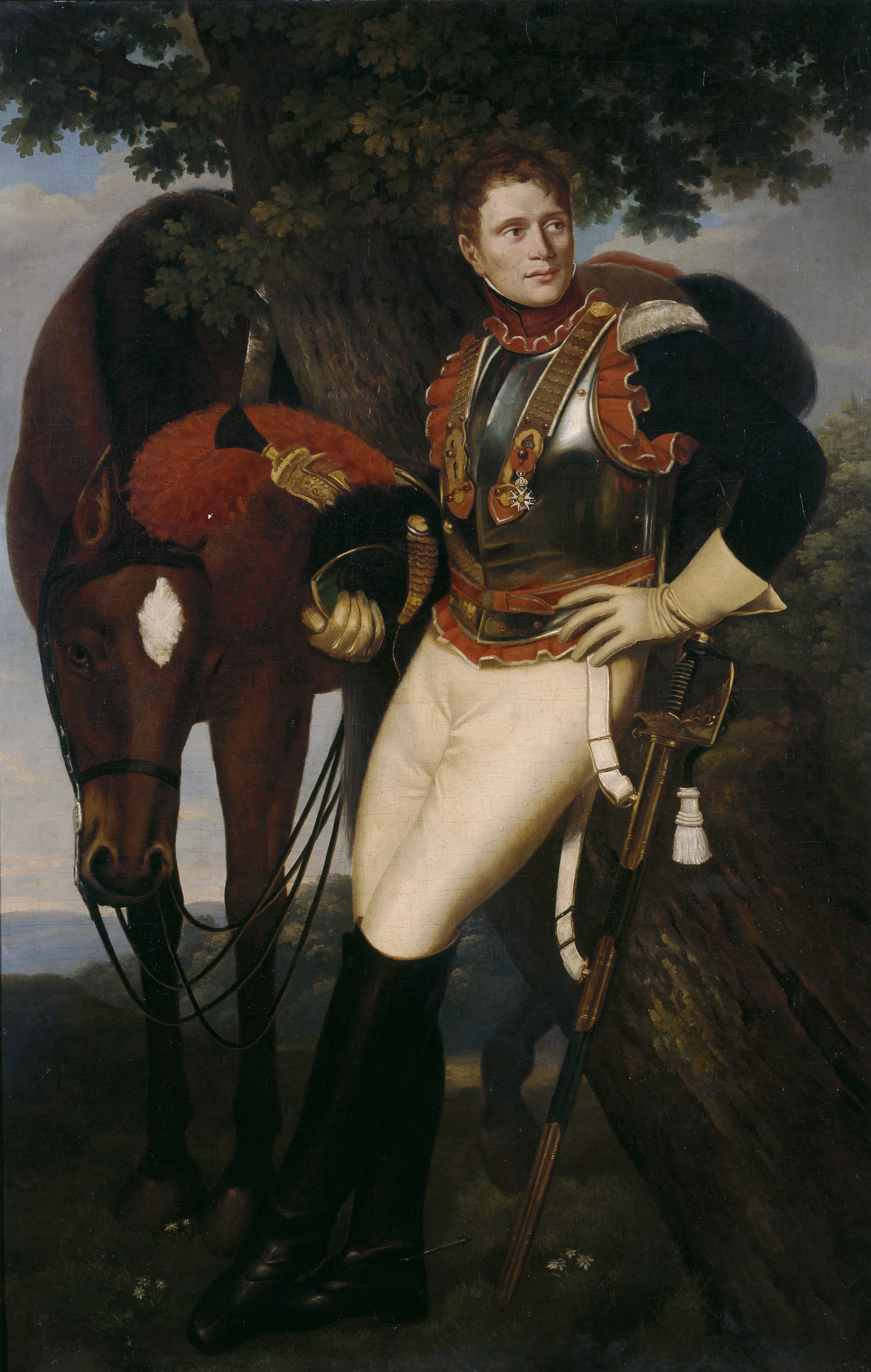
Хосе Мадрасо. Невідомий французький кірасір, 1813, Національний музей Прадо
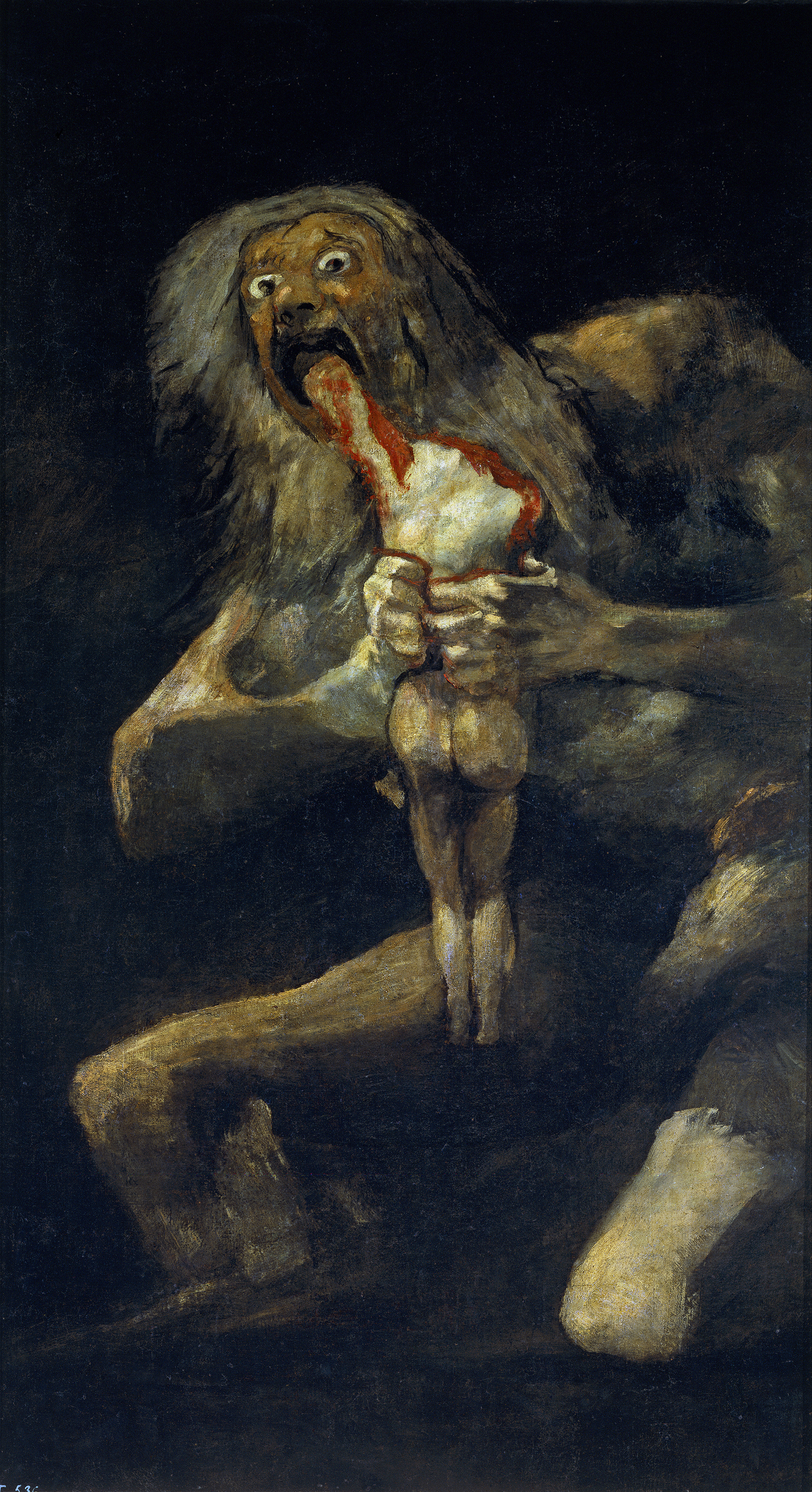
Франсіско Гойя «Сатурн, що пожирає свого сина», 1819-1823, Національний музей Прадо

## Художники Нідерландів в Прадо

Рогір ван дер Вейден. «Ісуса знімають з хреста (Рогір)», бл. 1435
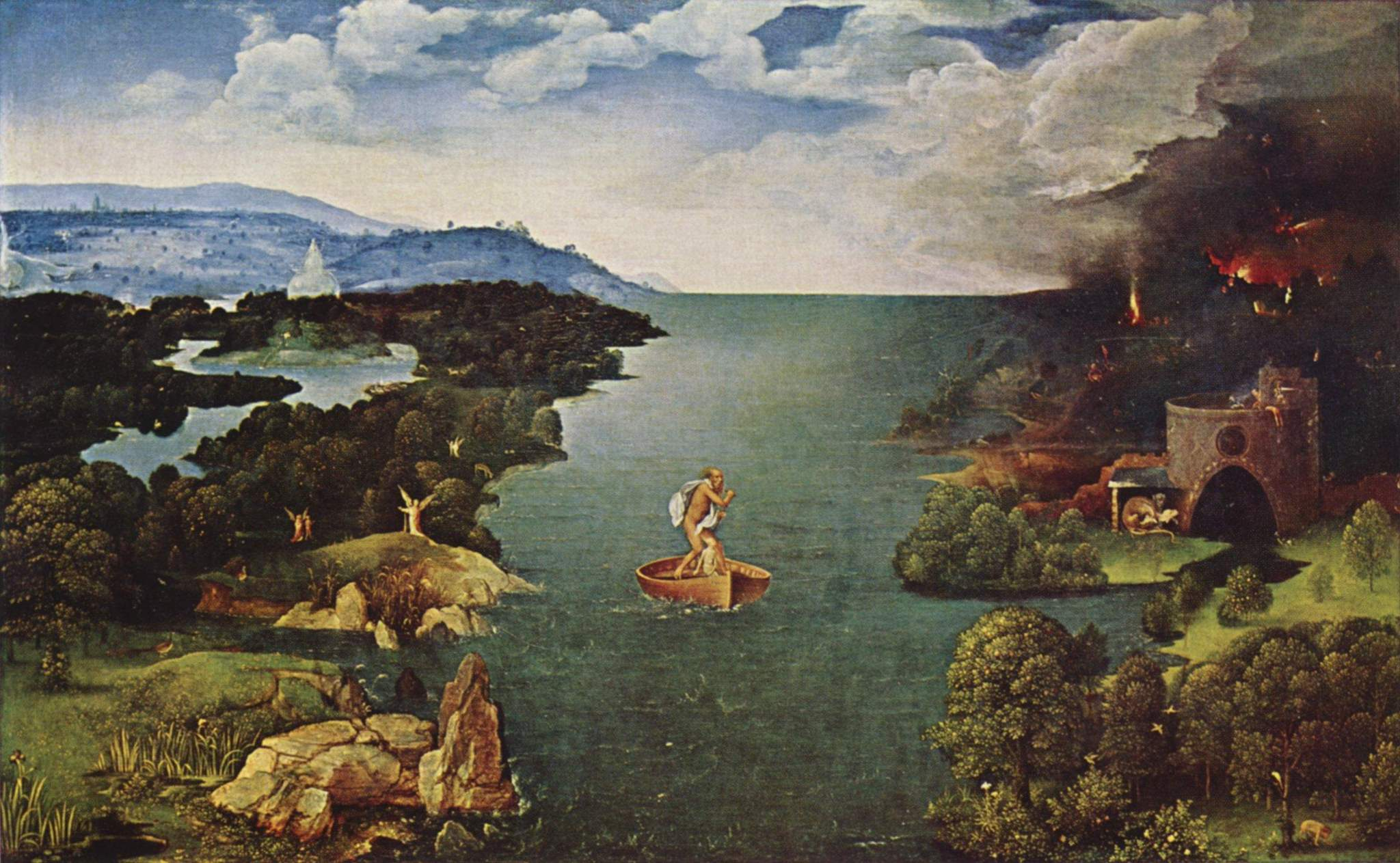
Йоахім Патінір, «Переїзд через річку Стікс»
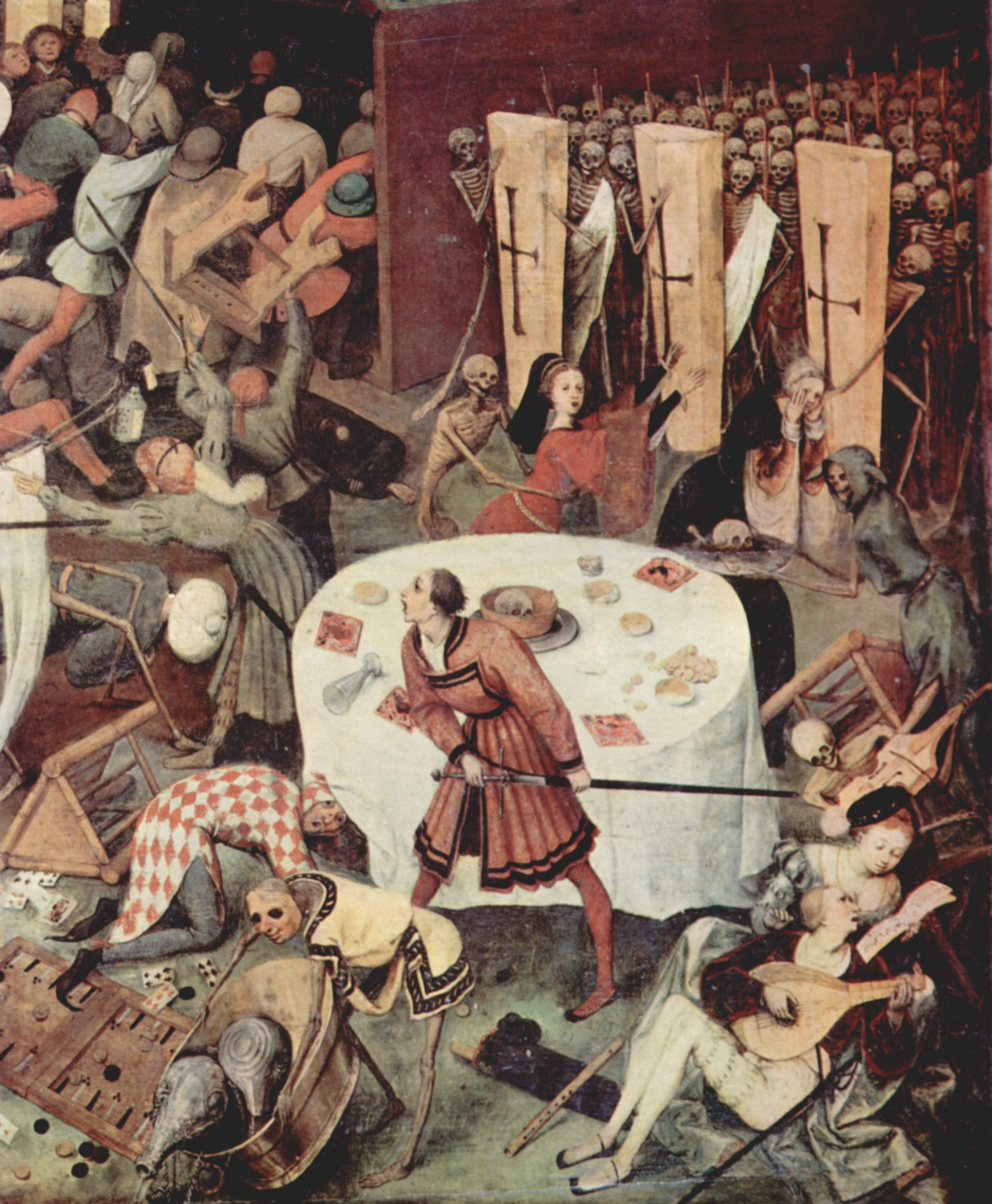
Пітер Брейгель старший, «Тріумф Смерті»

## Полотна Босха

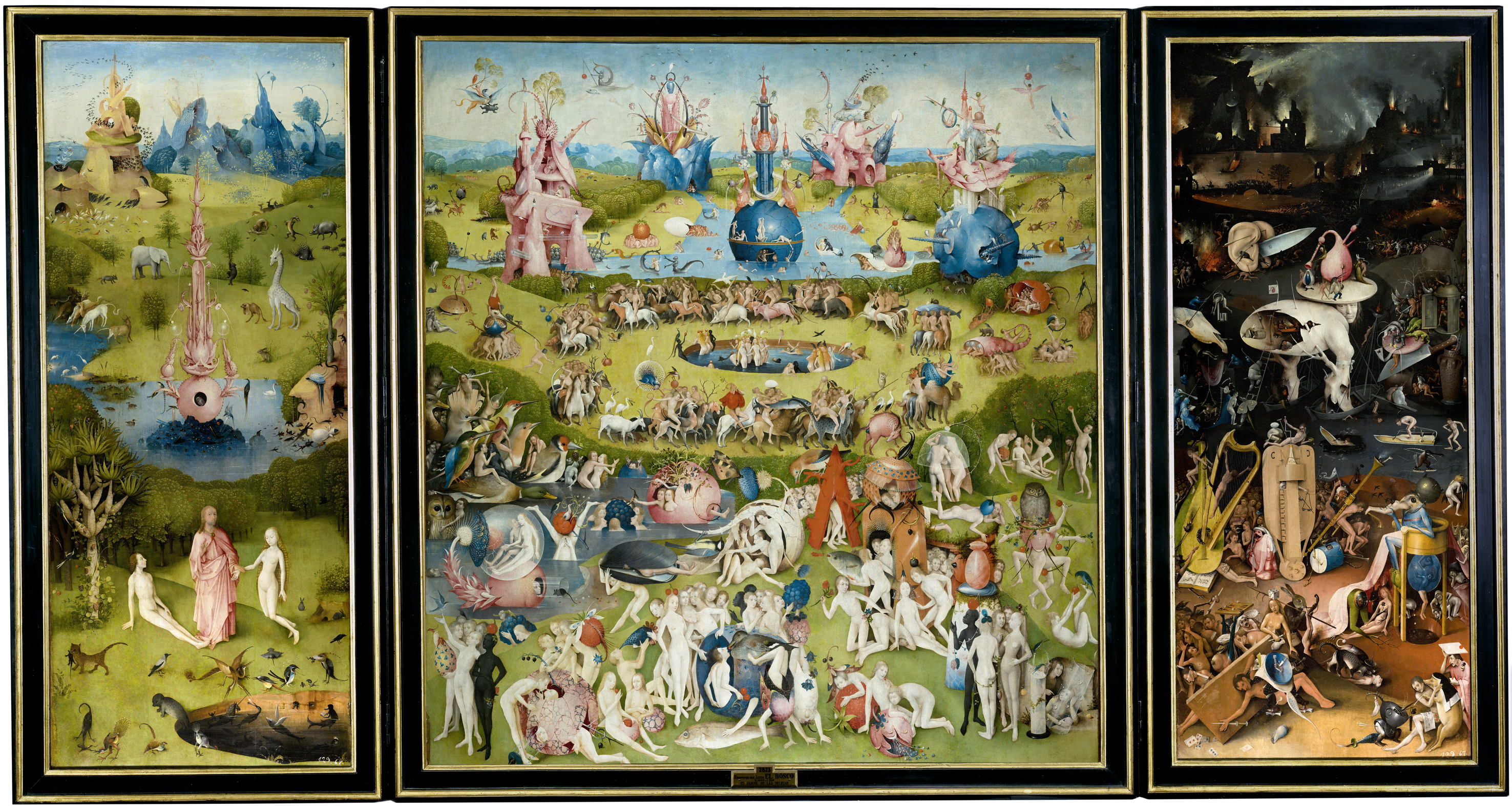
Сад земних насолод
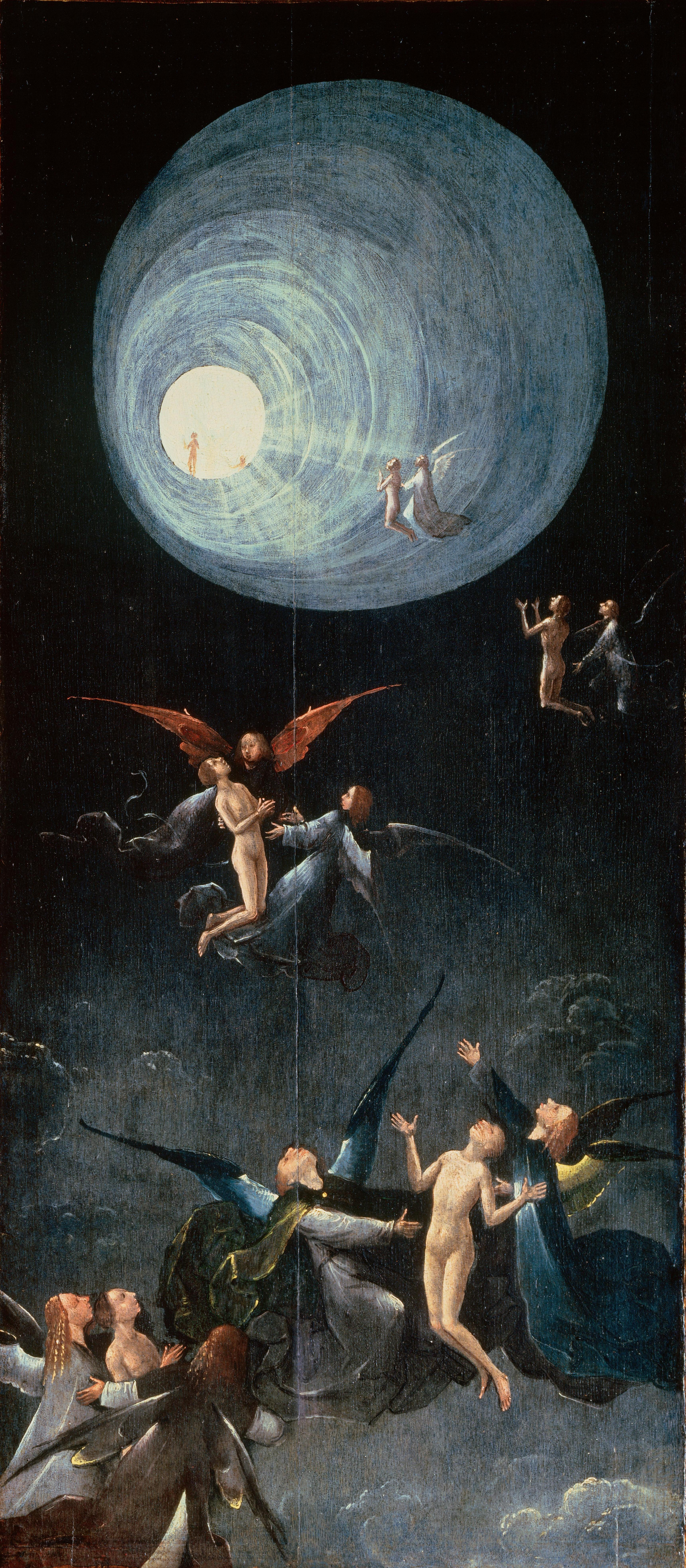
Ієронім Босх. Душі померлих на шляху до неба
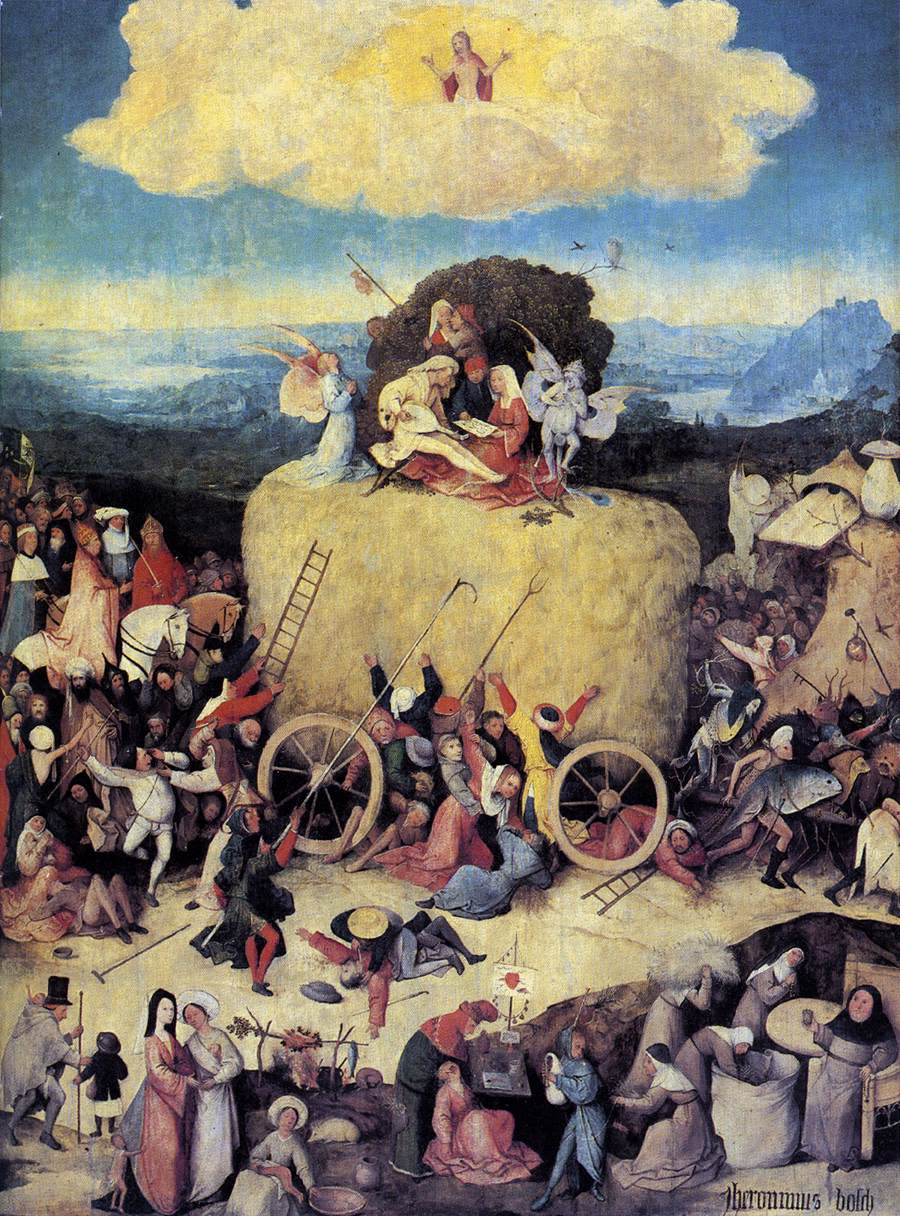
Віз сіна
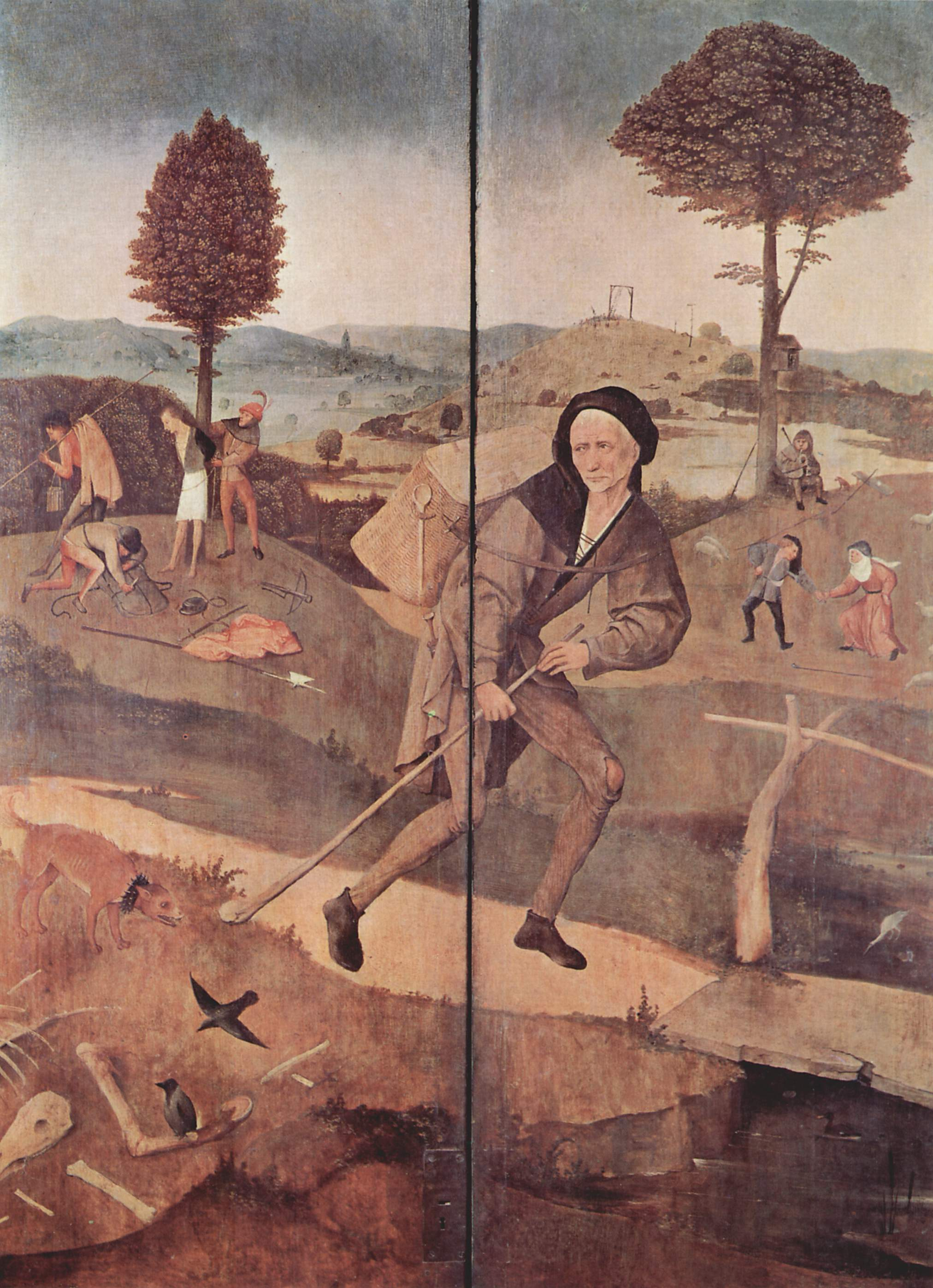
Блудний син

## Художники Фландрії 17 століття

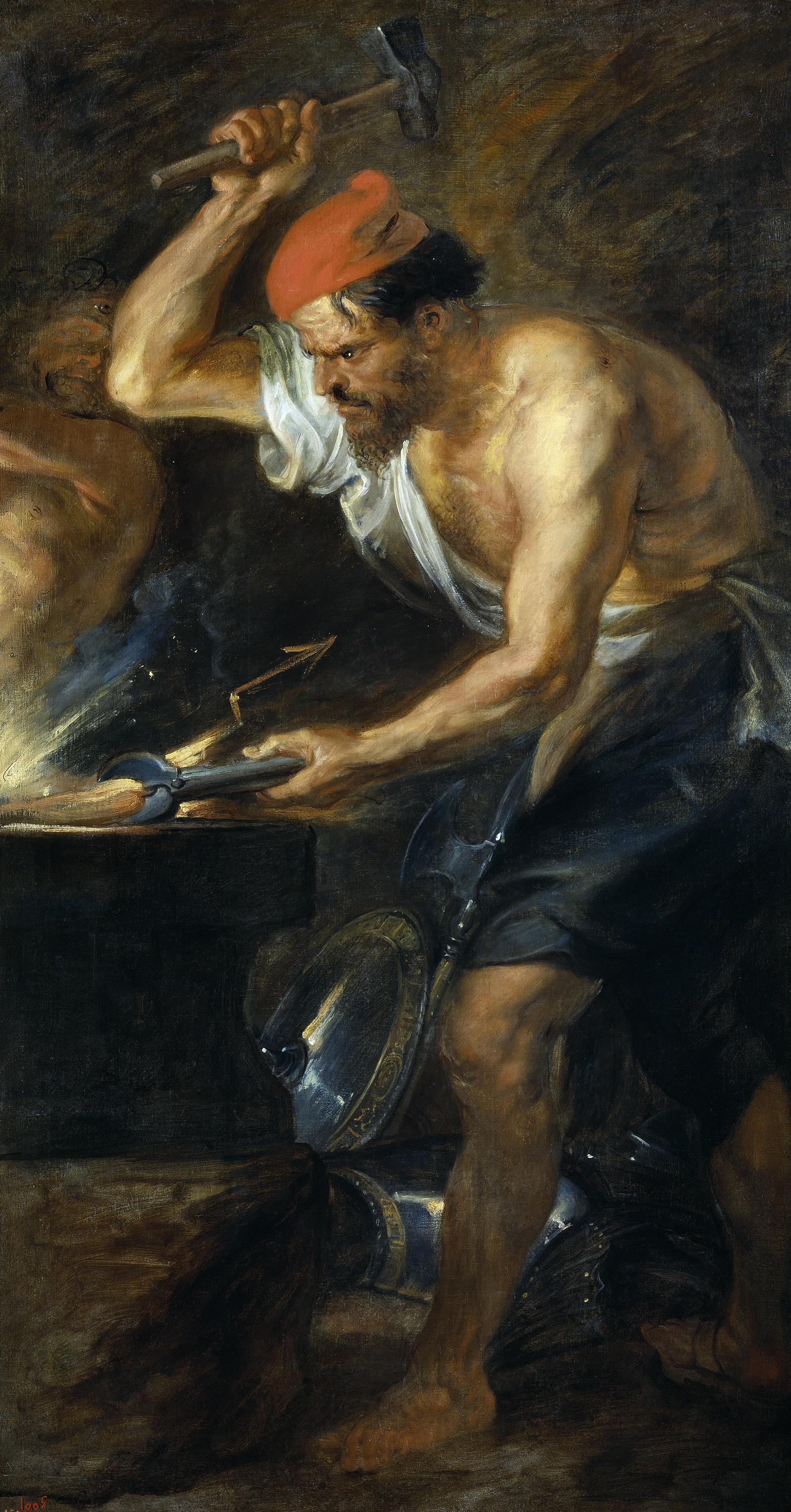
Пітер Пауль Рубенс. «Вулкан кує блискавки для Зевса», 1636 р.
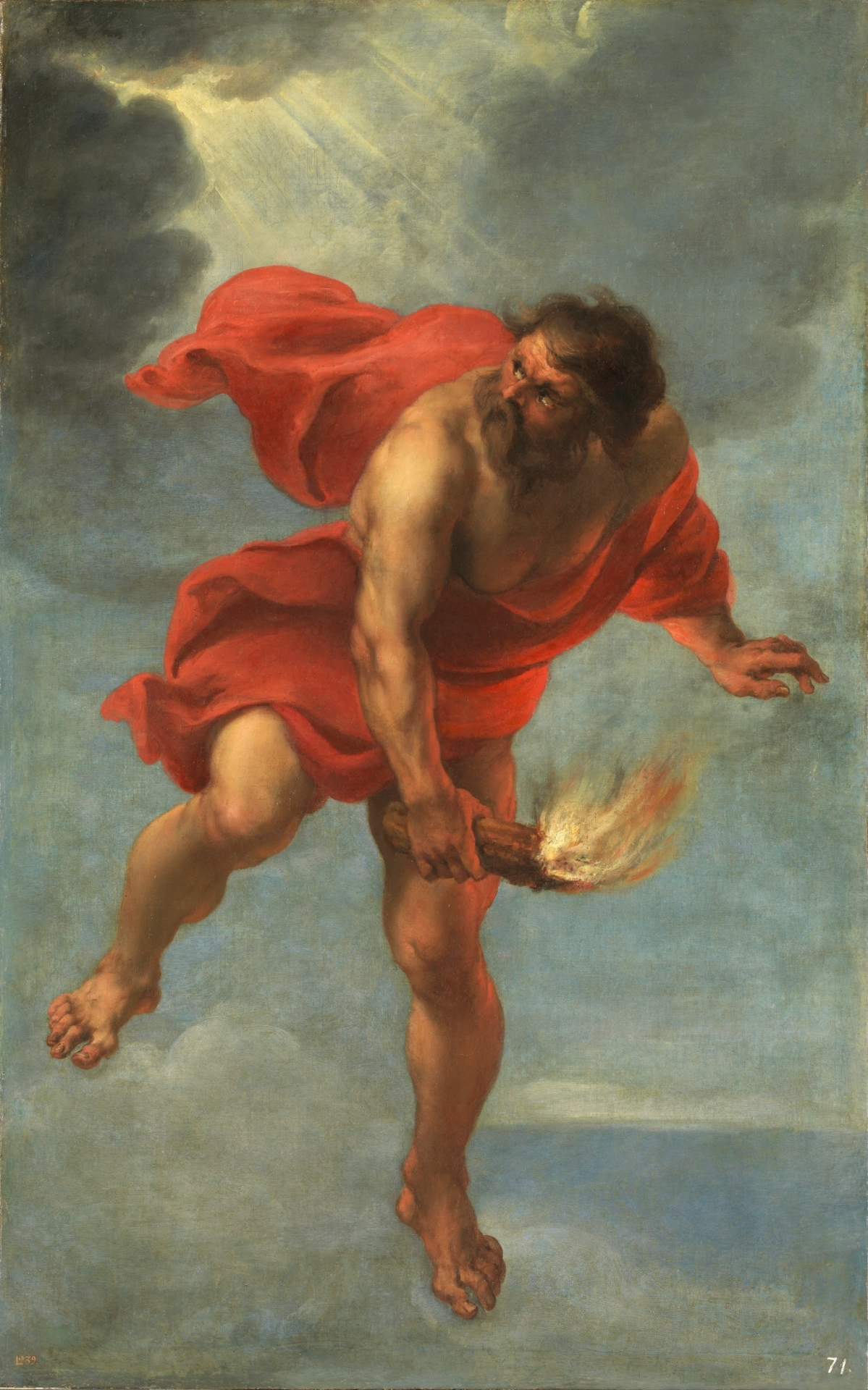
Прометей (Коссірс)
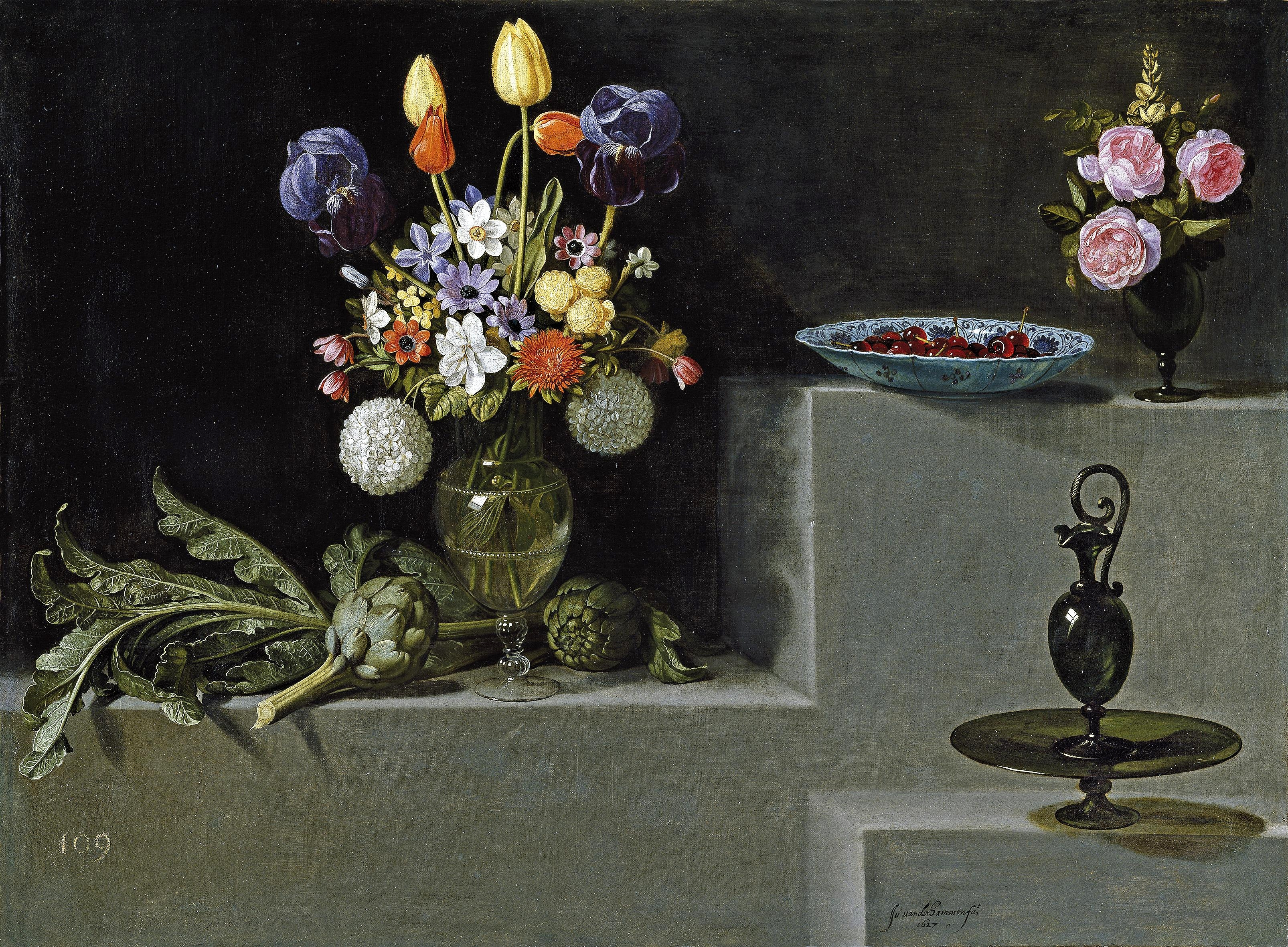
Хуан ван дер Амен, «Натюрморт з артишоками, квітами і скляними посудинами», 1627

## Майстри Італії

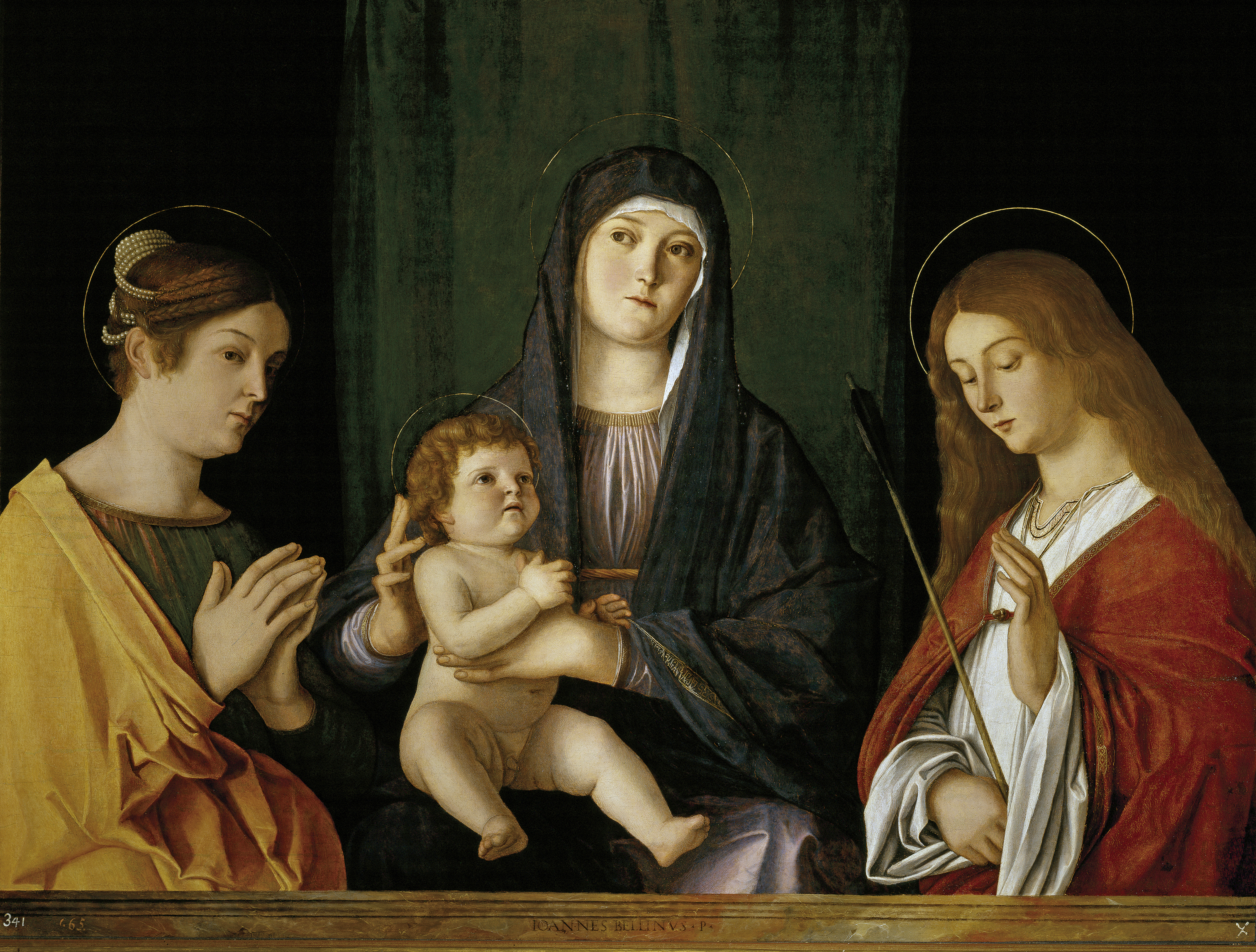
Джованні Белліні. «Свята бесіда»
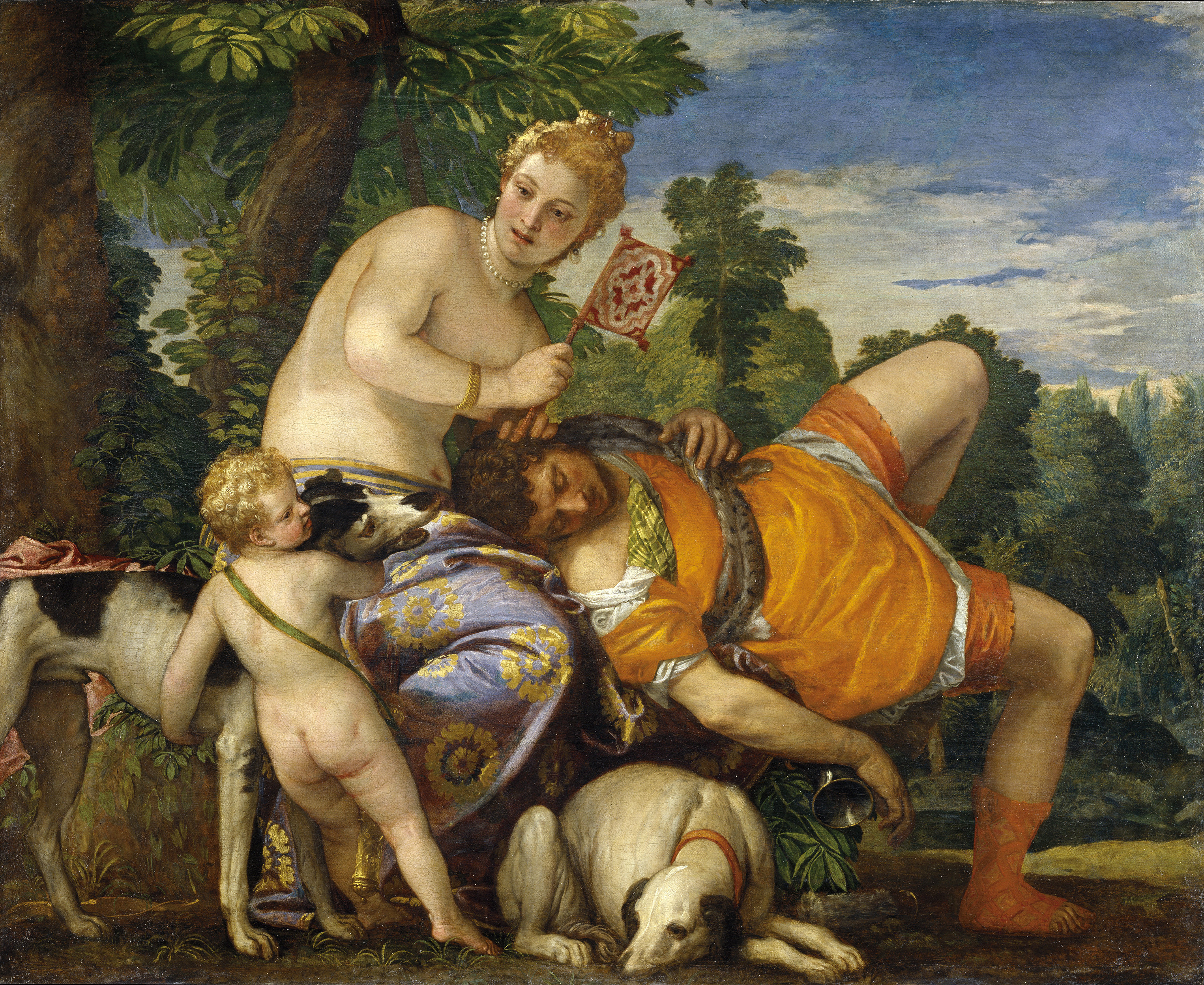
Веронезе. «Венера і Адоніс»
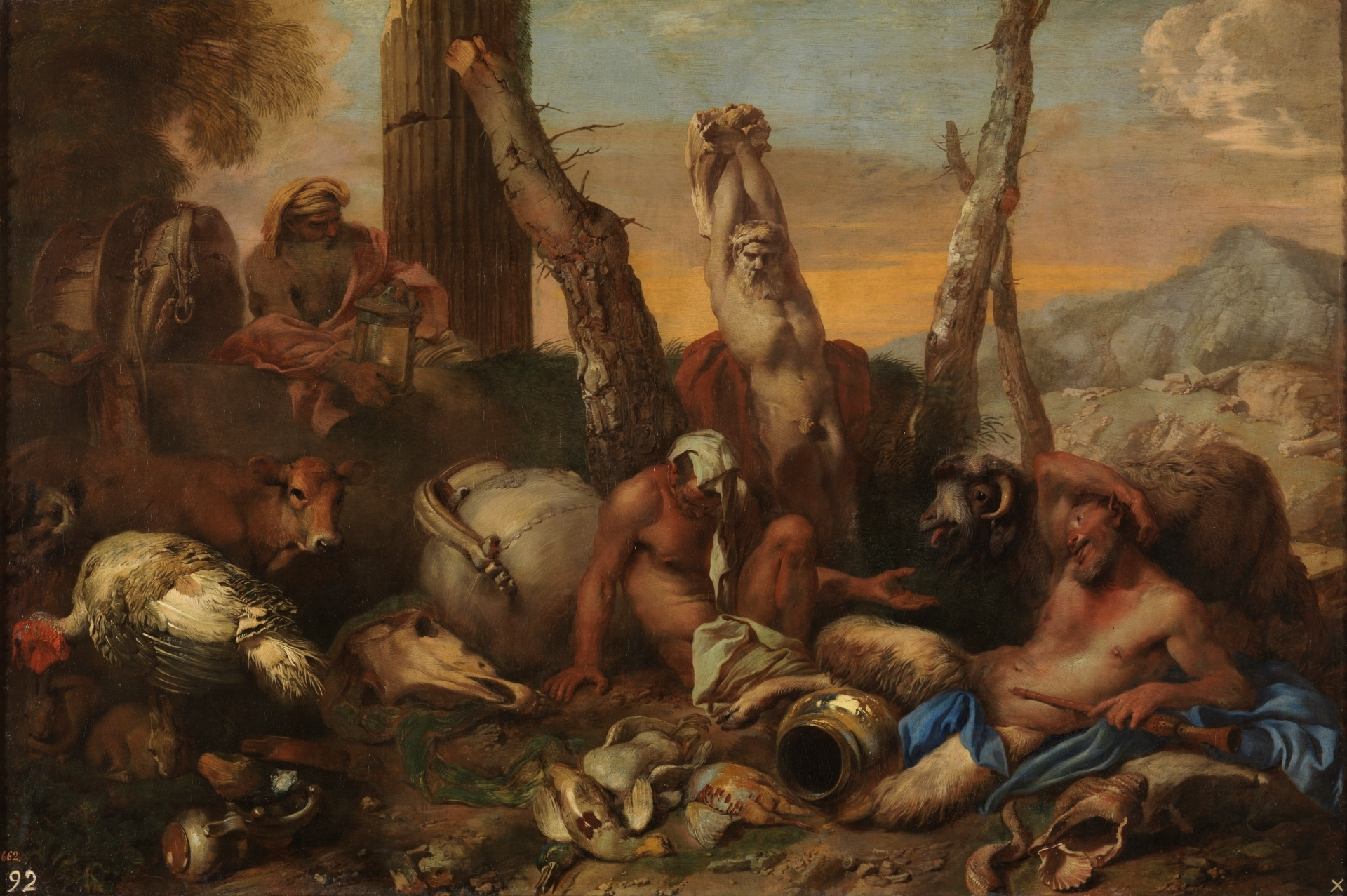
Джованні Бенедетто Кастільйоне, «Діоген шукає ідеальну людину»
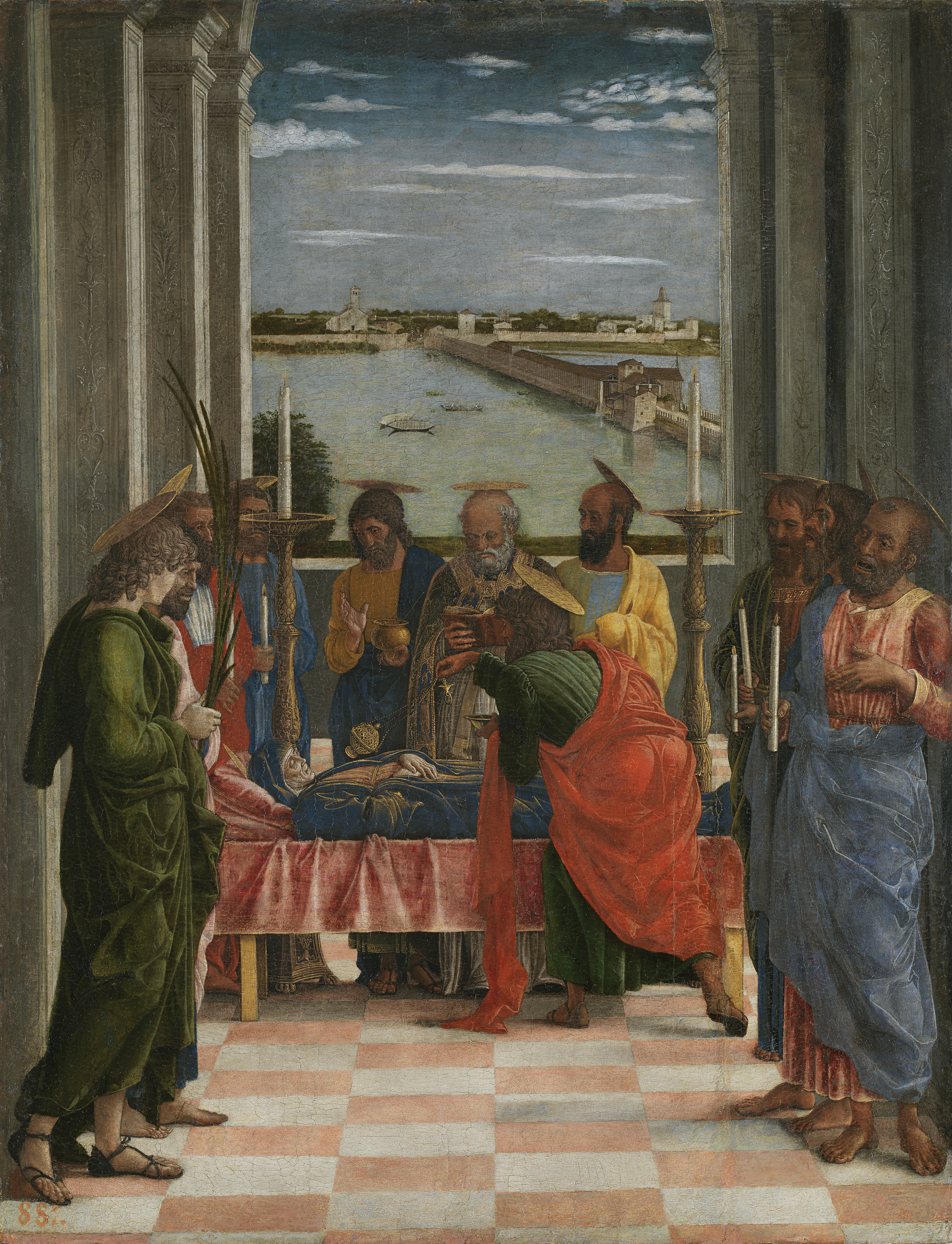
Андреа Мантенья. Успіння Богородиці Мантеньї
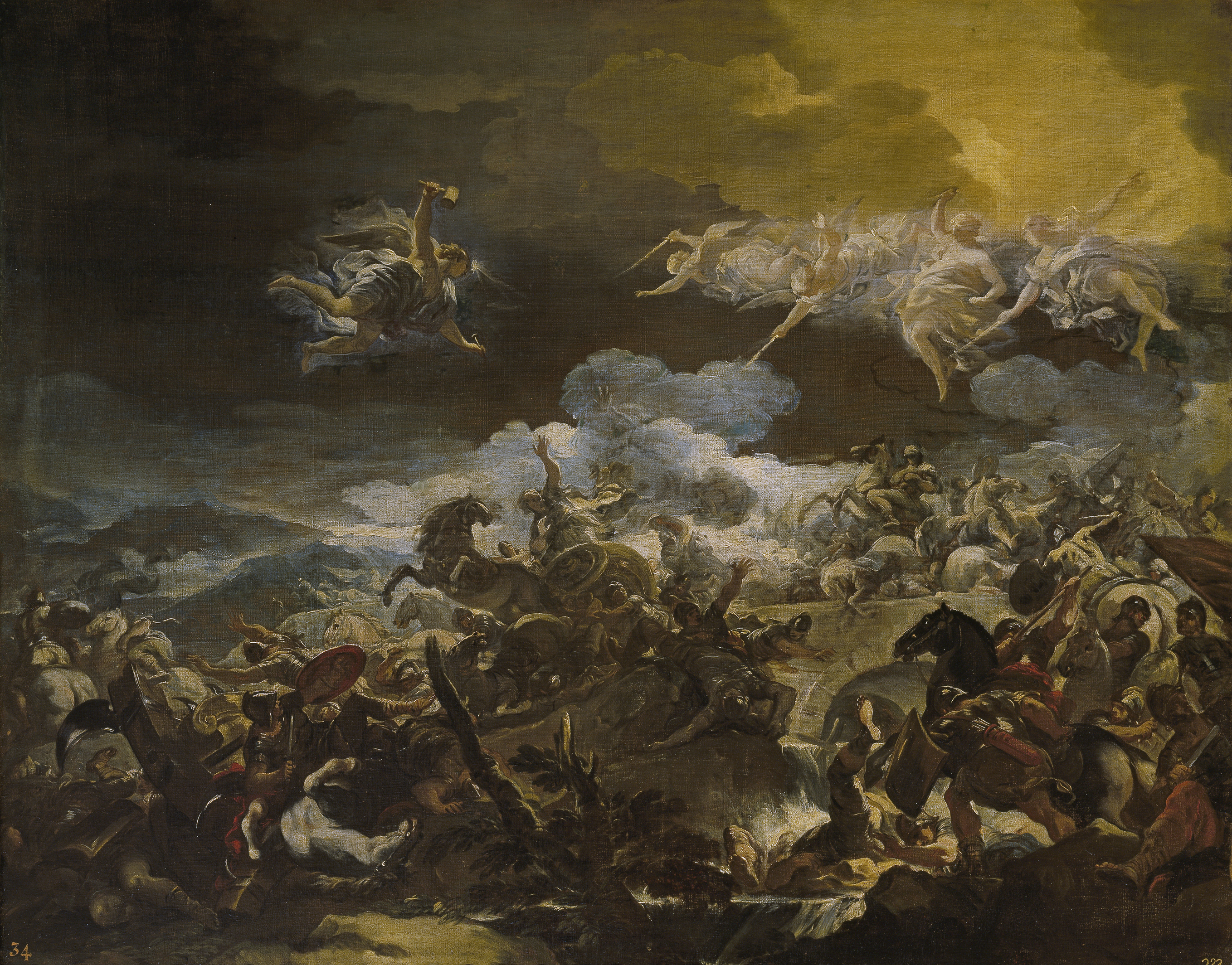
Джордано Лука, Батальна сцена
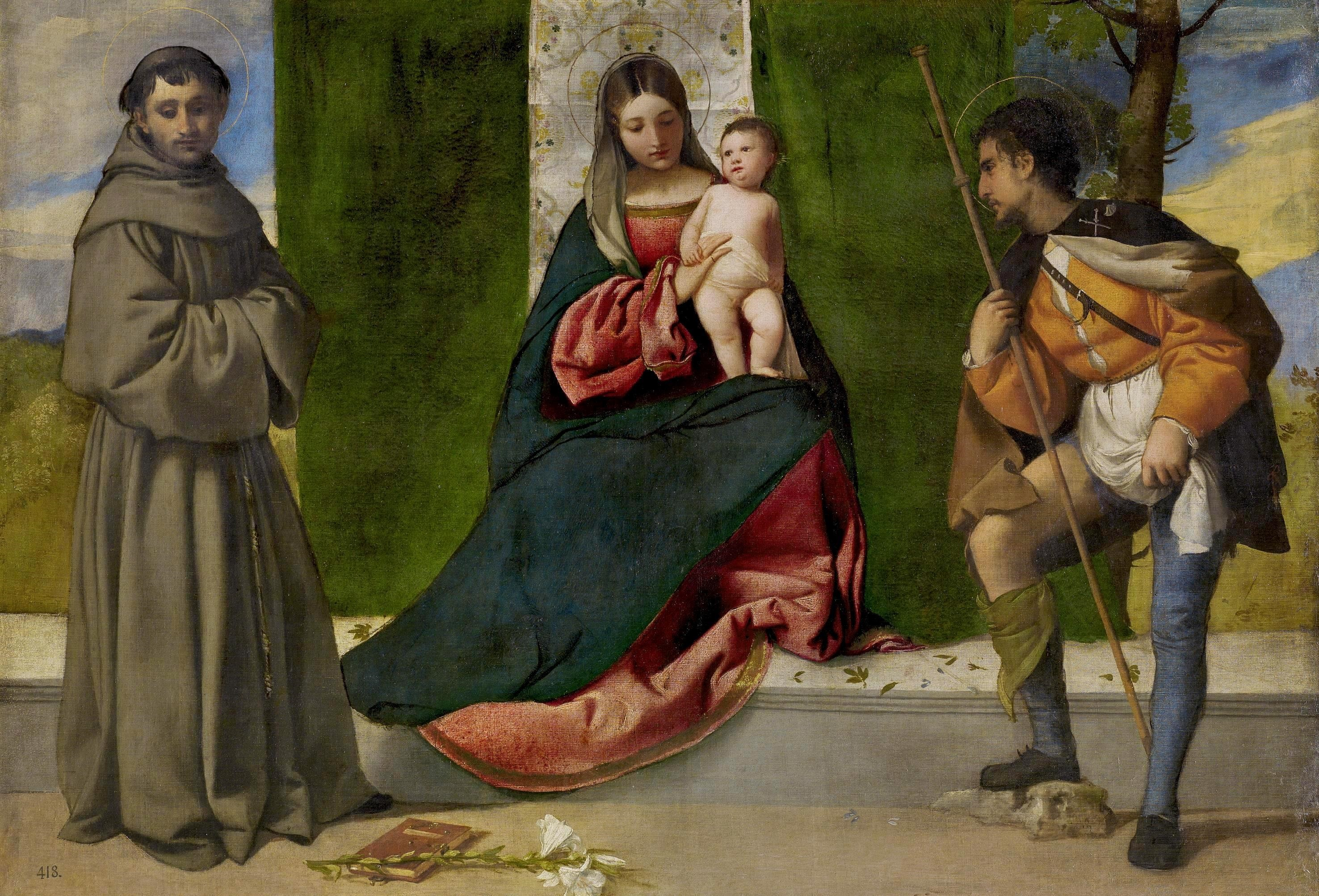
Тиціан. Мадонна зі Сятими Рохом і Антонієм Падуанським
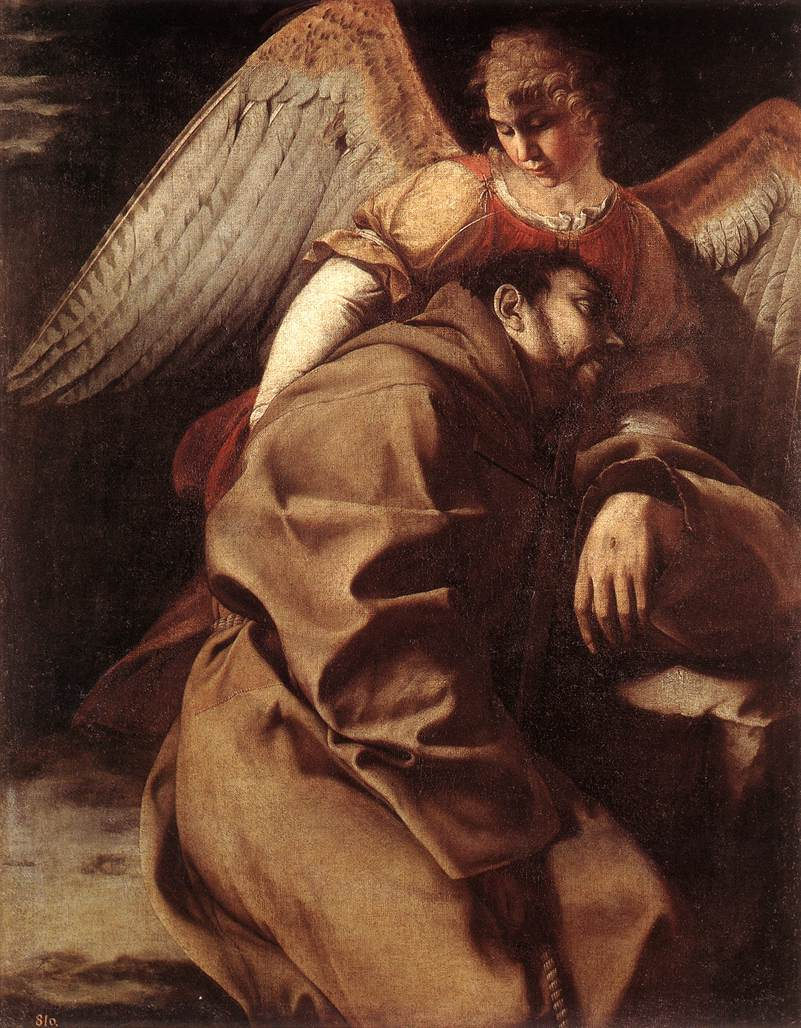
Ораціо Джентілескі. «Св. Франциск Ассізький і янгол», бл. 1603, Національний музей Прадо

## Портретний жанр в музейній збірці

Ель Греко, Лицар з рукою на грудях, містична клятва, 1570–1578
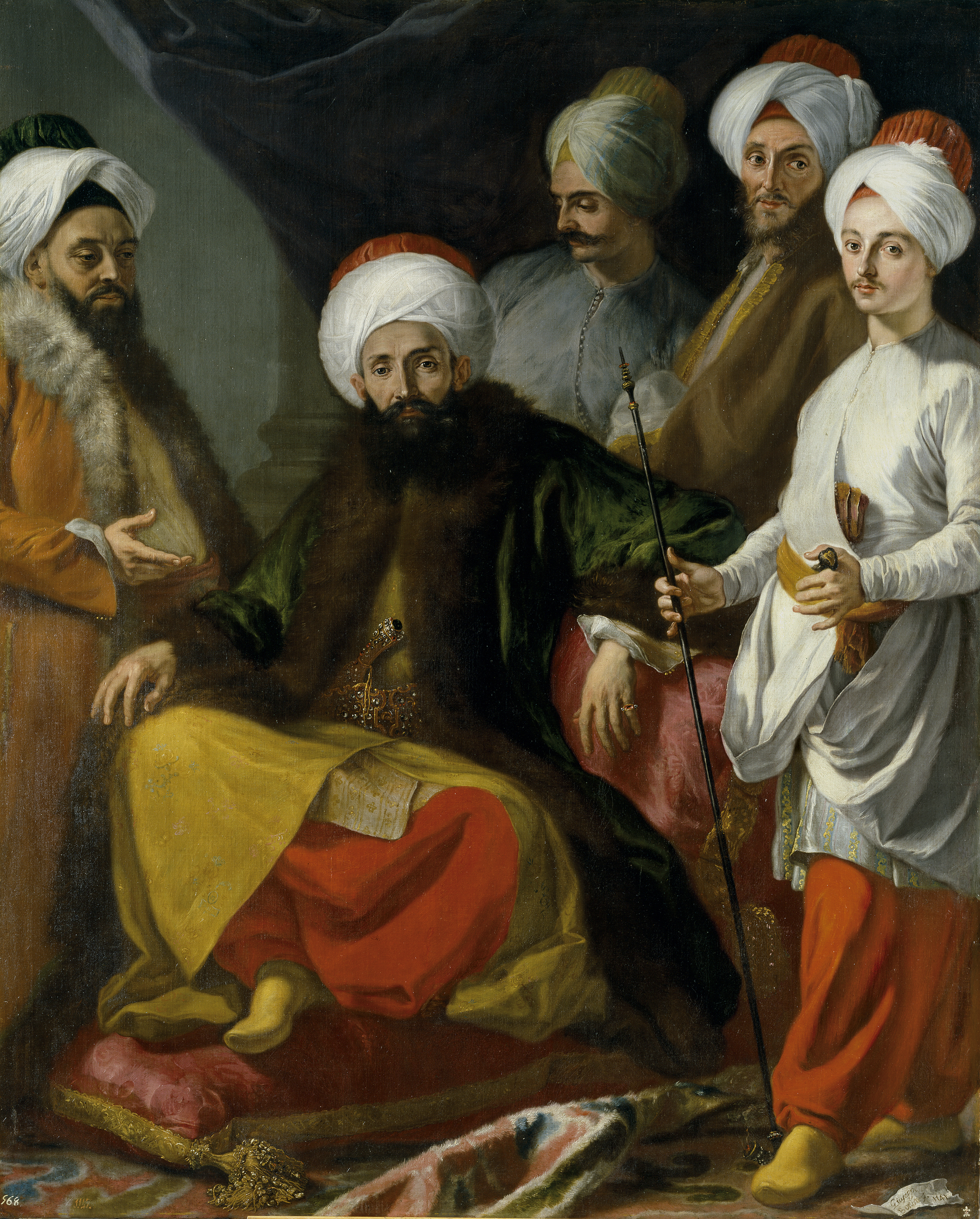
Джузеппе Боніто. «Турецька дипломатична місія» (груповий портрет, 1741)
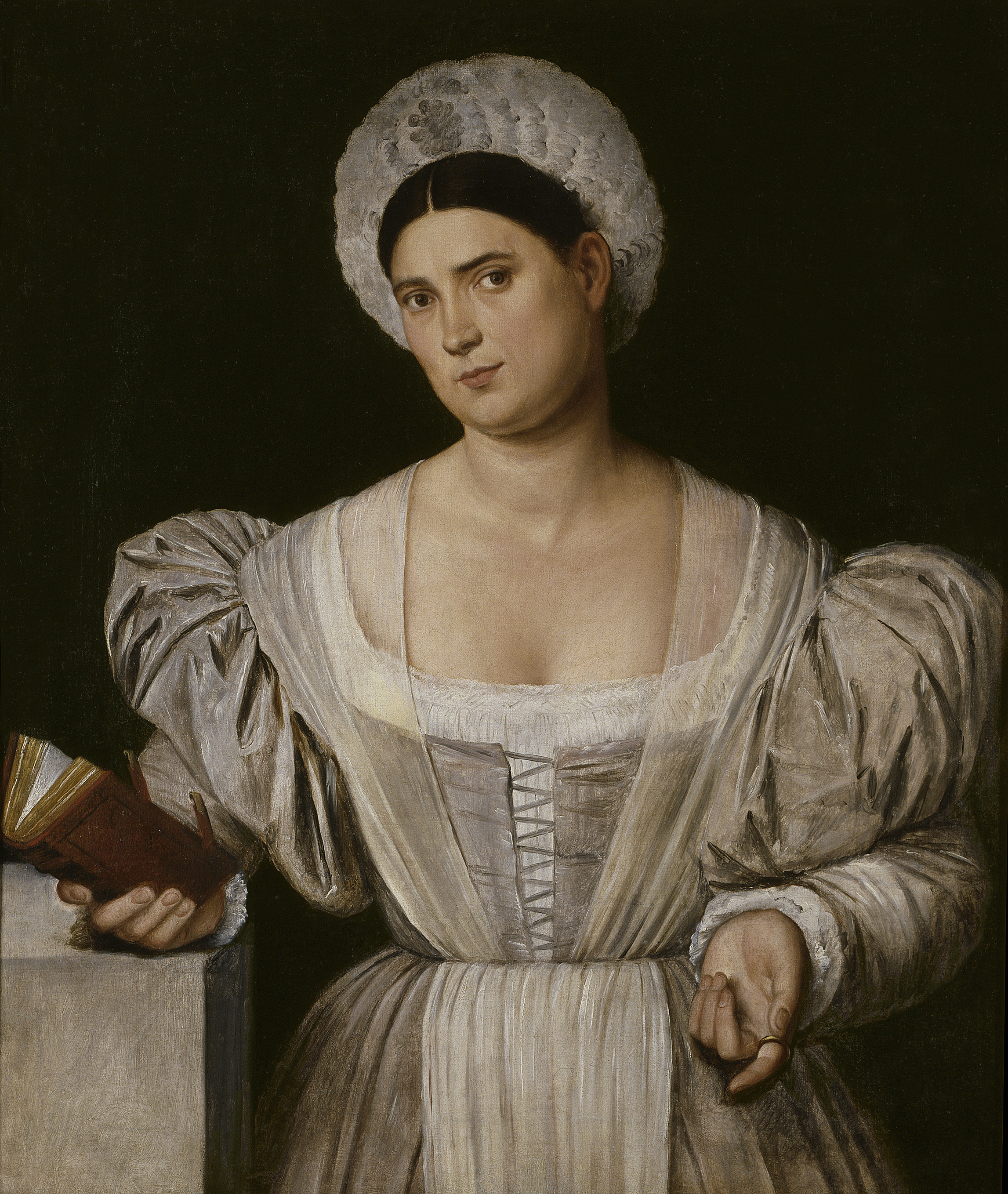
Бернардіно Лічініо. «Шляхетна пані », до 1530
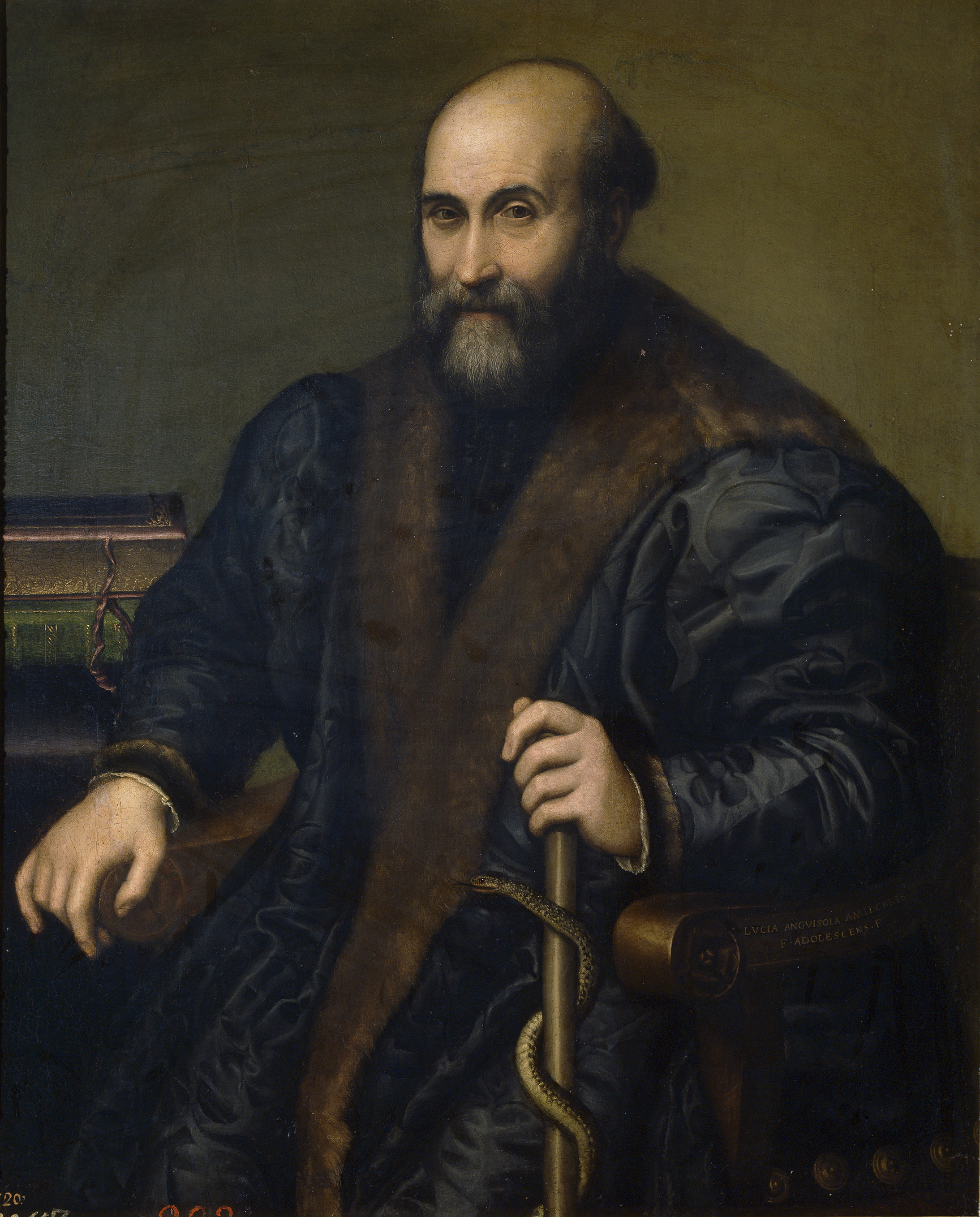
Лючія Ангвіссола. «П'єтро Манна, лікар з Кремони», 1557
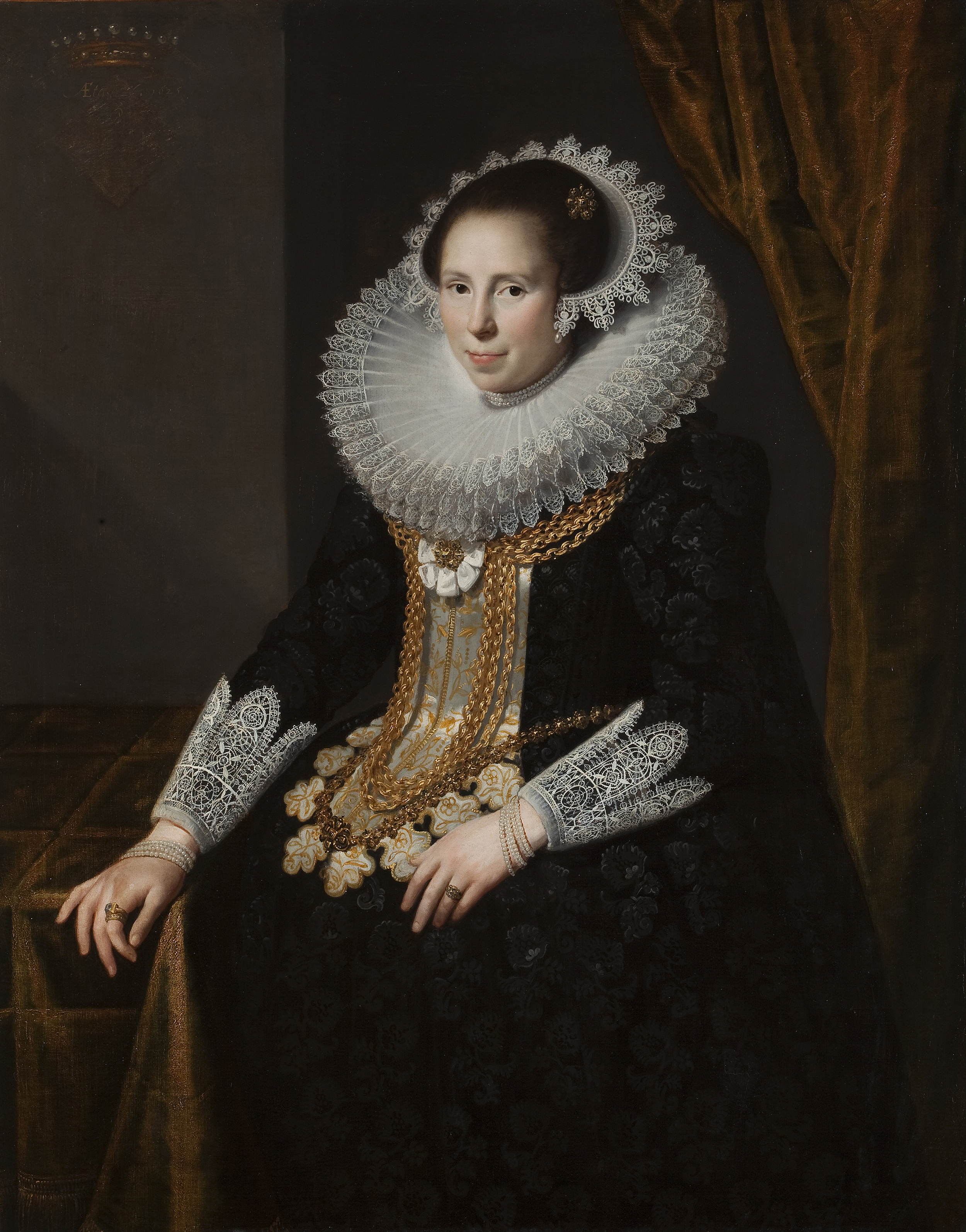
Паулюс Морелсе. «Йоганна Мартенс», 1625
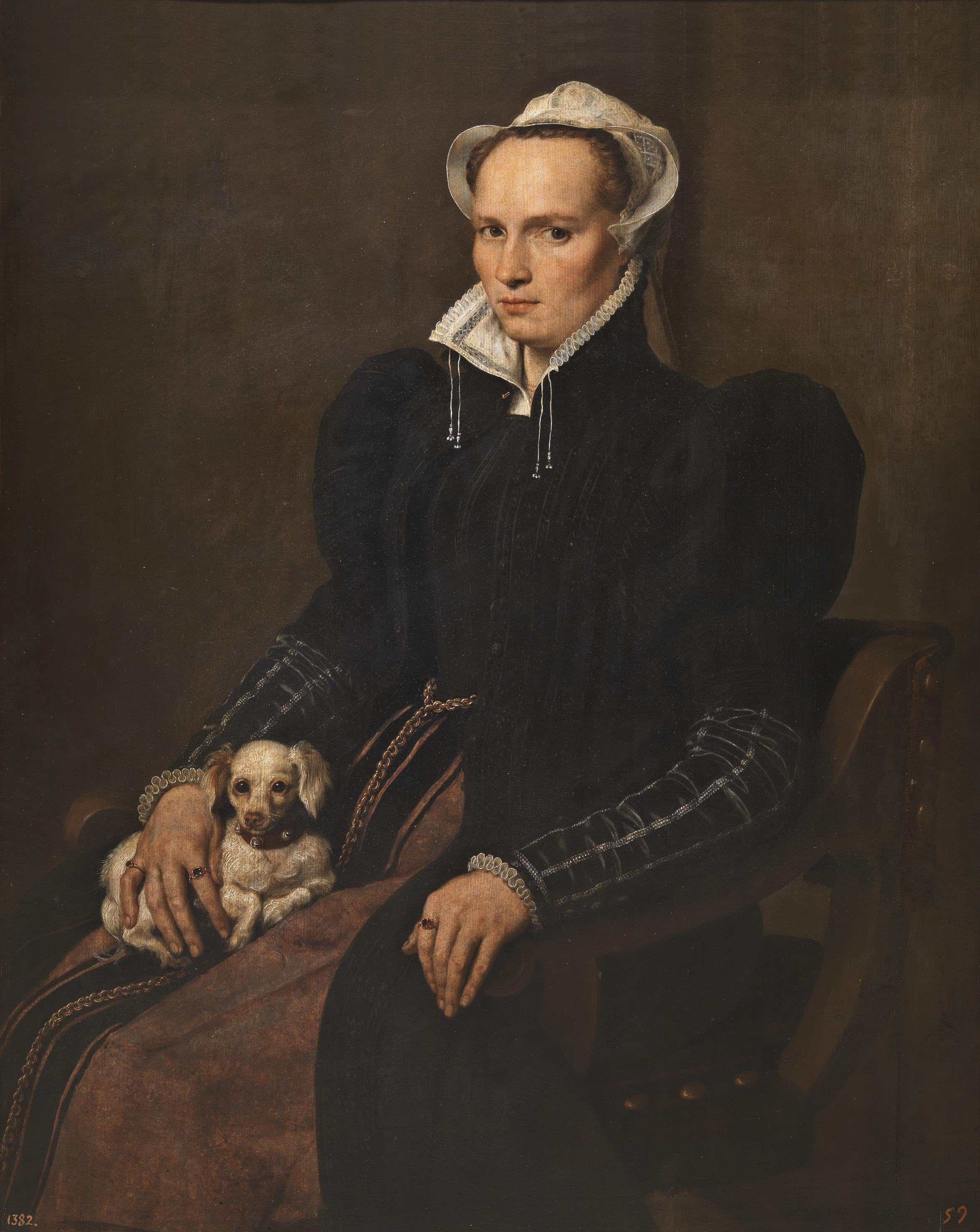
Антоніс Мор. «Портрет заміжньої дами», 1554
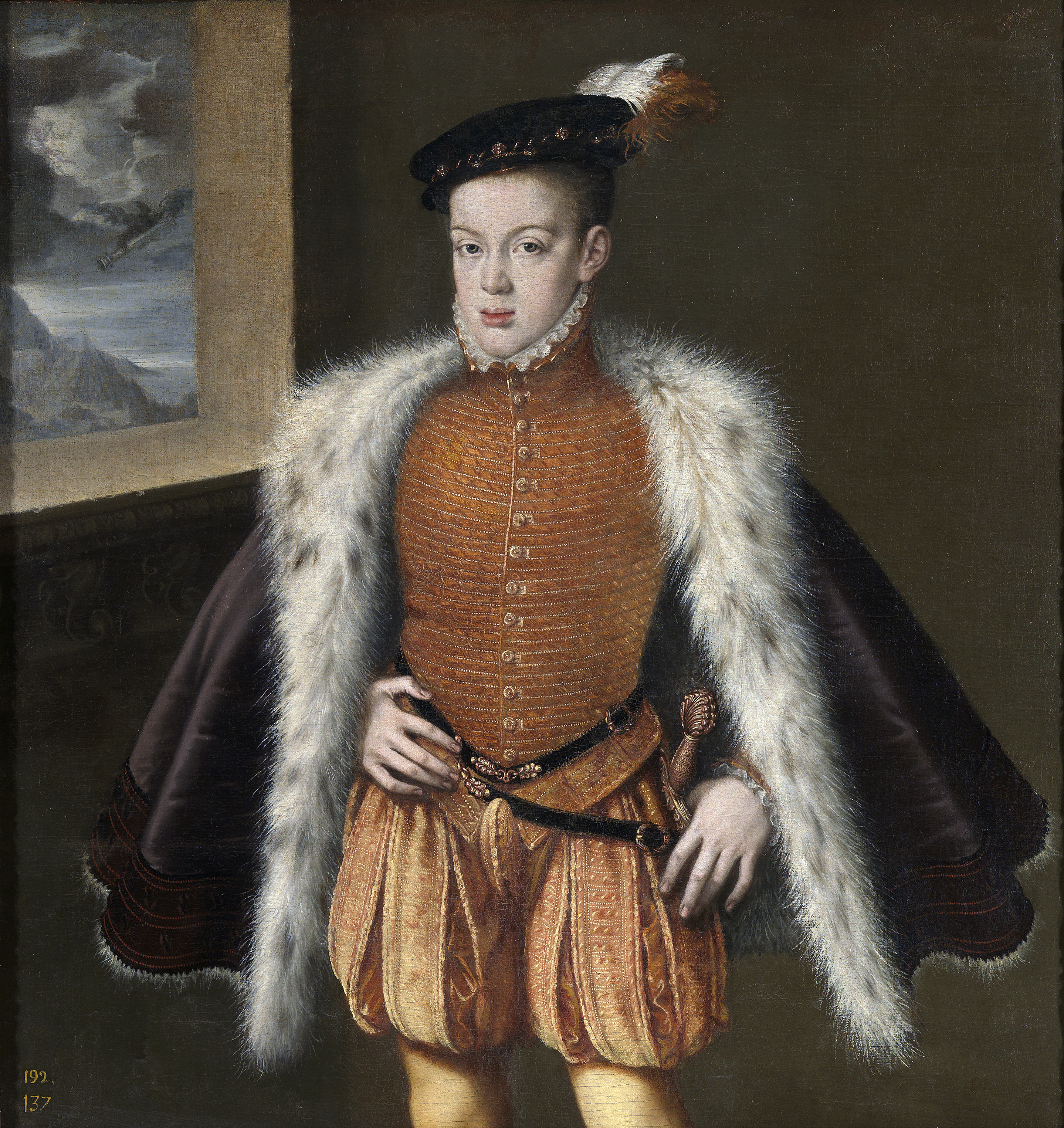
Алонсо Санчес Коельо, «Портрет дона Карлоса», 1555—59
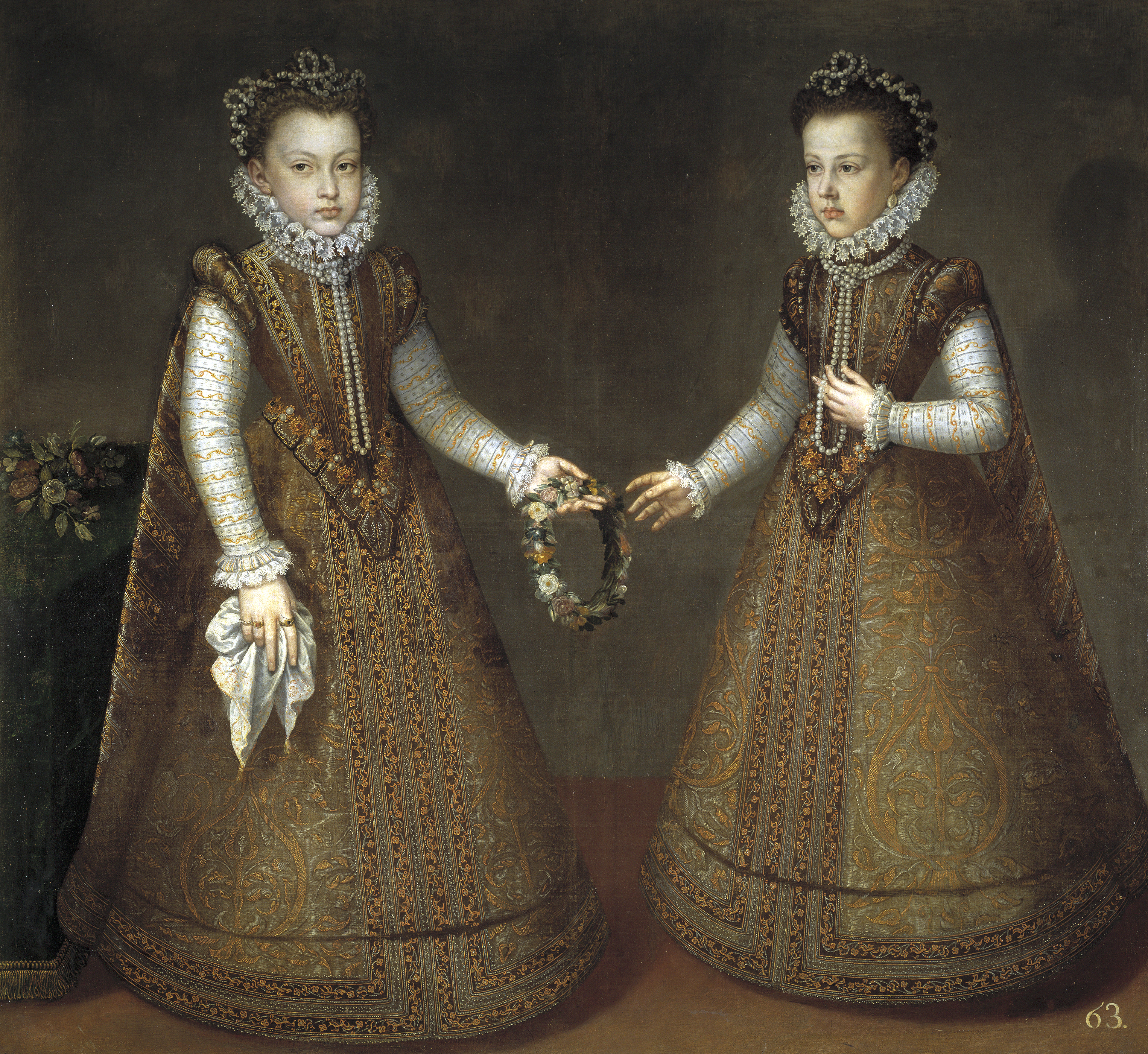
Алонсо Санчес Коельо, «Інфанти Ізабелла Клара Євгенія і Каталіна Мікаела», 1575
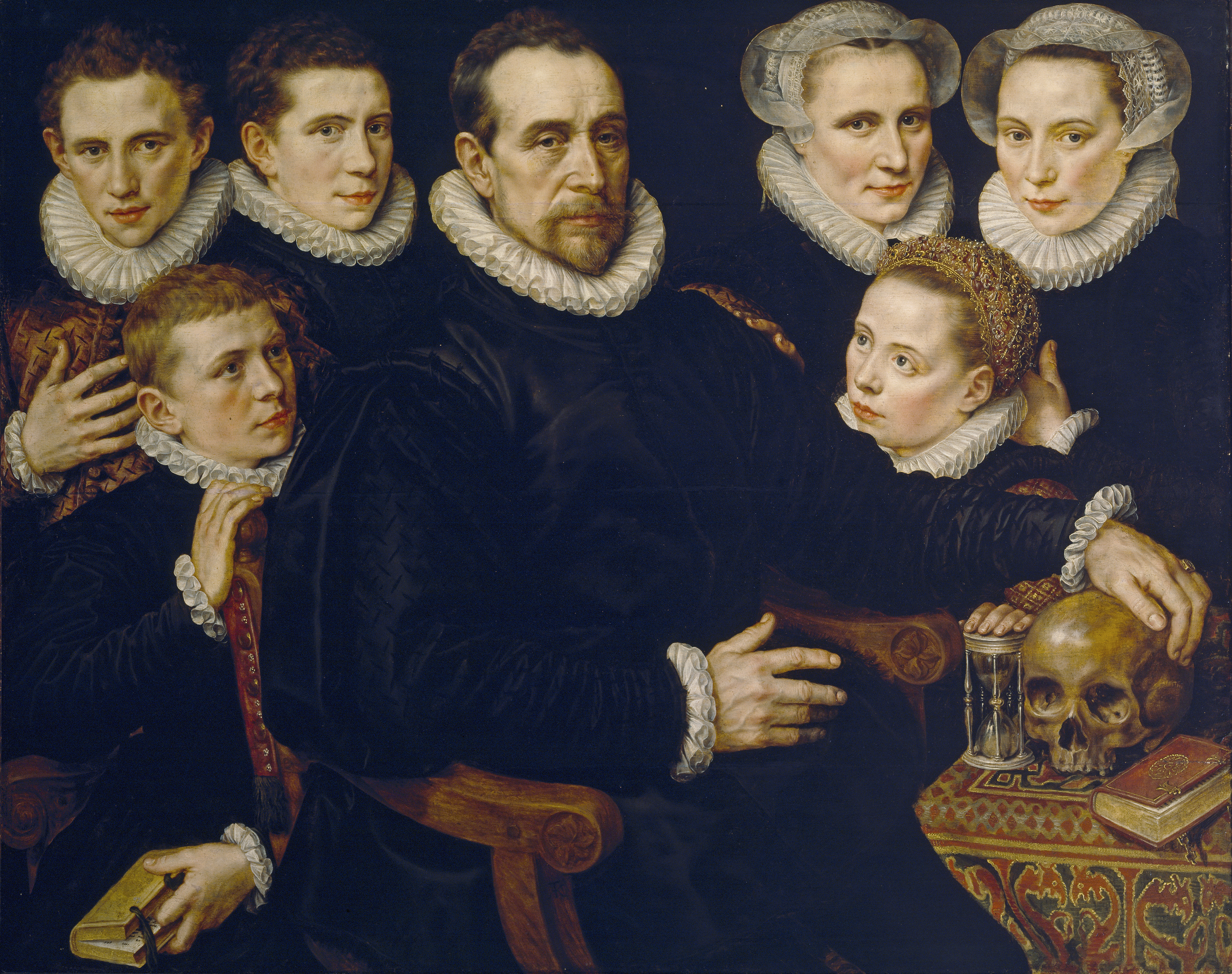
Адріан Томас Кей, «Сімейний портрет», 1583
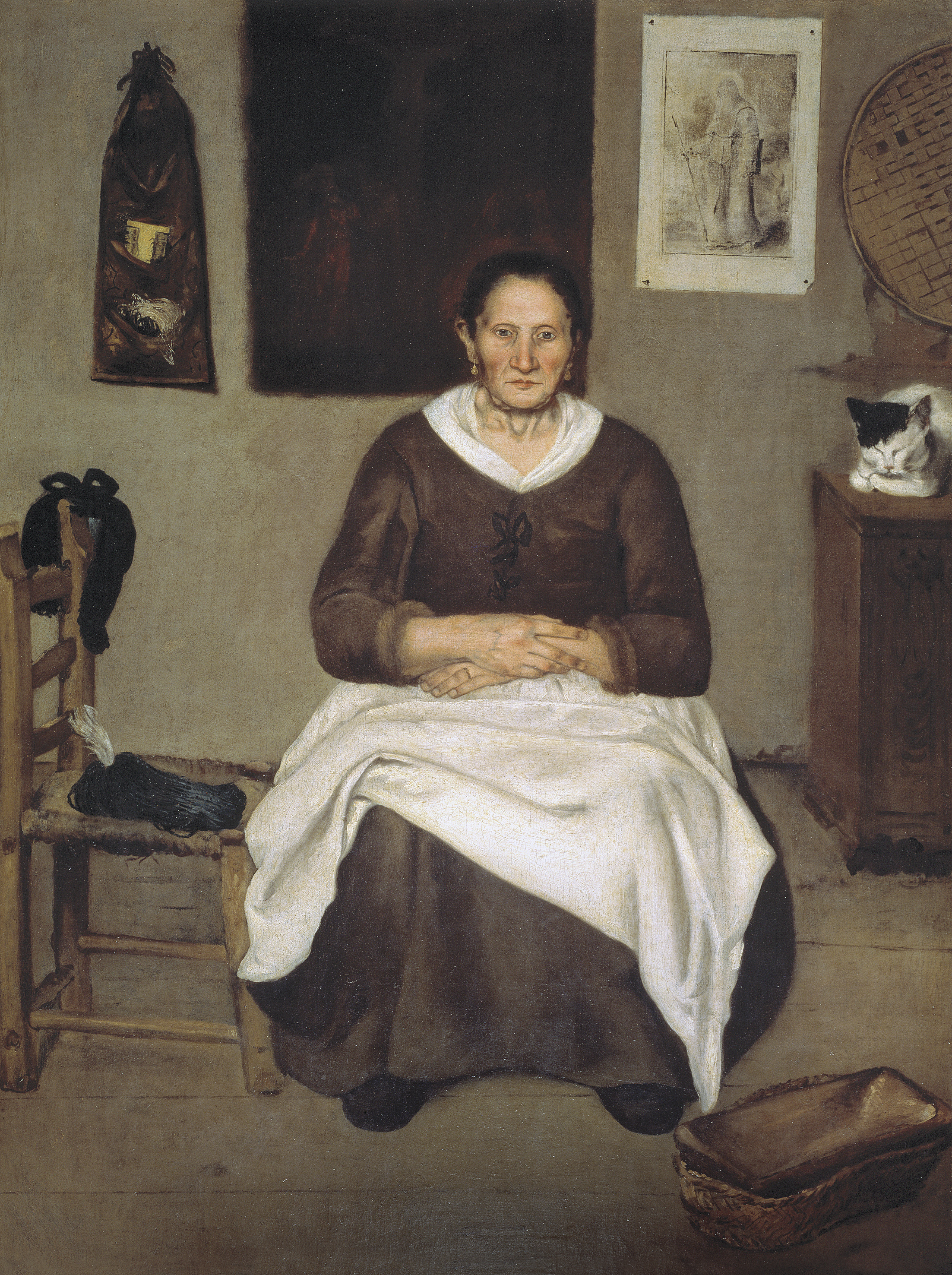
Антоніо Пуга. «Літня пані в інтер'єрі домівки»,1-а половина 17 ст.
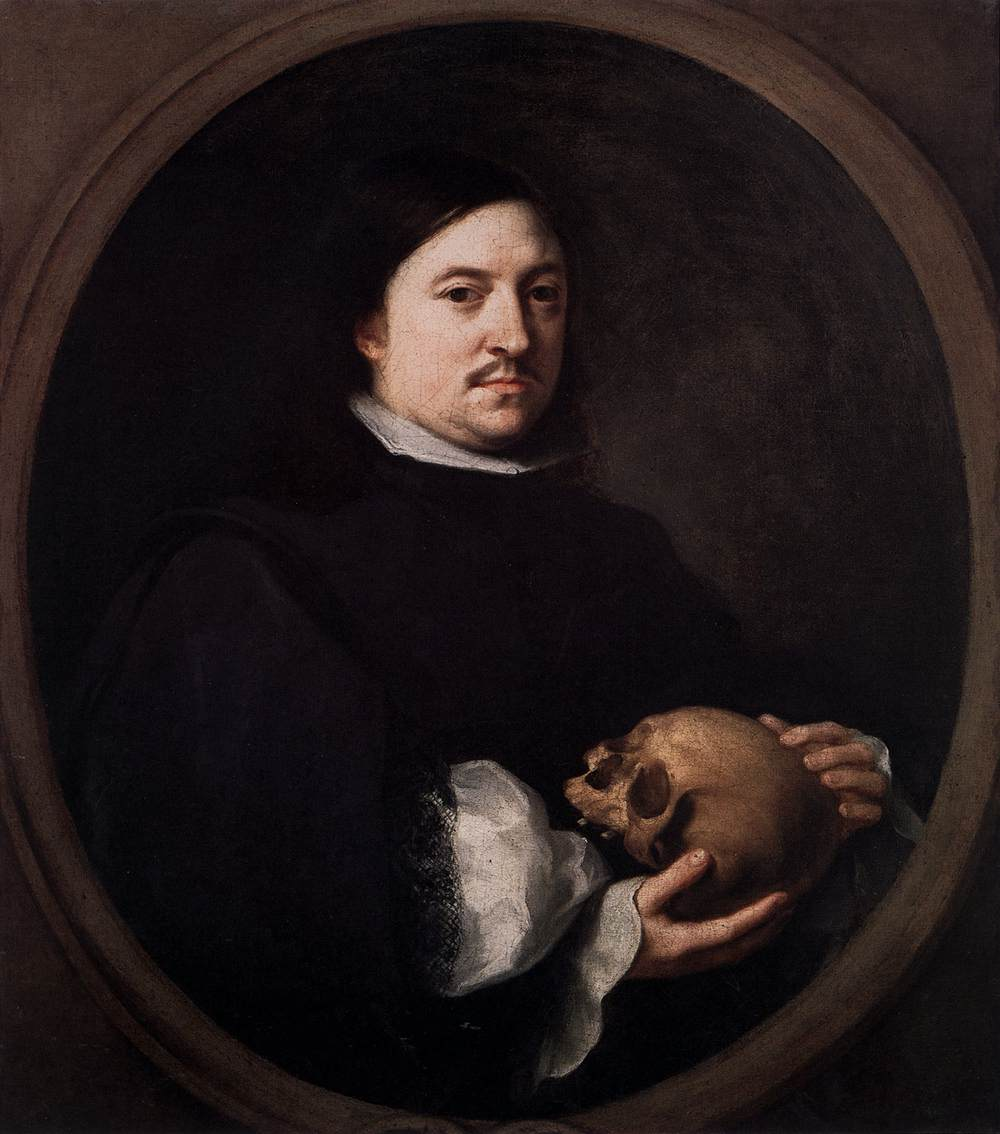
Бартоломе Естебан Мурільйо. «Ніколас Омазур», 1672
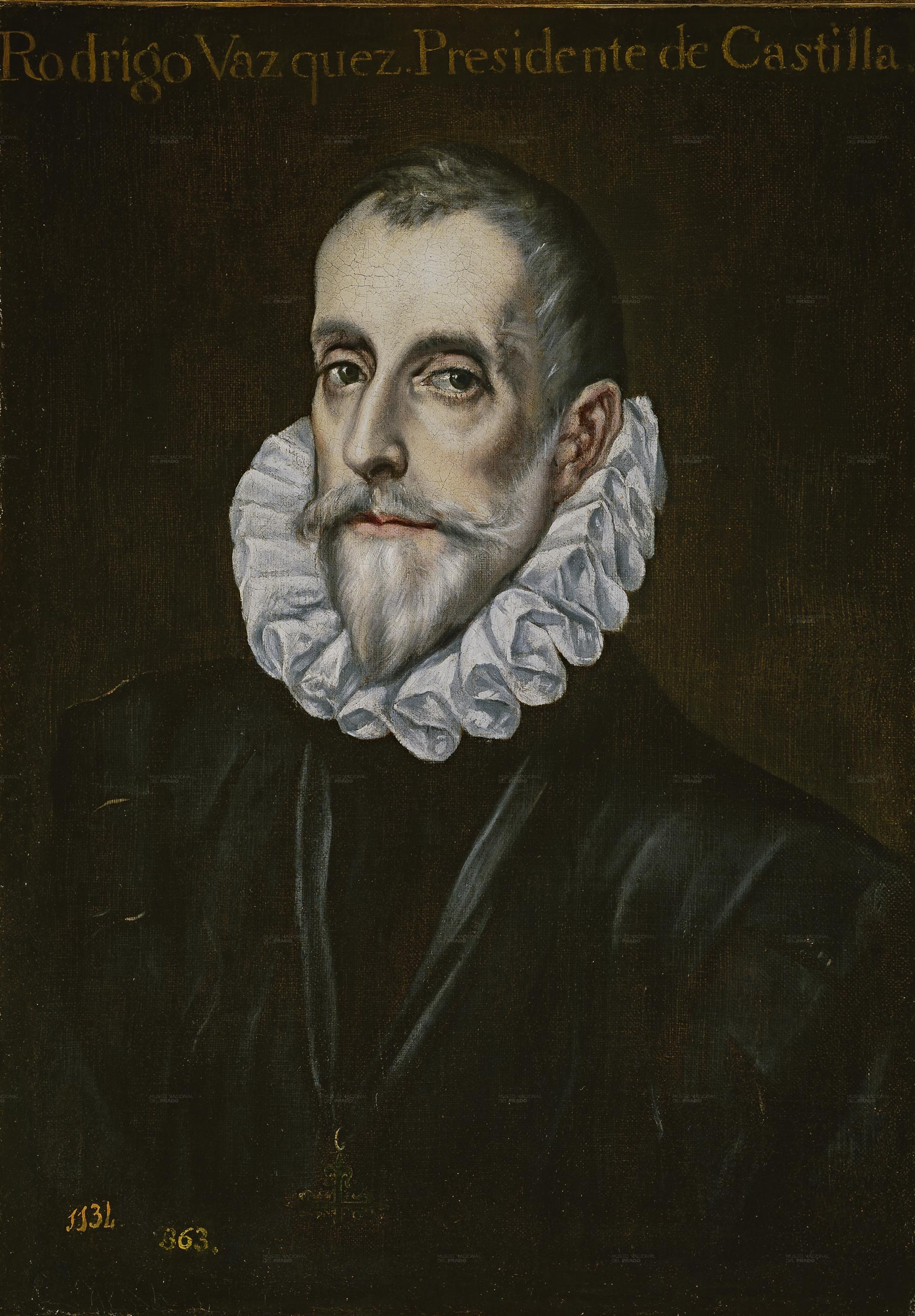
Ель Греко. «Портрет Родріго Васкеса», до 1590
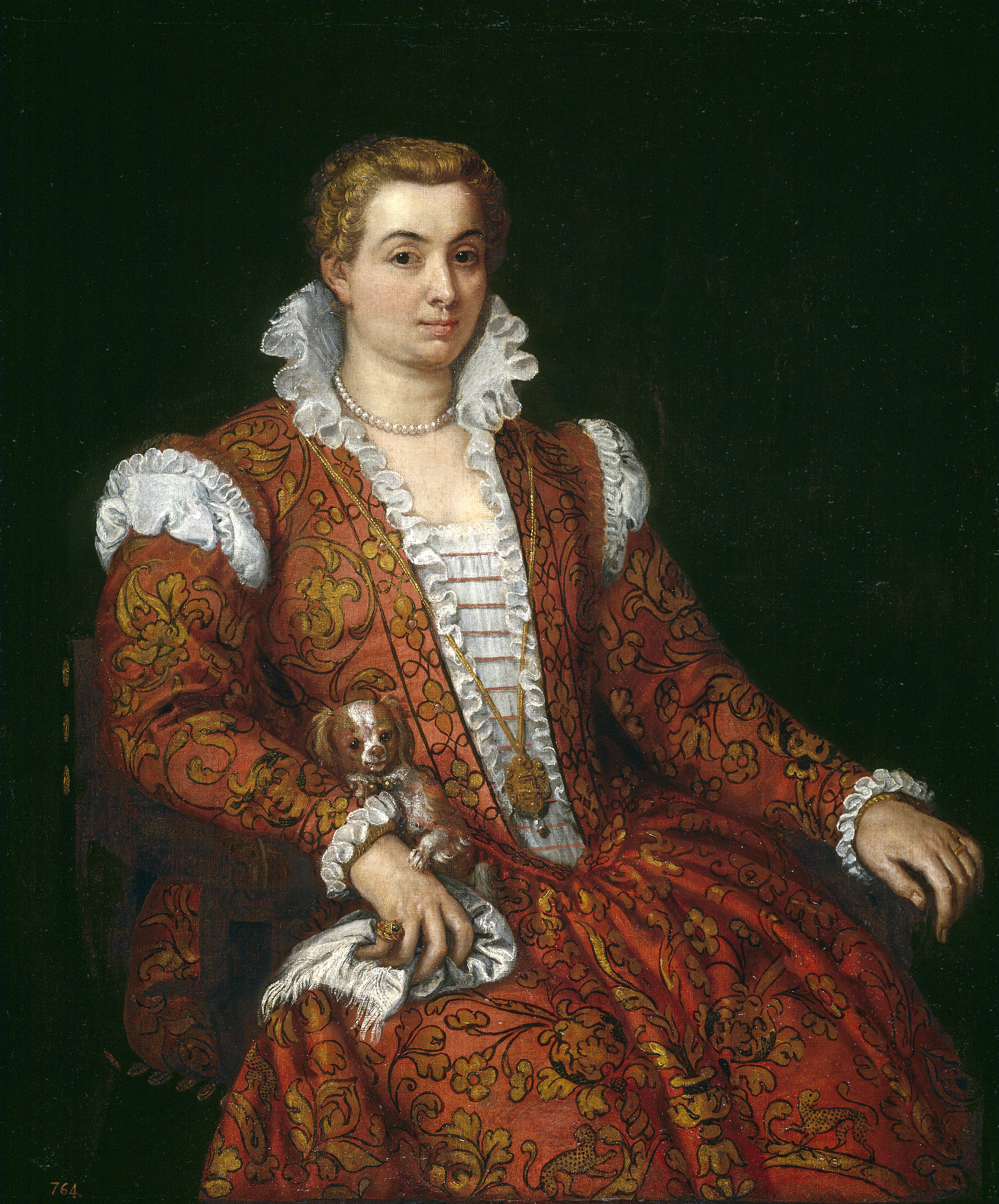
Паоло Веронезе. «Лівія Колонна», до 1572
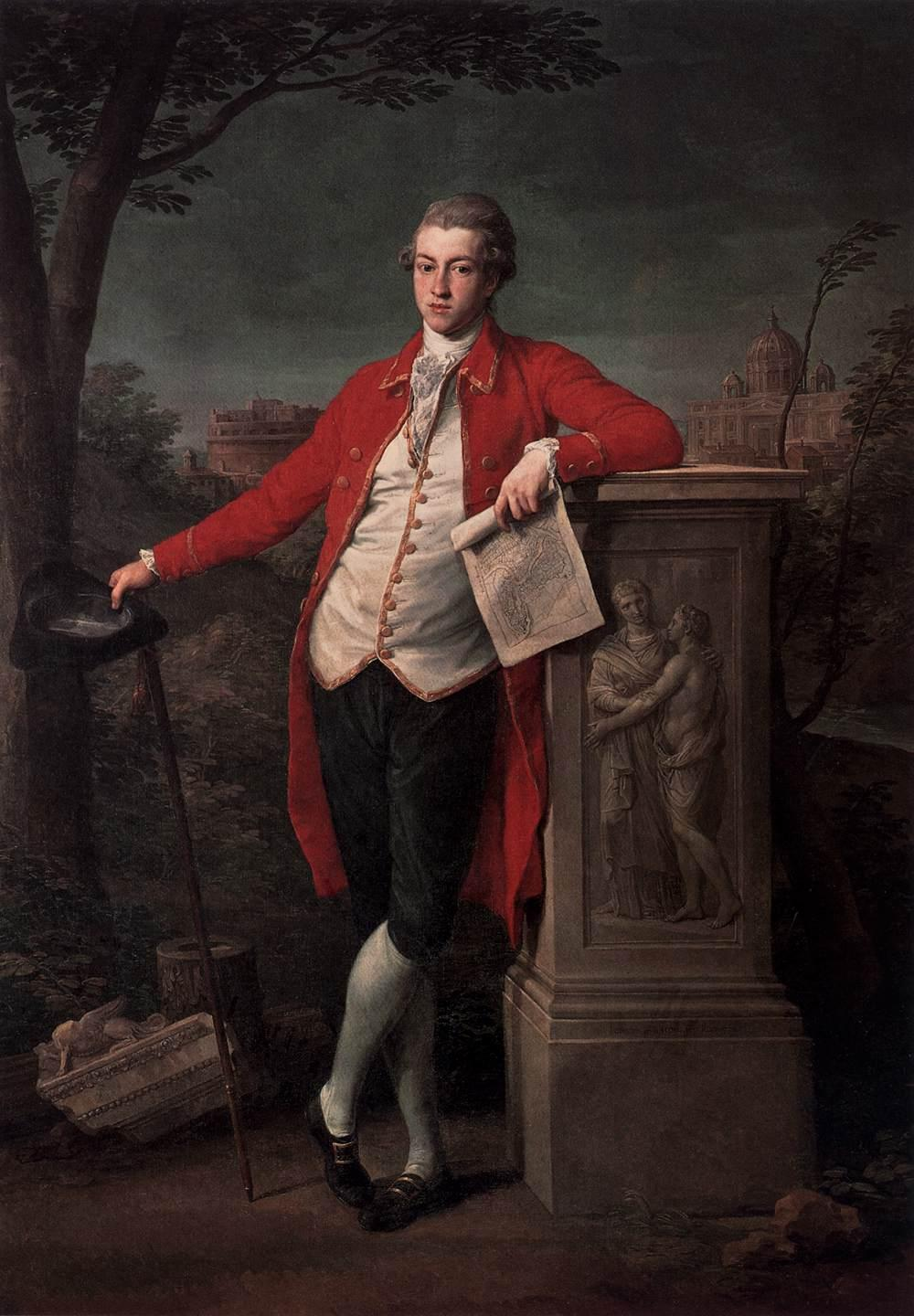
Помпео Батоні. «Черльз Сесіл Робертс в Римі», 1778
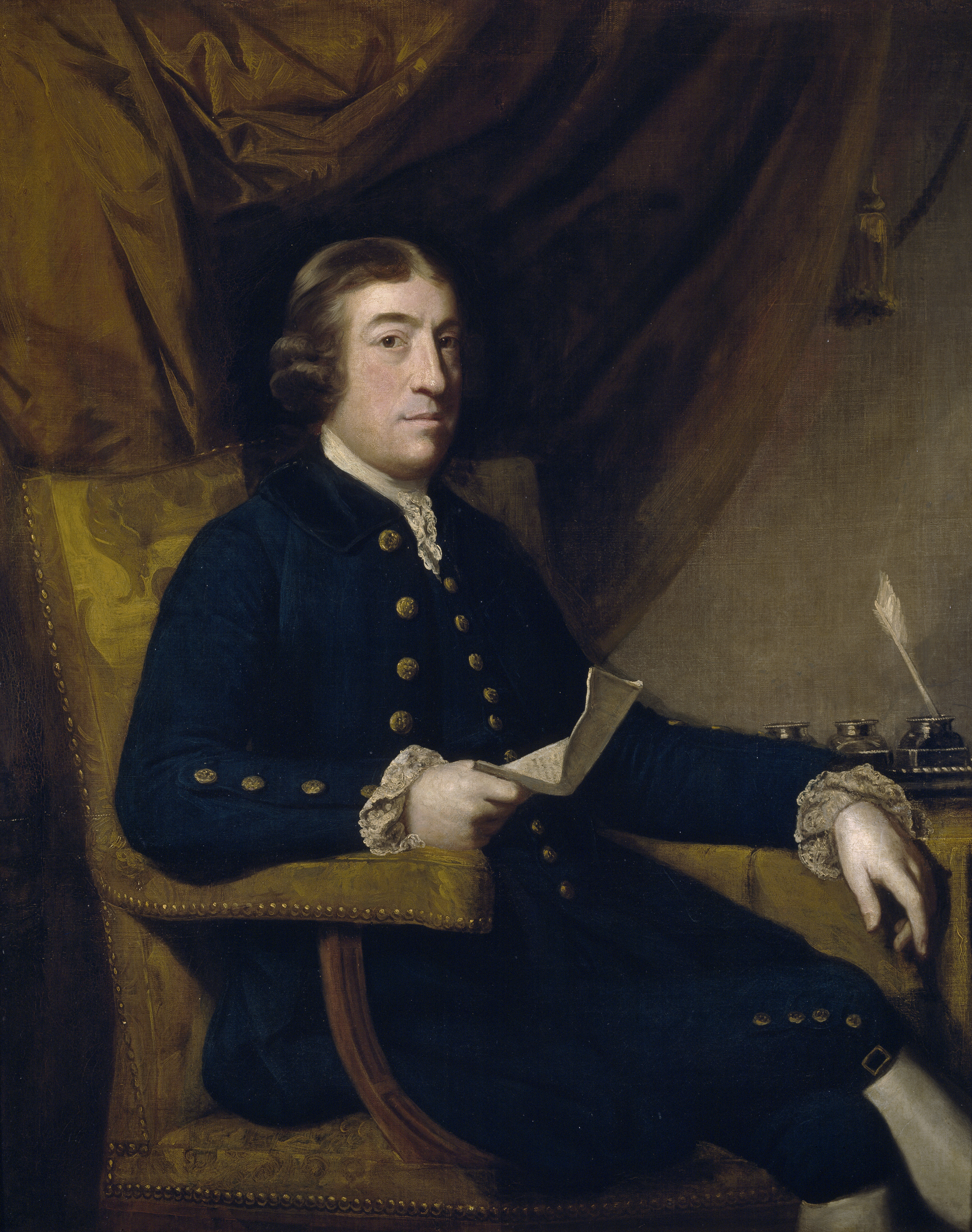
Джошуа Рейнольдс. «Джеймс Бурдо», до 1766
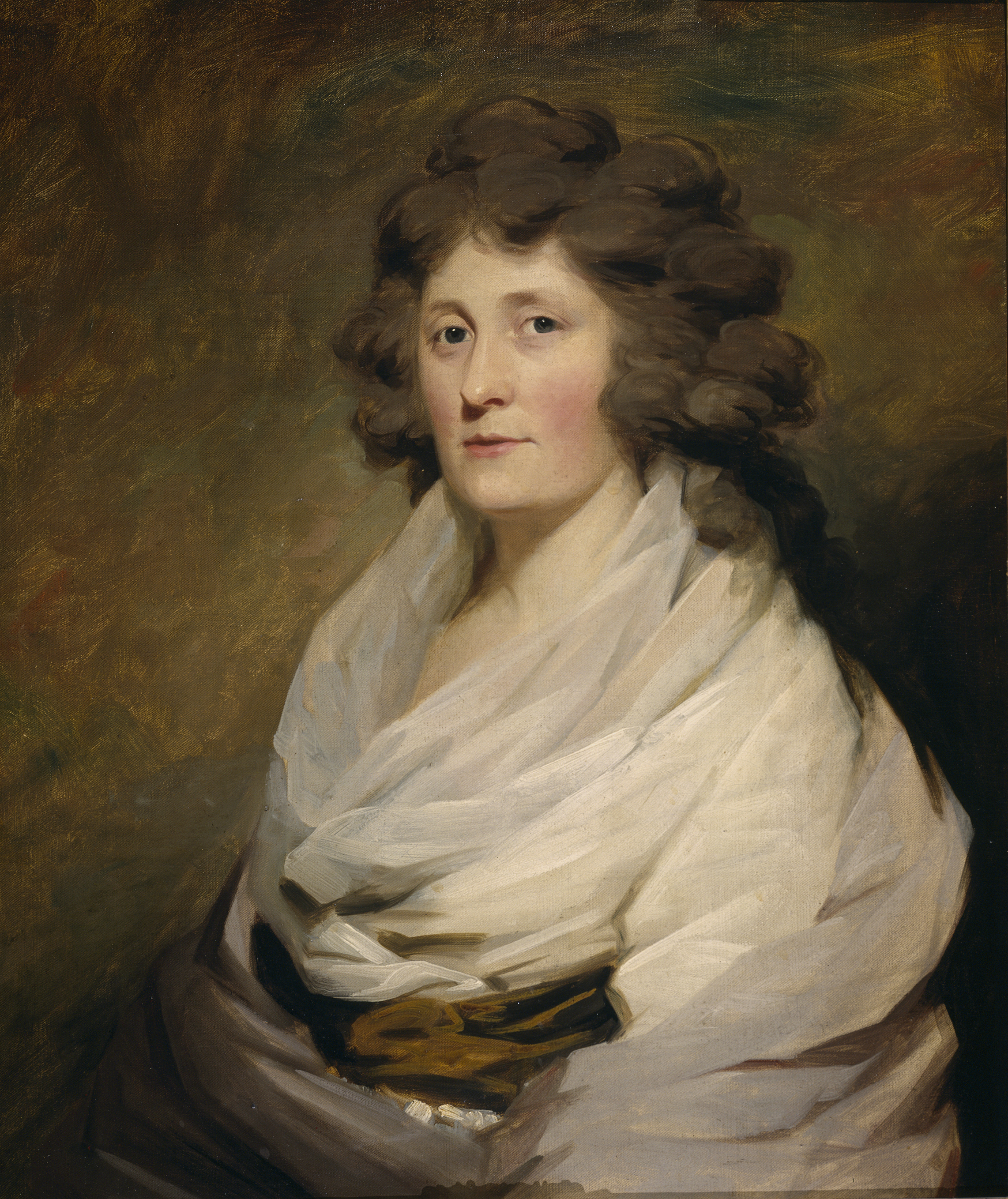
Генрі Реберн. «Міссіз МакЛеан оф Кінлокалайн», бл. 1800
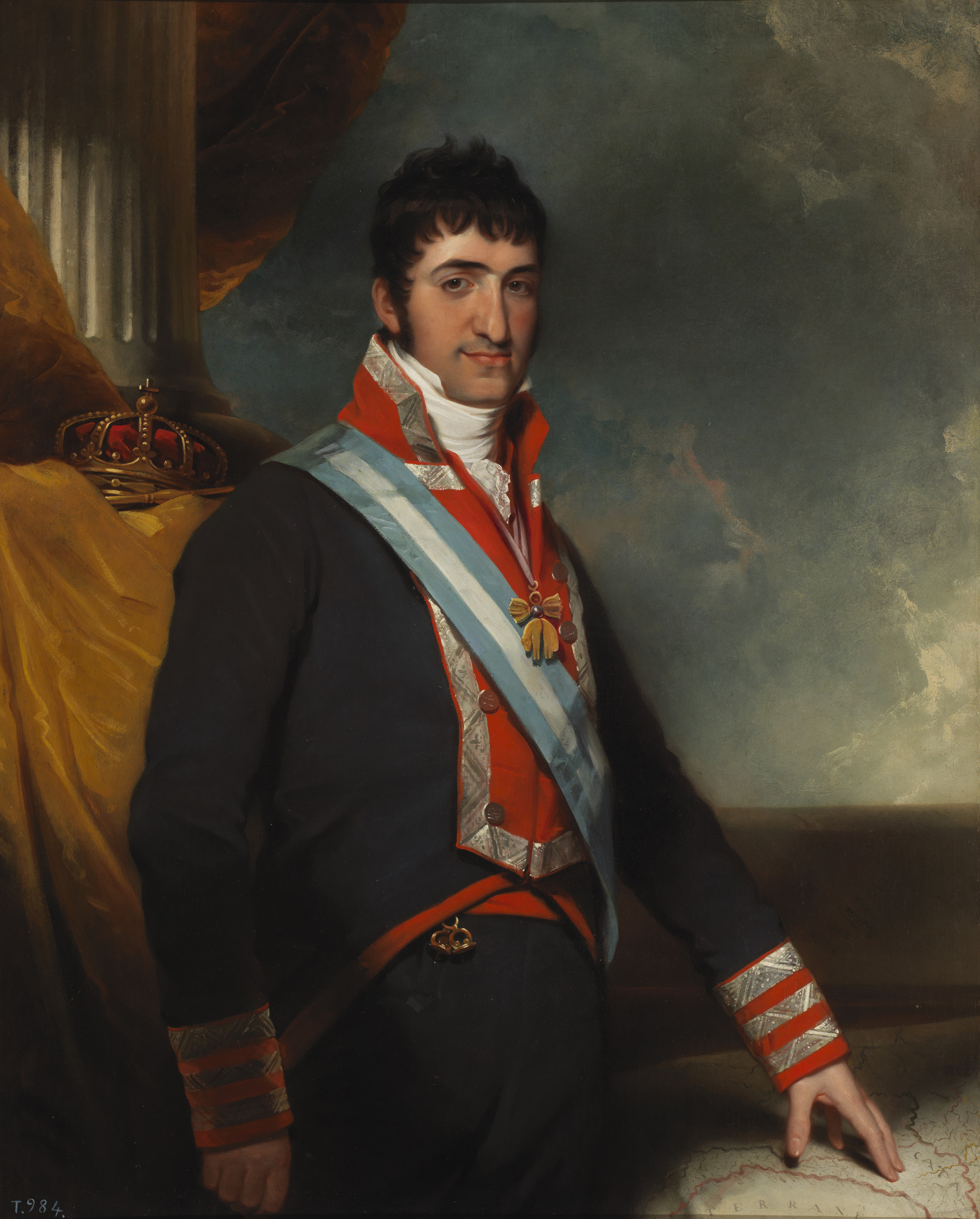
Вільям Коллінз. «Король Фернандо  VII», 1814

## Хронологія створення Національного музею Прадо

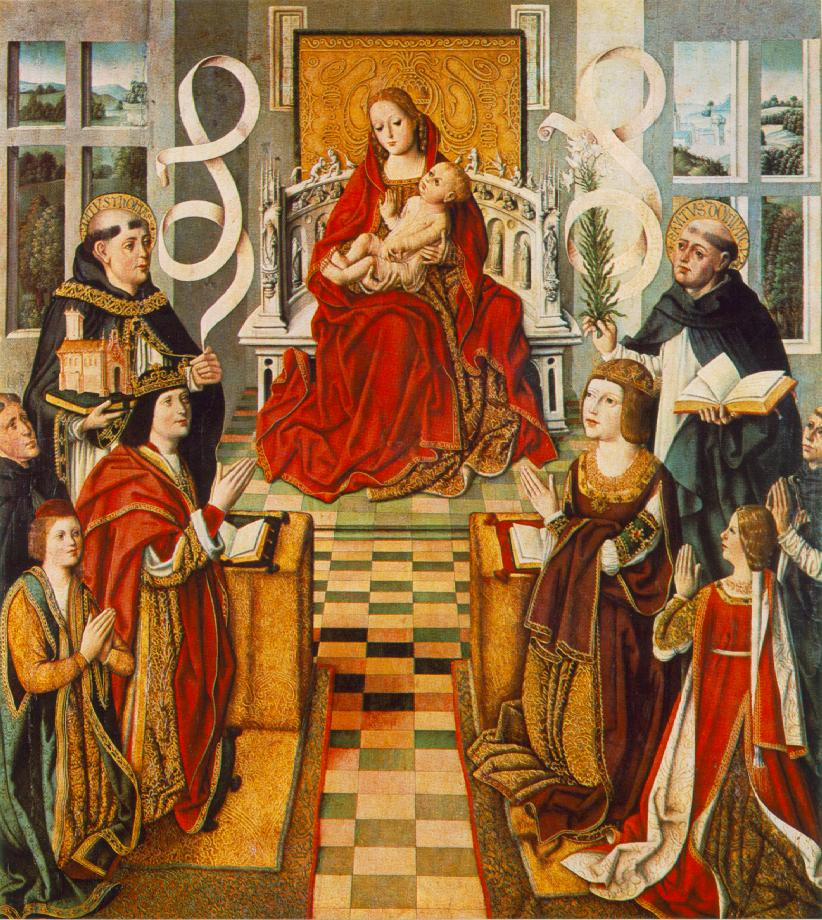
Фернандо Гальєго (?) «Католицькі королі Ізабелла Кастильська і Фердинанд Арагонський перед троном Мадонни», до 1495 р.

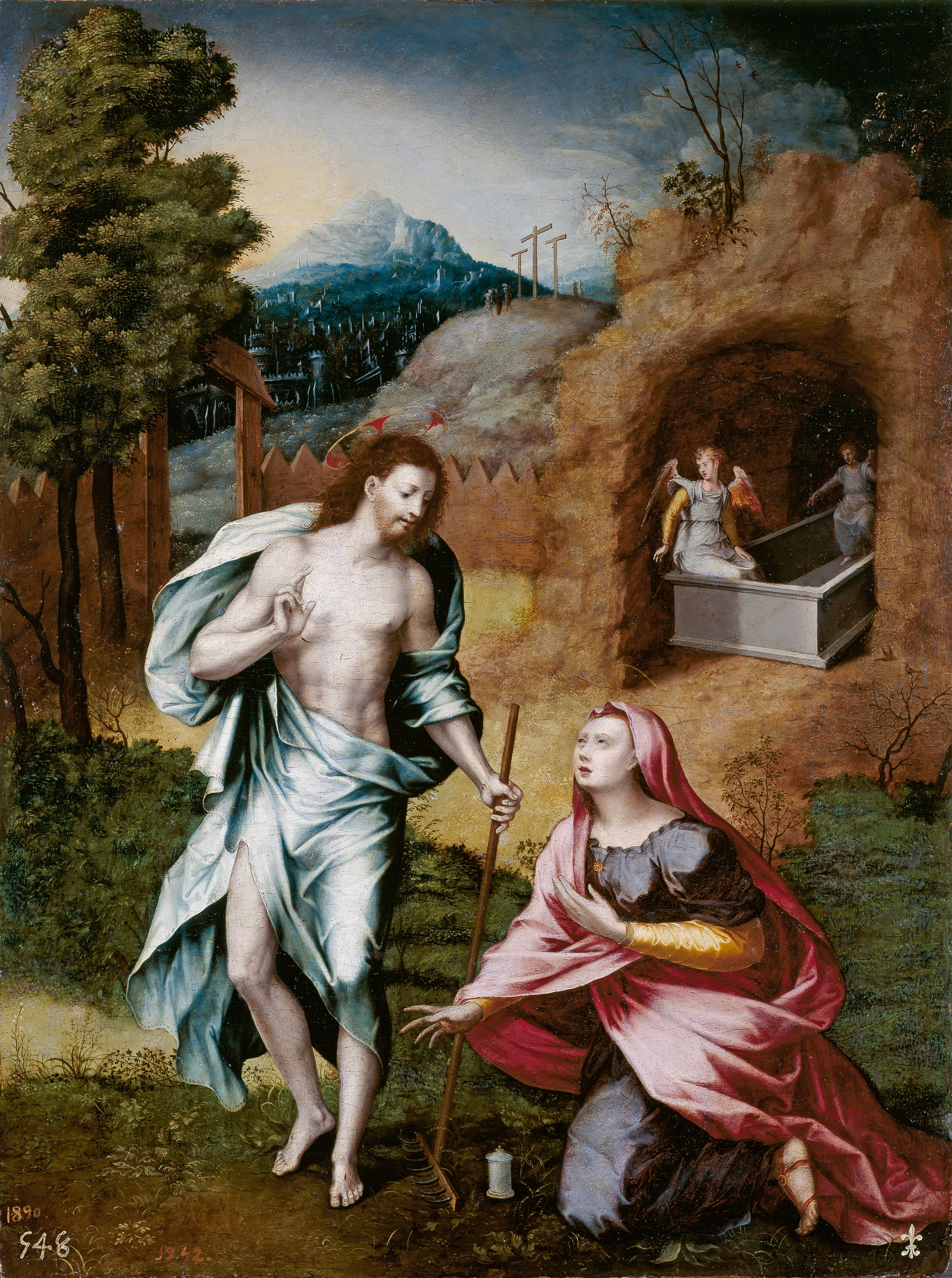
Херонімо Косіда. «Христос-садівник» або «Не торкайся мене», 1570 р.

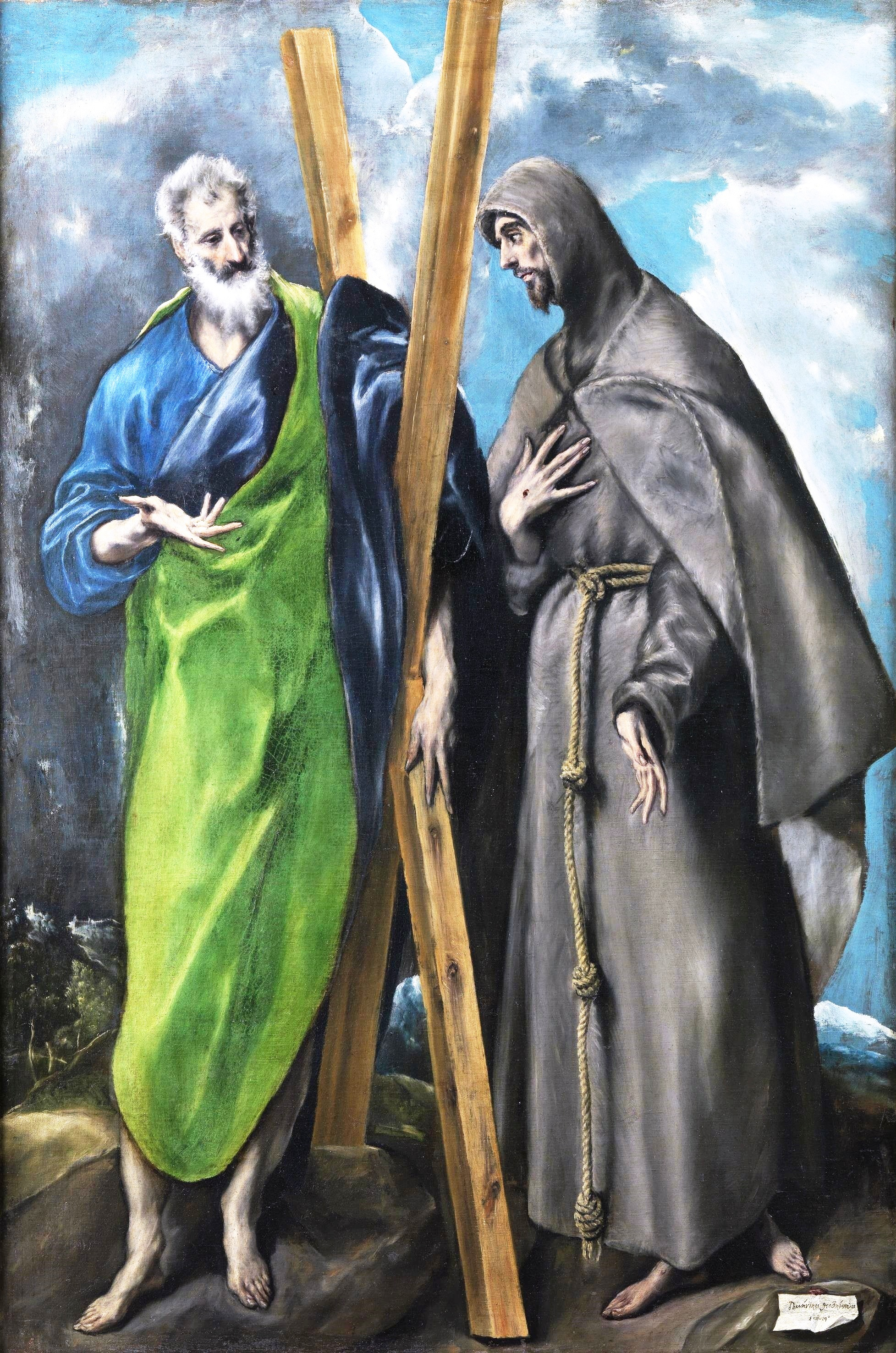
Ель Греко. «Андрій Первозванний та Св. Франциск Асізький»

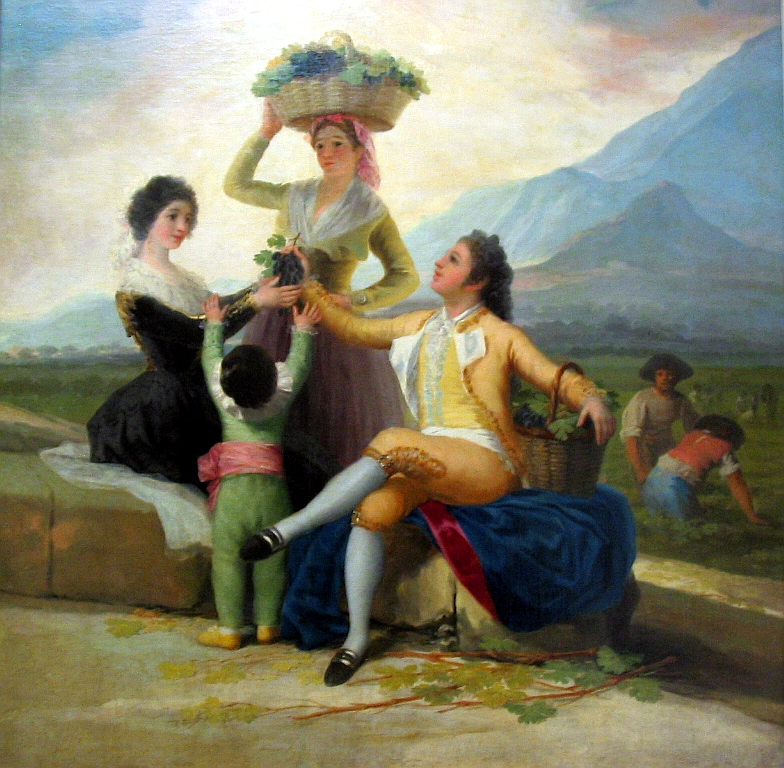
Франсіско Гойя. «Збори винограду», так звані гобеленові ескізи художника.

- 1775 р. — король Іспанії Карл III дав наказ архітекторові Хуану де Вільянуева створити проект споруди для майбутнього «Музею природничої історії».
- 1809 р.— король-іноземець Жозеф Бонапарт підписав наказ про заснування в Мадриді «Музею живопису».
- 1810 р. — Жозеф Бонапарт новим наказом заснував галерею живопису в Паласіо Буенавіста. Іде будівництво палацу Прадо.
- 1811 р. — палац Прадо практично побудований, але помер архітектор Хуан де Вільянуева. Під час Іспано-французької війни і військового захоплення Мадрида арміями Наполеона Бонапарта, палац Прадо перетворили на стайні (конюшні). Металевий дах палацу конфіскували на потреби вояків-загарбників, а споруду вкрили черепицею.
- 1814 р. — в Іспанії відновлена монархія після повалення імперії Наполеона та усунення його від європейської політики. Король Іспанії Фердинанд VII з ініціативи королеви Марії Ізабелли де Браганца ухвалив рішення передати велике приміщення спорожнілого палацу Прадо під картинну галерею.
- 1818 р. — в палаці засновано Королівський музей.
- 1819 р. — король Фердинанд VII офіційно відкрив Королівський музей в палаці Прадо. До 1829 року в новостворений Музей передають значну кількість речей з королівських колекцій.
- 1829 р. — герцог Сан Фердинандо передав до музею «Розп'яття Христа» пензля Дієго Веласкеса.
- 1838 р. — через війну з Карлом в Прадо вивозять картини і твори мистецтва з палаців в передмістях Мадрида, в тому числі і вартісні твори з Ескоріала, рятуючи їх від знищення.
- 1843 р. — створено каталог творів в Прадо, до якого увійшли одна тисяча дев'ятсот сорок дев'ять (1949) творів.
- 1869 р. — скасована влада королеви Ізабели II, Королівський музей націоналізували і передали державі.
- 1879—1882 рр. — в музей передані так звані гобеленові ескізи 18 століття пензля Франсіско Гойї зі збірок королівського палацу Реале в Мадриді, а також уся збірка живопису з Музею де ла Тринідад, де переважав релігійний живопис.
- 1881 р. — барон д'Ерлангер передав в музей «Чорні картини» Ф. Гойи у подарунок.
- 1883—1889 рр.— архітектор Хареньо створив проект добудов. Музей збільшують за рахунок створення декількох нових залів.
- 1889 р. — музей отримав у подарунок більш ніж 200 картин від герцогині Пастрани.
- 1912 р. — створена Рада патронів музею.
- 1914—1930 рр. — чергова добудова нових залів.
- 1915 р.— помер Пабло Босх, за заповітом музей Прадо отримав низку картин з його збірки.
- 1930 р. за заповітом Дона Педро Фернандеса Дюрана музей отримав чергову приватну колекцію картин.
- 1936—1939 рр.— в роки громадянської війни в Іспанії директором музею призначили художника Пабло Пікассо. Аби врятувати кращу частину художнього надбання музею за участі Міжнародної Ради, цілеспрямовано створеної для рятування творів мистецтва з Іспанії, вартісні колекції вивезли в Швейцарію через місто Валенсія .
- 1939 р.— в «Музеї мистецтв і історії» міста Женеви відбулась виставка картин музею Прадо, котрі перебували в Швейцарії. По закінченні виставки картини перевезені на батьківщину.
- 1940 р. — в музей як подарунок передано колекцію Дона Франсіско Камбо.
- 1956—1978 рр. — добудови музею архітекторами Чуека та Лоренте. За рахунок передачі музею Прадо споруди Касóн дель Буен Ретиро в останньому розмістили збірки живопису 19 та початку 20 століть.
- 1980 р.— відкриті для відвідин перші зали з кондиціонерами. Засновано фонд «Друзі Прадо». Оприлюднили перше музейне видання Boletín del Museo del Prado («Бюллетель музею Прадо»).
- 1982 р. — Виставки «Ель Греко» і «Мурільйо» започаткували програму великих виставок. На черзі — великі виставки Веласкеса та Гойї, а також інших іспанських майстрів та митців інших національних шкіл живопису.
- 1988 р. — відкрито Центр мистецтв королеви Софії. З музею Прадо в новий музейний заклад передано більшість творів митців 19 століття.
- 1990—1996 рр.— надруковане видання картин музею в трьох книгах.
- 1998 р. — був закритий Касóн дель Буен Ретиро для проведення повного ремонту і пристосування приміщення під музейні потреби.
- 1999 р.— Презентація (оприлюднення) першої стадії плану по збільшенню музею. За планом — це п'ять окремих споруд:
Палац Прадо Хуана де Вільянуеви
Касóн дель Буен Ретіро
Сучасний офіс музею в окремому приміщенні
Приміщення сусіднього монастиря
Військовий музей.
- 2007 р. — закінчена реконструкція палацу Прадо (збільшена кількість залів для експозицій). Вибудовано новий корпус за проектом архітектора Рафаеля Монео.